# Українська повстанська армія
Украї́нська повста́нська а́рмія (УПА́) — військово-політичне формування, яке діяло в Україні протягом 1942—1960 років (хоча були й випадки бойового спротиву окремих бійців УПА і пізніше), озброєне крило ОУНР.
Перші загони УПА Поліська Січ були сформовані Тарасом Бульбою-Боровцем 28 червня 1941 року. Члени ОУН якийсь час не підтримували збройну боротьбу з німцями, називаючи партизан агентами Сталіна і Сікорського. Вони розпочали активну діяльність лише з весни 1943 року на територіях, які входили до складу: Райхскомісаріату Україна (Генеральна округа Волинь-Поділля) — з кінця березня 1943 року, Генерал-губернаторства (Галичина — з кінця 1943 року, Холмщина — з осені 1943 року) та румунської Трансністрії (Північна Буковина) — з літа 1944 року. Окремі загони також діяли і на сході України, на Донбасі та навіть на Кубані.
Згідно з позицією ОУН (б) офіційною датою створення УПА вважається 14 жовтня 1942 року, хоча деякі історики вважають цю дату умовно пропагандистською та переносять період заснування приблизно на півроку вперед. У травні 1943 року загони ОУН(б) почали офіційно іменуватися «Українською повстанською армією». Ряди УПА поповнювалася за рахунок добровольців з числа ідейних націоналістів, перебіжчиків із допоміжної поліції, дезертирів з Червоної Армії.
Своїм головним завданням УПА декларувала підготовку потужного повстання, яке мало розпочатися в сприятливий для того часу момент, коли СРСР і Німеччина виснажать один одного в кровопролитній війні, а потім створення самостійної єдиної української держави, яка мала включати в себе всі етнічні українські землі. Крім українців, яких була переважна більшість, в складі УПА воювали євреї, росіяни та бійці інших національностей.
З самого початку свого існування УПА воювала на три фронти: з військами Третього Рейху та його союзниками, польським Рухом опору (Армією Крайовою, Армією Людовою) та радянськими партизанами. З поверненням радянського режиму на західноукраїнські землі, УПА ще кілька років змогла чинити активний спротив каральним загонам НКВС. УПА діяла до 1954 року, коли активні її дії припинилися. Окремі осередки спротиву продовжувались впродовж 1950-х — 1960-х років. З травня по листопад 1943 року Головним Командиром УПА був Дмитро Клячківський, з 1944 по 1950 рік — генерал Роман Шухевич, з 1950 по 1954 рік — Василь Кук.
Ставлення до УПА в українському суспільстві протягом років після відновлення незалежності 1991 року коливається між позитивним («борці за незалежність») і протилежним («німецькі колаборанти»): сама оцінка часто спирається на пропагандистські штампи обох сторін. З 2015 року вояки УПА мають встановлений Верховною Радою статус борців за незалежність України у XX столітті. Боротьба Української повстанської армії — складова Українського визвольного руху 1920—1950 років. У грудні 2018 року прийнято закон, який надає солдатам УПА статус учасників бойових дій, додатковий соціальний захист, в тому числі пільги на оплату комунальних послуг і проїзд у громадському транспорті, а також медичне обслуговування і забезпечення медикаментами.

## Передісторія створення

### 1939—1940
Передтечею створення УПА були перші українські національно-визвольні змагання 1917—1921 років, підпільно-бойова діяльність Української військової організації та Організації українських націоналістів проти Польщі в 1920-х — 1930-х роках. До 1938 року ОУН очолював полковник Січових Стрільців Євген Коновалець. Протягом 1930-х років ОУН зростала чисельно та територіально, її підпільні структури охоплювали більшість теренів Західної України. Одним із найважчих в історії організації став період 1939—1941 років, коли після розділу Польщі західноукраїнські землі увійшли до складу СРСР. Тоді ОУН вперше зіткнулася із репресивною машиною СРСР — НКВД.
За оцінками сучасних українських істориків, на кінець 1939 року налічувалося 8—9 тис. членів ОУН. Частина України була окупована Червоною Армією, а інша — вермахтом. ОУН на чолі з Андрієм Мельником вважала, що потрібно робити ставку на Третій рейх, а інша частина, на чолі з Степаном Бандерою — що треба створювати збройне підпілля і бути готовими до партизанської війни, в тому числі і з нацистами. Обидві частини організації погоджувалися, що СРСР — головний ворог. Мельник і Бандера зрештою не домовилися, прибічники останнього 10 лютого 1940 року в Кракові оголосили про створення революційної фракції ОУН. Оунівці під керівництвом Бандери почали готувати збройне повстання в Східній Галичині та на Волині.
Весь 1940-й і перша половина 1941 року — час війни підпілля ОУН і НКВС. За радянськими джерелами, тільки в квітні 1941 року оунівці вбили 38 радянських і партійних працівників, провели десятки диверсій на транспортних, промислових і сільськогосподарських підприємствах. У квітні-червні 1941 року НКВС ліквідували 38 повстансько-диверсійних груп, вбили і заарештували 273 оунівця. Загалом у 1939—1941 роках, за даними радянських органів держбезпеки, на Заході Україні було заарештовано, захоплено в полон або вбито 16,5 тис. членів націоналістичних організацій, однак попри ці радянські репресії, організація тоді змогла зберегти основне кадрове ядро для подальшої боротьби в нових умовах.

### 1941
Після нападу 22 червня 1941 Німеччини на СРСР, слідом за фронтом, що швидко рухався на схід, були відправлені невеликі загони оунівців («похідні групи») по 7-12 вояків, які формували українські органи місцевого самоврядування та поліцію. Слідом за цим націоналісти розгорнули масштабне повстання в тилу Червоної армії. Партизани ОУН нападали на відступаючі підрозділи Червоної армії і НКВС, закликали населення не допомагати червоноармійцям, нападали на в'язниці з політичними ув'язненими
Оунівці підтримали частини 17-ї армії вермахту під час взяття Львова. Перестрілки з підрозділами Червоної армії тривали до 28 червня. Перед відступом з міста, співробітники НКВС розстріляли дві з половиною тисячі політв'язнів, які перебували у в'язницях «Бригідки», на Лонцького та Замарстинівській. Серед розстріляних був і брат Романа Шухевича. Першим у Львів увійшов батальйон «Нахтігаль», який знаходився в складі полку абверу «Бранденбург-800» і був укомплектований переважно з членів ОУН(б). У місті солдатами підрозділу взято під охорону ключові точки міста — електростанція, вокзал, радіостанція, водонапірні башти та інші об'єкти.
30 червня 1941 року у Львові на багатотисячному мітингу в присутності кількох німецьких генералів ОУНР проголошено «Акт відродження Української держави» та створено уряд на чолі з Ярославом Стецьком. Ядром армії нової держави мав стати створений 25 лютого 1941 року з санкції керівника абверу адмірала Вільгельма Канаріса «Український легіон». У оунівських документах це формування фігурує під назвою ДУН (Дружини українських націоналістів), що складалися з групи «Північ» (батальйон «Нахтігаль» під керівництвом Романа Шухевича) і групи «Південь» (батальйон «Роланд» під керівництвом Ріхарда Ярого).
Ставлення німецького керівництва до ОУН було суперечливим. Як писав у своїх мемуарах Ярослав Стецько, військова розвідка, абвер, готова була підтримати ОУН. Адмірал Канаріс вважав, що лише при «створенні Української держави можлива перемога німців над Росією». Абвер дозволив готувати групи ОУН в своїх навчальних таборах. Він виділив ОУН 2,5 млн марок. За це ОУН постачали абвер інформацією про СРСР: про частини Червоної Армії і внутрішні війська НКВС, їх озброєння, дислокації, чисельність, командний склад, місця проживання сімей командирів, військові об'єкти.
Влітку 1941 року ОУН сформувала «Легіон українських націоналістів». Німецьке командування планувало використати його для підривної роботи на українській території, тоді як Бандера розраховував, що ці підрозділи складуть ядро майбутньої української армії. Але політичне керівництво НСДАП на чолі з Мартіном Борманом відкидало будь-яку співпрацю з ОУН.
Спроба створити власну державу викликала незадоволення Гітлера. Він зажадав негайно знищити «змову українських самостійників». 5 липня 1941 року в Кракові заарештований Бандера, 9 липня у Львові — Ярослав Стецько. Бандера постав перед берлінськими чинами, де від нього зажадали публічного скасування «Акту відродження». Не добившись згоди, Бандеру помістили до в'язниці, а через півтора року — в концтабір «Заксенхаузен», де він утримувався до 27 серпня (за іншими джерелами — до 28 вересня або грудня) 1944 року. І після звільнення Бандера категорично не пішов на співпрацю і відмовився зробити ОУН і УПА союзниками Рейху у війні проти СРСР.
Під час перебування в містечку Юзвін військовослужбовці батальйону «Нахтігаль» дізналися про арешти Бандери і Стецька. У ситуації, що склалася, Шухевич направив на адресу верховного командування збройних сил Вермахту лист, в якому вказав, що в «результаті арешту нашого уряду і лідера легіон не може більше перебувати під командуванням німецької армії». 13 серпня 1941 «Нахтігаль» отримав наказ передислокуватися в Жмеринку, де на залізничному вокзалі солдатів роззброїли (зброю повернули наприкінці вересня), залишивши при цьому особисту зброю офіцерам. Після цього під охороною німецької жандармерії їх перевезли до Кракова, а потім у Нойхаммер (сучасний Сьвентошув в Польщі), куди батальйон прибув 27 серпня.
21 жовтня 1941 року «Нахтігаль» і «Роланд» об'єдналися в один підрозділ. До кінця жовтня 1941 року утворений таким чином «Український легіон» у складі близько 650 осіб перебазовано до Франкфурта-на-Одері, де з 25 листопада його членами почалося укладання індивідуальних контрактів на службу в німецькій армії строком на 1 рік — з 1 грудня 1941 по 1 грудня 1942 р.
Успіхи німецької армії і швидке просування на схід до середини вересня 1941 року стали приводом для Гітлера остаточно відмовитися від ідеї появи «незалежної української держави». До найбільш активних членів ОУН(б) у Генерал-губернаторстві були застосовані репресії. 13 вересня Головне управління імперської безпеки видало наказ про арешт провідників і активних членів ОУН (б). Відтоді німецька окупаційна влада проводили масові арешти, які проходили в багатьох містах України. Сотні оунівців опинилися в тюрмах і концтаборах. Було заарештовано більшу частину лідерів «похідних груп» ОУН, частині вдалося піти в підпілля та розпочати створення мережі ОУН по всій Україні, декого, наприклад лідера Східної похідної групи ОУН — Миколу Лемика — розстріляли відразу після затримання.
Після арешту Бандери ОУН-Б очолив як виконувач обов'язків провідника Микола Лебідь. Восени 1941 року йому вдалося організувати конференцію, покликану розробити нову стратегію дій. Учасники конференції, мабуть, знаходилися під враженням від успіхів німецьких військ, які в той час наближалися до Москви. Переважала думка, що III-й Рейх захопить столицю СРСР. Було вирішено, що почати в цей момент збройну боротьбу проти німців — означає лише знекровити ОУН, тому членам організації наказали знову перейти в підпілля і вести пропагандистсько-організаційну діяльність. Особливе значення оунівські підпільники надавали проникненню у Українську допоміжну поліцію. Служба в ній давала шанс для військової підготовки значної кількості молодих людей. Уже тоді виник намір «у потрібний момент» завдяки довіреним особам взяти її під контроль. Українське підпілля глибоко її покрило, адже провідники націоналістів спочатку припускали, що в потрібний момент члени цього формування перейдуть на їхній бік і створять партизанський загін.
Гестапо, дізнавшись що ОУН Бандери не знищена, 25 листопада 1941 року повідомило, що бандерівці готують збройне повстання, видало таємний наказ заарештовувати всіх активістів ОУН (Б). Після допитів інструкція наказувала розстрілювати їх як мародерів без суду.

### 1942
Репресії проти членів ОУН з боку Німеччини тривали і в 1942 році. У лютому-березні, у Бабиному Яру, розстріляно 621 член ОУН(м), серед яких відома українська поетеса Олена Теліга. У липні 1942 р. розгромлено київську референтуру ОУН(б), а її керівник Дмитро Мирон («Орлик») загинув при арешті. У жовтні-листопаді 1942 року гестапо провело численні арешти бандерівців у Німеччині. Тільки в листопаді 210 осіб були арештовані в Берліні, Лейпцигу, Ганновері, Гамбурзі та Потсдамі. До рук гестапо потрапив і польовий провідник ОУН-Б у Німеччині, Василь Безхлібник. У грудні 1942 року арештовано 18 активістів львівської референтури ОУН(б), серед яких члени проводу ОУН(б) Старух Ярослав і Климів Іван, який був замордований у гестапо.
Від 20 березня 1942 спецслужби Третього Райху в документах «Повідомлення про події в СРСР» ввели нову рубрику під назвою «Український рух опору».
У квітні 1942 року відбулася II конференція ОУН-Б під Львовом, що визначила подальшу стратегію визвольного руху. Конференція підтвердила негативне ставлення ОУН(б) до нацистської політики в Україні, зорієнтувала її членів на розгортання широкого військового вишколу праці, створила підґрунтя для збройного під гаслами активної боротьби за Українську Державність. Упродовж усього 1942 року повстанський рух проходив під девізом: «наша збройна боротьба проти німців була б допомогою Сталіну». Тому ОУН (Б) утримувалася від активних бойових дій проти Німеччини і займалася, переважно, пропагандою. Оунівці чекали моменту, коли вермахт і Червона армія ослабнуть, щоб підняти потужне повстання і добитися звільнення України і від Німеччини, і від Радянського Союзу. На момент конференції бандерівці вважали партизанську війну марною тратою людських життів. Проте, в квітні 1942 за вказівкою проводу ОУН-Б на Волині формуються т. зв.. «групи самооборони» (боївки) за схемою: «кущ» (3 села, 15-45 учасників) — повітова сотня — курінь (3-4 сотні). До середини літа на Волині боївки нараховували до 600 озброєних учасників.

## Формування УПА
Перші загони під назвою УПА — «Поліська Січ» створив з початку німецько-радянської війни отаман Тарас Бульба-Боровець в Олевському районі на Поліссі (див. «Олевська республіка»). У селі Немовичі Сарненського району 28 червня 1941 року він видав свій наказ під № 1 про початок боротьби з більшовиками, які декілька років раніше, разом з німцями, окупували Польщу. Ці загони діяли незалежно від німців проти решток розбитих радянських військ. У середині листопада 1941 року німці змусили Боровця розпустити підлеглі йому підрозділи. Приводом стала відмова їхніх бійців брати участь у розстрілі єврейського населення в Олевську 12 листопада. Відразу після демобілізації Боровець, не виключаючи боротьбу проти німців, почав створювати партизанські загони. У грудні 1941 року він обрав для них назву УПА, апелюючи таким чином до традицій антирадянського партизанського руху у 1921 році.. У липні 1943 року формація отримала назву Українська Національно Революційна Армія (УНРА). Радянські партизани, які воювали на Західній Україні, оцінювали чисельність бульбівців на літо 1943 року аж до 10 000 чоловік. Микола Лебедь, який керував ОУН (б) після арешту Степана Бандери, в написаній ним після війни книзі «УПА» оцінював чисельність загонів Боровця в 150 чоловік. Загони Т. Бульби-Боровця підпорядковувались Уряду Української Народної Республіки в екзилі.
ОУН-Б не поспішала створювати партизанські загони, але, не дивлячись на арешти членів ОУН-Б, організація продовжувала функціонувати, а в її ряди вступили сотні нових членів і прихильників. Методами агітації оунівці також намагалися заважати вербуванню українського населення на каторжні роботи до Німеччини. Однак восени 1942 року стало очевидно, що цього курсу пасивного спротиву не вдасться утримати. Все наростаюче невдоволення українського населення німецькою окупаційною владою змушувало керівництво ОУН шукати шляхи зміни ситуації. У жовтні 1942 року у Львові відбулася І Військова Конференція ОУН (б). Основним питанням на ній було створення українських збройних формувань і ведення майбутніх бойових дій. Під час наради створено робочу групу, якій доручили підготувати докладні плани. У планованих сценаріях не виключалася масова мобілізація сотень тисяч українців і боротьба проти всіх ворогів одночасно, в тому числі проти СРСР, Польщі та країн Осі. Комісія також міркувала над тим, як у разі спалаху повстання слід поводитися з етнічними меншинами.
Наприкінці 1942 року у Львові зібралася II «військова конференція бандерівської ОУН», на якій ухвалено рішення про прискорення роботи по створенню збройних формувань ОУН («військові підрозділи ОУН самостійників-державників»). У підсумковому документі також наголошувалося, що «все боєздатне населення повинно стати під прапори ОУН для боротьби проти смертельного більшовицького ворога». З 1942 року діяльністю ОУН-Б на Волині керував Дмитро Клячківський («Клим Савур»). Значний вплив на створення бандерівських партизанських загонів надавав Іван Литвинчук-«Дубовий», провідник ОУН-Б на Північно-Східній Волині. Саме там наприкінці 1942 року була створена сотня (еквівалент роти) під командуванням Григорія Перегіняка («Довбешка-Коробка»). Сотня формально була Військовим відділом ОУН (так бандерівці називали свої партизанські групи), і тільки що після затвердження назви «Українська Повстанська Армія» по ній почали застосовувати цю назву. Але це не змінює того факту, що вона була першим партизанським загоном ОУН-Б, і саме тому в журналі УПА «До Зброї» в липні 1943 року вона була визнана першою сотнею УПА.
У повстанських планах бандерівці також брали до уваги спец-батальйони Абверу — «Нахтігаль» і «Роланд». Обидва підрозділи після переформування в 201 батальйон шуцманшафту були спрямовані в Білорусь для боротьби з більшовицькими партизанами. У середовищі бандерівців наприкінці 1942 року з'явився задум вивести 201-й поліцейський батальйон на Волинь і власне на його базі приступити до створення партизанських загонів. Однак, незрозуміло, чому цього не сталося. Микола Лебедь, правда, наказав батальйону йти в ліс, але той наказ так і не був виконаний. Бійці батальйону, замість того, щоб дезертирувати до УПА, після закінчення річного контракту просто разом відмовилися продовжити його. Німці відправили їх групами в Галичину і розформували підрозділ. Зате офіцерів посадили під домашнім арештом і наказали регулярно відзначатися в гестапо. Тому, не дивно, що значна частина «легіонерів» (старшин і підстаршин), досить швидко виявилася в підпіллі ОУН. Серед них і Роман Шухевич.
Перемога Червоної Армії під Сталінградом на початку 1943 року зазначила перспективу майбутньої військової поразки Третього Рейху у ДСВ. Крім цього, на територію окупованих західних областей України, виконуючи завдання по руйнуванню німецького тилу, стали проникати радянські партизанські загони і з'єднання. І це, за міркуваннями ряду істориків, стало однією з головних причин прискорення створення націоналістами своїх власних збройних сил, оскільки керівництво ОУН-Б прийшло до висновку, що воно може втратити вплив у регіонах і позбутися бази власного руху.
17-23 лютого 1943 в селі Теребежі поблизу Олесько відбулася III конференція ОУН-Б, на якій було вирішено почати відкриту партизанську війну на Волині, хоча, не ясно, коли було визначено точний час її початку. Конференція, що важливо, відбулася після перемоги Червоної Армії під Сталінградом, але до її поразки в битві під Харковом в березні 1943 року. Бандерівцям могло здаватися, що поразка Німеччини вже дуже близько. Вони були переконані, що остаточну битву за незалежність їм доведеться вести з СРСР або Польщею, а може, і обома ворогами одночасно. Програмний виступ на конференції виголосив Михайло Степаняк (керівник ОУН в Дистрикті Галичина), який застеріг, що СРСР може перемогти у війні. Він запропонував негайно почати повстання проти німців і звільнити Україну від окупації до приходу Червоної Армії, його дії були підтримані Проводом, але не були реалізовані під тиском Дмитра Клячківського і Романа Шухевича (майбутнього наступника Клячківського на посаді головнокомандувача УПА) на думку яких, збройна боротьба повинна бути спрямованою насамперед не проти німців, а проти радянських партизан і поляків. Боротьба ж проти нацистів — другорядна та повинна мати пасивний і оборонний характер. На цю боротьбу покладалася ще одне важливе завдання: видобуток зброї, спорядження та боєприпасів. На третій конференції ОУН (б) були остаточно вирішені питання створення УПА та визначено головні вороги українського визвольного руху (нацисти, поляки і більшовики). У лісах на той час уже діяли загони Тараса Боровця. Вони не підкорялися УПА, тому що не бажали брати участь в етнічних чистках проти польського населення і підкорятися Бандері.
Новоспечена організація спочатку мала називатися «Українською Визвольною Армією». Однак, оскільки вже існувала подібна військова структура, бандерівські партизани майже ніколи не вживали цієї назви, тому замість неї з кінця квітня і початку травня 1943 року використовували популяризовану Тарасом Боровцем назву «Українська Повстанська Армія».
Весною 1943 року на Волині сталося масове дезертирство членів українських «шуцманшафтів» з подальшим переходом їх до лав Української Повстанської Армії. Всього в березні-квітні 1943 року від 4 до 6 тисяч поліцаїв стали партизанами УПА, склавши кістяк її командного складу. Існує кілька версій причини дезертирства шуцманів. Найпоширеніша з них — це те, що керівництво ОУН-Б на Волині, відразу після отримання інформації про підсумки III конференції ОУН-Б, віддало своїм людям, які там служили, наказ піти в партизани, а це дезертирство породило ланцюгову реакцію — спроби німецької протидії і, в результаті, втечу інших поліцейських. Втім, можливо, що і так заплановане дезертирство було прискорене викриттям поліцейських, пов'язаних з ОУН, і загрозою арешту з боку гестапо. Варто відзначити, що в цей період в УПА брали всіх підряд, включаючи навіть тих українських поліцейських, які раніше здійснювали страти заарештованих гестапо оунівців. Подібні випадки масового переходу українських шуцманів в лави УПА стануться навесні наступного року вже в Східній Галичині. Так наприкінці березня 1944 з дезертирів-поліцаїв з Рави-Руської була створена сотня «Месники».
У 1943 році на Волині існували цілі повстанські «республіки» УПА — території, з яких вигнали німецькі війська. Прикладом однієї з таких «республік» була Колківська. Вона проіснувала з весни по жовтень 1943 року, коли була розгромлена німецькою армією. Подібна республіка існувала з весни по осінь 1943 року в селі Антонівці Тернопільської області. Ще одна повстанська «республіка» «Січ» існувала у Свинаринських лісах. З 1944 року існували такі «республіки» і в Галичині.
Існують історичні суперечки з приводу того, хто був першим головнокомандувачем Української Повстанської Армії через ще не остаточно сформовану централізовану структуру. Іноді помилково першим керівником УПА вважають Романа Шухевича. Однак, на думку низки сучасних істориків, вірніше вважати першим командиром УПА Дмитра Клячківського. Але все ж таки його своєрідним попередником, який командував, щоправда, не всією УПА, називають військового референта ОУН на Волині та Поліссі поручика Василя Івахіва («Сом», «Сонар»).
До 1 травня 1943 року було створено Головна команда УПА, керівниками якої стали Івахів та Клячківський. Коли 13 травня 1943 року у сутичці з німцями біля села Чорниж Івахів загинув, Клячківський набув необмеженої влади над усіма територіями, охопленими партизанськими діями. Протягом літа 1943 року на Волині бандерівці змусили інші націоналістичні організації (суто з бульбівцями і мельниківцями) підкоритися командуванню «Клима Савура».
У червні 1943 року в УПА створені військово-польова жандармерія і служба безпеки (СБ).
У травні-серпні 1943 року відбулося організаційне оформлення територіальних структур УПА. Спочатку всі загони на території Рівненщини були зведені в першу групу (т. зв. «Північна група») під командуванням Івана Литвинчука-«Дубового». На півдні Рівненщини на базі загонів Енея (Петро Олійник) розгорнута «Південна група». На північному заході Волині організована група «Озеро», яке надалі очолив Рудий (Юрій Стельмащук).
У середині серпня 1943 року пройшла перша реорганізація УПА на територіальній основі. Північно-західна група була прив'язана до військового округу (ВО) «Турів» з дислокацією в районі Луцьк—Горохів—Володимир-Волинський—Камінь-Каширський—Ковель, окремі групи діяли в Брестській області Білорусі. Північна група ВО «Заграва» дислокувалася в районі Сарни—Костопіль, окремі групи доходили до Пінська. Південна група ВО «Богун» діяла на півдні Рівненщини та півночі Тернопільщини з базою в Кременецьких лісах. Трохи пізніше в південно-східній частині Рівненщини на кордоні з Житомирською областю була організована Східна група ВО «Тютюнник» під командуванням Федора Воробця («Верещаки»).
У серпні 1943 року після III надзвичайного Великого збору ОУН (на якому ухвалено рішення про «стратегію боротьби на два фронти — проти московського і німецького імперіалізму») почалася масова «добровільно-примусова» мобілізація чоловічого населення в районах, контрольованих УПА. 27 серпня 1943 року Головна команда УПА видала указ, згідно з яким всі члени УПА тепер іменувалися козаками і поділялися на три групи: козаки-стрільці, підстаршини і старшини. Вводилися військові звання і ранги — підстаршинські, старшинські та генеральські.
У листопаді 1943 року в УПА було створено Головний військовий штаб у чолі з Дмитром Грицаєм, його заступником став сотник Олекса Гасин. Начальник штабу УПА також був заступником головнокомандувача. Персонал був розділений на сім відділів: I — оперативний, II — розвідувальний, III — постачальницький, IV — персональний, V — навчальний, VI — політичний, VII — військово-інспекторський.
27 січня 1944 наказом ГК УПА No. 2/1944 Дмитро Клячківський став командиром УПА-Північ, а Роман Шухевич — головнокомандувачем УПА. УПА-Південь очолив Омелян Грабець-«Батько». УПА-Схід так і не була остаточно створена, оскільки швидкий наступ Червоної армії на рубежі 1943—1944 рр. позбавив змоги створити більш потужні повстанські структури в цьому окрузі. Того ж дня наказом № 3/1944 в УПА вводилися бойові нагороди: Бронзовий хрест бойової відзнаки, Срібний хрест бойової відзнаки (I та II ступені), Золотий хрест бойової відзнаки (I та II ступені).
Влітку 1944 року склад УПА відчутно поповнився за рахунок дивізії «Галичина», розбитою під Бродами (до 3000 бійців). Створенню цієї дивізії з самого початку активно противилася ОУН(б), протестуючи проти мобілізації найактивніших національних елементів німецькою стороною, але пізніше навички бійців поваленої дивізії відчутно допомагали УПА.
УПА також продовжувала розширюватися територіально. У липні 1944 року створена Буковинська Українська Армія Самооборони (БУСА), яка на той момент налічувала 800 вояків. Незабаром БУСА була реорганізована, ставши частиною УПА.
Восени 1944 року в зв'язку зі значними втратами, керівництво УПА було змушене переформувати групу УПА-Північ. Обласні округи і ВО ліквідовувалися, замість них організовувалися генеральні округи, зокрема, № 1 «Завихост» і № 2 «Тютюнник». При цьому, в окрузі бойові підрозділи зводилися в «з'єднання», що складалися з «бригад» по 3-4 загони.
У другій половині 1944 року відбулася організаційна зміна структури в УПА-Захід. Було ліквідовано військові округи «Башта» та «Маківка». У вересні 1944 року до складу УПА-Захід також влилися залишки розгромленого та розформованого підрозділу УПА-Захід-Карпати на чолі з Олександром Луцьким.
Темою дискусій є дата створення УПА. В емігрантській українській літературі є теза, що УПА виникла 14 жовтня 1942 року. Це твердження зустрічається в ряді сучасних українських робіт і в російській історіографії. Виникла ця дата ще в 1947 році в «ювілейному» наказі головкома УПА Романа Шухевича. Дата 14 жовтня вибрана не випадково, оскільки на цей день припадає козаче свято Покрова. Український історик Володимир Косик, спираючись на віднайдений у Бундесархіві звіт німецької армії, в якому сказано: «Згідно з повідомленням головнокомандувача вермахту в Україні за 16 жовтня 1942 року українські націоналісти вперше зібралися в районі Сарн у більшу банду…» теж стверджує, що саме тоді озброєні відділи ОУН(б) почали зливатися у великі з'єднання, творячи УПА. В українській історіографії зазвичай згадуються два імені командирів перших відділів УПА: Сергій Качинський-«Остап» і вище згаданий Григорій Перегіняк-«Довбешка-Коробка». При цьому і першому, і другому приписують організацію першого партизанського загону УПА.
Однак, попри примітність урочистої дати, деякі дослідники, навіть прибічники УПА, оперують достовірними фактами, які свідчать, що в 1942 році Українська Повстанська армія існувала лише в проєктах, і переносять період формування на декілька місяців вперед. Це, до речі, визнавали і самі бандерівці. Наприклад, в «переможному» наказі травня 1945 року той же Шухевич писав, що повстанці отримали в руки зброю взимку 1943 року. Німецькі документи також вказують на те, що протягом 1942 року ОУН-Б не проводила ніяких активних бойових дій проти німців і що її активні збройні виступи на Волині та Поліссі почалися навесні 1943 року. Єдині помітні збройні зіткнення, які сталися в 1942 році — перестрілка під час захоплення СД підпільної друкарні в Харкові 17 жовтня, яка закінчилася арештом 11 бандерівців і перестрілка у Львові 21 листопада, тоді член бюро Проводу ОУН Дмитро Маївський потрапив у засідку, влаштовану співробітниками гестапо, біля конспіративної квартири ОУН у Львові. Відмовився здаватися і замість цього вихопив пістолет і пострілом у голову вбив штурмшарфюрера СС і поранив службовця РЗГА, а сам, не дивлячись на отримані дві кулі, втік через вікно.

## Бойові дії
УПА постала на Поліссі й Волині, передусім, як для оборони населення перед німецьким терором, так і для оборони перед радянськими партизанами, які взимку 1942—43 наступали з білоруських лісів, грабували населення — та своїми акціями провокували ще сильніші німецькі репресії (див. Радянські партизани в Україні в 1941—1945 рр). Творці УПА розглядали її як можливий зародок регулярної української армії. Безперечно, силою УПА було те, що вона спиралася на розгалужену мережу Організації Українських Націоналістів, яка користувалася підтримкою населення: у її створенні брали участь старшини попередніх українських військових формацій та до неї вступали люди різних політичних переконань, як, наприклад, члени ОУН А. Мельника, так і непартійні, — і вона могла виступати як загальнонаціональна сила.
З її ініціативи створено Українську Головну Визвольну Раду (УГВР) як верховний політичний центр, якому підпорядкувалася УПА. Силою УПА була також і політична платформа: вона включала гасло самостійності України та боротьбу за основні громадські права, за демократію, за рівні права меншин і за співпрацю з іншими поневоленими народами проти нацизму і більшовизму. При УПА створено у 1943 окремі загони узбеків, азербайджанців, грузинів і татар, що складалися з колишніх німецьких полонених або мобілізованих німцями до допоміжної служби осіб. До УПА перейшла частина української поліції; замість неї німці створили польську поліцію, яка разом з німцями, вела каральні акції проти українського населення за підтримку УПА. Це спричинило виступи українських боївок проти ворожо налаштованих до українців польських колоністів та проти польських боївок. Подекуди загони УПА брали участь у кривавих польсько-українських зударах (сутичках, зіткненнях), що їх зі свого боку провокували німці.

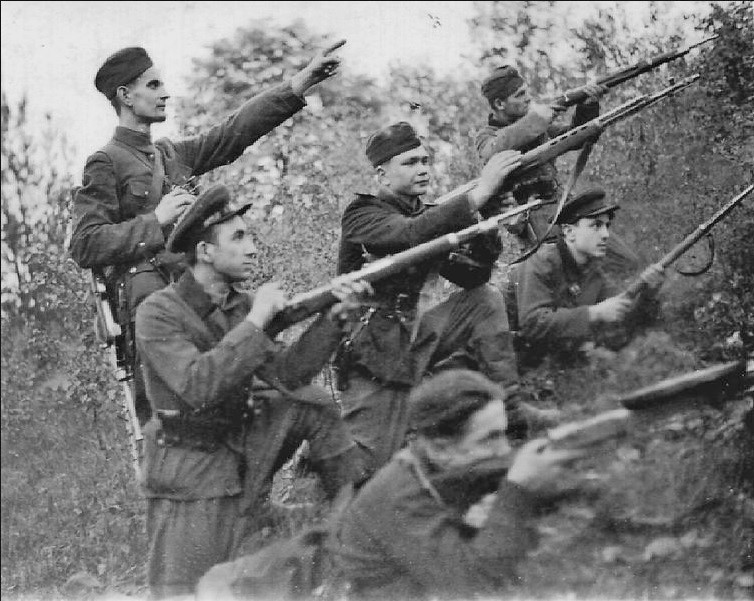
Повстанці з Острозького відділу в Суразьких лісах. Грудень 1943 р.

### 1942
16 квітня 1942 року Головна команда УПА видала наказ новоорганізованим «Літаючим бригадам» партизанів, у якому говорилося: «Негайно розпочати першу фазу збройної боротьби проти Гітлера…»
- «Шепетівська операція», у результаті якої великий залізничний вузол уночі проти 19 серпня 1942 року був звільнений від німців.
- «Гощівська операція», у якій, розбивши німців, формування УПА-ПС захопили друкарню, в полон потрапили 2 секретарки та заступник директора друкарні.
- «Харківська облава» 17 жовтня 1942 року, у якій співробітникам СД вдалося викрити у Харкові підпільну друкарню ОУН-Б. Під час штурму будівлі виникла перестрілка, яка закінчилась арештом 11 бандерівців. Конфісковано багато пропагандистських матеріалів і 14 ящиків з матрицями[58].
- У ніч з 2-го на 3-е грудня бульбівці, одягнені в уніформу радянських партизан, атакували містечко Тучин і вивезли звідти частину майна і друкарню[59].

### 1943
- «Людвипільська операція» 28 березня 1943. У результаті боїв за Людвипіль 2 000 есесівців і шуцманів так і не змогли оволодіти містом, котре було в руках повстанців, які спалили 5 автомобілів і знищили 58 солдатів противника.[57]

За версією УПА, у травні 1943 у її засідці загинув керівник «штурмових відділів» (СА) Віктор Лютце (за офіційною версією керівництва Третього Рейху Лютце загинув з родиною в автокатастрофі в Потсдамі), а влітку 1943 року відбувся ряд боїв і сутичок із німцями, як, наприклад, успішний наскок УПА на місто Камінь-Каширський. З кінцем 1943 року влада німців була обмежена — і місто залишено поляками, решту території контролювала УПА. Одночасно УПА частково очистила терени Рівненської, Волинської та Житомирської областей від радянських партизанів, а рейди УПА поширилися і на частини Київщини та Кам'янець-Подільщини. За радянськими джерелами, українські національно-повстанські частини діяли і на Чернігівщині, і на Кіровоградщині. Спротив ОУН діяв і на Полтавщині в 1941—1944 роках. Внаслідок цих дій, німці до другої половини 1943 року контролювали тільки великі населені пункти, а провінції і села були під контролем УПА.

Свідоцтво про закінчення старшинських курсів в УПА

6 квітня 1943 року дезертири з української допоміжної поліції захопили німецьку в'язницю в Ковелі, звільнивши всіх політичних ув'язнених і військовополонених. До кінця березня 1943 року загони УПА також знищили німецькі в'язниці в Кременці, Дубно, Ковелі, Луцьку і Горохові, а також концтабір у Любачевське. У звіті німців від 4 квітня 1943 року вказано, що райони в межах Кременець — Ковель — Костопіль — Рівне захоплені силами українських повстанців..
Гітлерівці робили спроби знищити УПА масовими акціями (найвідоміша з них — наступ обергрупенфюрера СС Еріха фон дем Баха влітку 1943 року). У липні-серпні 1943 року гітлерівці силами 10 батальйонів мотопіхоти та 10 000 німецьких і польських поліцейських під командуванням фон дем Баха провели наступ на територію південної Волині. Проте наступ провалився. У липні було відмічено 35 боїв, у серпні — 24, у вересні — 15. За оцінками українського історика-емігранта Льва Шаньковського, німецькі війська втратили близько 3000 убитих і поранених, УПА — 1237 убитих і поранених. Влітку 1943 року в боротьбі проти УПА на Волині також брала участь дивізія СС «Флоріан Гайер». На липень 1943 року в складі дивізії налічувалося 8308 бійців, з яких 7350 — в бойових частинах і 958 — в підрозділах постачання і забезпечення. Крім того, в дивізії служили 740 «Хіві». Німці також намагалися дискредитувати УПА пропагандою: наприклад у німецьких листівках, що скидалися з літаків на територію контрольовану УПА, її названо «спільниками Москви».
Восени 1943 року придушенням українського національного повстання на Волині очолив вищий командувач СС і поліцією на півдні Росії обергруппенфюрер СС Ганс-Адольф Прюцманн, який замінив не впоравшогося із завданням Бах-Залевського. У жовтні-листопаді зафіксовано 47 боїв загонів УПА і близько 125 дрібних боїв місцевих загонів УНС (Українська народна самооборона) з німцями. Внаслідок бойових дій німці втратили близько 1500 солдатів, загони УПА — 414 бійців. Хоча німецьким каральним військам і не удалося повністю знищити загони УПА, але їм удалося істотно понизити антинімецькі акції УПА. Під час осінніх операцій 1943 року були також ліквідовані повстанські «республіки» на Волині. Для розгрому Колківської «республіки» навіть була проведена операція за участю авіації та артилерії. 3 жовтня 1943 року внаслідок повстанської атаки на табір у місті Дубно з німецького полону звільнено 5000 радянських військовополонених. Частина із звільнених червоноармійців вступила в УПА, інші розійшлися по навколишніх селах та хуторах. Цей напад знайшов відбиття у радянському донесенні.
Перші загони УПА почали створюватися в Галичині в червні 1943 року в Карпатах під назвою Української народної самооборони, коли туди прямували рейдом радянські партизани під проводом С. Ковпака. Головне командування УПА розглядало УНС як базу для боротьби не тільки в умовах німецької окупації, але й на час повернення більшовиків. Крім того, з уваги на посилений тоді німецький терор проти населення Галичини, як раніше на Поліссі й Волині: впровадження виняткового стану в жовтні 1943, наглі суди, розстріли і вішання закладників, посилені вивози до Німеччини — УПА виступила проти німців, зокрема проти здачі континґентів, вивозу молоді до Німеччини, та одночасно вела бої з радянськими партизанами. На початку 1944 року УНС влилася в УПА, отримавши назву УПА-Захід і керівника — Василя Сидора.
Одним з головних супротивників УПА, окрім Третього Рейху і СРСР, була Польща. Причиною боротьби УПА проти польських збройних формувань стало традиційне українсько-польське суперництво в Галичині та на польських землях, де проживали етнічні українці. Ще до створення УПА на території Волині поступово активізувався небезпечний ворог українського націоналістичного підпілля — Армія Крайова (АК) і ряд пов'язаних з нею дрібних польських організацій. Військово-політичне керівництво АК вважало Західну Україну польськими землями і прагнуло створити там відносно сильні структури, для того, щоб зустріти Червону армію. На думку поляків, керівники АК хотіли прийняти Червону армію як союзника і партнера і тим самим сприяти включенню Західної України, Західної Білорусі та Віленського краю до складу повоєнної Польщі. Польське повстання передбачалося підіймати в німецькому тилу безпосередньо перед лінією фронту в міру наближення радянсько-німецького фронту. Зі свого боку, керівництво ОУН(б) зовсім не бажало, щоб на їхній землі збройні польські націоналісти реалізовували свої задуми, а після війни знову забрали б собі цей регіон. ОУН(б) мала стати противагою АК — не допустити панування поляків у лісових масивах Волині і горах Карпат. За підрахунками деяких польських дослідників, в цілому протягом 1943—1944 рр. тільки на Волині між АК і з одного боку і підрозділами УПА з іншого відбулося близько 150 боїв, під час яких з обох сторін загинуло щонайменше по кілька сотень бійців.
Восени 1943 року проведена І Конференція ОУН після III З'їзду. На конференції Роман Шухевич запропонував виступити проти німців, щоб дати можливість бійцям УПА загартувати себе в бою, а вже потім почати протидію Червонії Армії.

### 1944
Упродовж осені 1943 і в 1944 році головне командування УПА досягло порозуміння про нейтралітет як із розміщеними в Україні частинами угорської армії, так і з румунами, про взаємовизнання боротьби цих народів за незалежність. У першій половині 1944 року УПА отримала від румунів та угорців деяку кількість зброї, «упівці» натомість погодилися передавати їм розвідувальні дані (але відмовилися воювати спільно з ними). Деякі загони УПА передбачаючи поразку Німеччини, шукали контакти і з німцями для того, щоб використовувати їх в боротьбі проти більш грізного для них ворога — «Советів». Дізнавшись про переговори командирів УПА німцями з на місцях, головнокомандування УПА заборонило вести їх. 7 березня 1944 року один з курінних УПА-Північ Порфирій Антонюк «Сосенко», який вів переговори з німцями, відповідно до рішення військового трибуналу був розстріляний. 10 квітня 1944 року ГК УПА видало розпорядження, яке під загрозою смерті забороняло місцевим організаціям співпрацю з німцями. Загроза була приведена у виконання по відношенню до деяких командирам загонів.
УПА також прагнули знайти контакти і з представниками інших націоналістичних рухів, що боролися проти більшовиків. При цьому українські націоналісти не були аж надто розбірливими у визначенні учасників антирадянського фронту. До них вони відносили всі антибільшовицькі і не націонал-соціалістичні сили, включаючи румунську залізну Гвардію на чолі з Хорією Сімою. Згідно зі свідченнями Михайла Степаняка, ОУН ще раніше налагоджувала зв'язок з четниками і залізно-гвардійцями. У приклад протибільшовицької боротьби народів, які борються «проти московського ставленика Тіто», українські націоналісти приводили сербів і хорватів, четників і усташів, які, як відомо, конфліктували між собою. Однак українським націоналістам це абсолютно не заважало, оскільки їх основною метою було знайти підтримку якомога більшої кількості антибільшовицьких режимів. З лютого 1945 року навіть Армія Крайова, з якою УПА раніше жорстоко ворогувала, наводилася як приклад національної протибільшовицької боротьби «поневолених народів».
На переломі 1943—44 років УПА була найчисленнішою за весь час свого існування, об'єднуючи не менше 40 000 осіб, у тому числі й підпільні кадри ОУН. Згідно з даними командира УПА — Євгена Басюка — 60 % старшин і стрільців були галичанами, 30 % — волинянами і поліщуками, і лише 10 % — жителями Наддніпрянщини. У той же час, радіограма партизанського загону Сабурова 15 лютого 1944 свідчила: «40 відсотків складу УПА не є українцями. Серед них оголошувалися інгуші, осетини, черкеси, турки, частково росіяни». 1944 року загальна площа території, охопленої діяльністю УПА, становила до 150 тисяч кв. км, з населенням близько 15 мільйонів осіб.
На початку 1944 року Армія Крайова сформувала в районі Пшебраже 27-ю піхотну дивізію для боротьби з УПА. Протягом січня-березня 1944 року між загонами АК і УПА відбулося близько 20 озброєних зіткнень. Частина з них була невдалою для польської сторони, але в результаті більшості боїв знищено бази УПА в кількох селах. Під контролем 27-ї дивізії АК виявився регіон, який охоплював 4 райони в західній частині Волині (за винятком міст).
На початку 1944 року УПА втягнулися в перші бойові дії проти Червоної Армії на Волині та Поліссі. Були зафіксовані випадки дезертирства червоноармійців і їх перехід до лав УПА. Величезний вплив на Радянську армію мала пропагандистська діяльність УПА-ОУН — листівки, газети, брошури, дезінформація, поширення підпільної літератури, масове розміщення гасел і закликів на стінах будинків, парканах та інших спорудах. Проте більшість лобових зіткнень з радянськими військами закінчувалися для невеликих загонів УПА не на їхню користь. Незабаром керівництво ОУН (б) наказало своїм відділам не вступати у відкриті бої з Червоною Армією, а замаскуватися в лісах, поповнювати свої ряди, створювати запаси зброї і продовольства та чекати, поки радянсько-німецький фронт відсунеться на захід. Особлива увага при цьому приділялася психологічно-пропагандистським заходам, спрямованим на розкладання військ Червоної Армії, на зрив її військово-політичної діяльності.
Після закінчення зими, відповідно до рішення, прийнятому на III Надзвичайному з'їзді ОУН-Б, було вирішено відправляти загони УПА в рейди вглиб СРСР: на схід України, в Білорусь і на Кавказ, підіймаючи народи на повстання проти СРСР. Хоча рейди закінчилися повною невдачею, українці не збиралися відмовлятися від боротьби. Шанс на успіх вони бачили на початку Третьої світової війни, а тому союзниками вважали Велику Британію та Сполучені Штати. Волю до боротьби занадто зміцнювала повсюдна впевненість у тому, що радянська влада переб'є або, в кращому випадку, депортує всіх жителів Західної України. Провід ОУН і командування УПА були впевнені, що комуністи готували українцям долю євреїв, і в цьому їх затверджував досвід Великого Голоду тридцятих років. Тому вони вважали, що краще загинути в бою, ніж пасивно дозволити вбити себе. Оунівці намагалися залучити в УПА не тільки українців, а й представників інших національностей, особливо військових фахівців з окруженців і військовополонених. Хоча в УПА й існували національні відділи, проте, в цілому, ця спроба також провалилася.
У липні 1944 року на Львівщині була створена Українська Головна Визвольна Рада (УГВР) — орган політичного керівництва УПА. Його метою була консолідація українського націоналістичного руху. Першим президентом УГВР було обрано Кирила Осьмака, колишнього українського есера, який незабаром був арештований органами НКВС. Частини УПА прийняли присягу Українській Головній Визвольній Раді. Закордонне представництво очолив Іван Гриньох, священник УГКЦ. УГВР продовжувала діяльність в еміграції (Мюнхен, Німеччина), одним з його керівників був Микола Лебедь. УГВР намагався налагодити контакти із західними союзниками, зокрема через Швейцарію з політичними колами Великої Британії. Офіційними органами УГВР були «Вісник УГВР» (1944—45), «Бюлетень інформації УГВР» (1948—51), журнал «Самостійність» (1946).
У міру того, як Червона армія захоплювала Україну, вибиваючи німецькі війська, керівництво Третього рейху було змушене остаточно переглянути своє ставлення до українського націоналізму й УПА як потенційного союзника у війні проти СРСР. Восени 1944 року німецька влада випустила з концтабору Заксенгаузен Степана Бандеру і Ярослава Стецька з групою раніше затриманих діячів ОУН(б). Німецька преса опублікувала численні статті про успіхи УПА в боротьбі з більшовиками, називаючи «упівців» «українськими борцями за свободу». Нацисти на завершальному етапі війни мали намір використовувати українські націоналістичні організації для підривної діяльності в тилу Червоної армії. У березні 1945 року у Веймарі за підтримки німецької влади виник Український національний комітет — орган, що нагадував уряд у екзилі. До нього увійшли українські націоналістичні організації, включно з бандерівцями й мельниківцями. Головою комітету став генерал-лейтенант УНА Павло Шандрук. Однак, комітет не встиг розгорнути діяльності, бо на початку травня 1945 Третій Рейх капітулював, відповідно й УНК було ліквідовано. Після Другої світової війни в Європі більшість керівних діячів ОУН обох фракцій опинилися в зоні окупації західних союзників.

### 1945—1960
Для знищення УПА більшовики спершу застосували масові фронтальні бої й сутички. Так, в одній з перших таких операцій на початку 1944 року брали участь навіть війська 1-го Українського фронту, але ефект від таких масштабних заходів був невеликим. На це було кілька причин: по-перше, психологічний вплив упівців на червоноармійців, що сприяло їхньому моральному розкладанню; по-друге, неефективність використання солдатів Червоної Армії проти націоналістичного руху; по-третє, недооцінка сил ОУН-УПА. Заходи із зачистки районів дислокації УПА зазвичай проводилися без попередньої розвідки і продуманого плану, через що облави і прочісування не приносили належних результатів. Радянські війська зіткнулися аж ніяк не з «розрізненими бандами», як вони вважали, а з потужною бойовою організацією, що мала жорстку структуру.
Але незабаром радянський уряд змінив тактику. У хід пішли війська НКВС. На відміну від червоноармійців вони були дисциплінованішими, краще озброєними і підготовленими. Проти УПА спочатку застосовувалися облави, як, наприклад, у квітні 1944 року триденний бій під Гурбами на Крем'янеччині за участю близько 30 000 вояків, у жовтні того ж року битва під Лещавою-Горішньою та взимку 1944—45 років у Карпатах. Далі для поборювання УПА радянський уряд кинув стрілецькі дивізії, кавалерійські полки, шабельні ескадрони, стрілецькі бригади, окремі стрілецькі батальйони. НКВС-МВС застосовували також різні методи провокації: створення фальшивих загонів УПА — спецгруп НКВС, поширення затруєних ліків й інфекційних недуг та інше. Одночасно керівники уряду УРСР та КПУ зверталися з закликом до вояків УПА складати зброю («з повинною») за ціну помилування. Тих, хто погоджувався, НКВС включало до частин для боротьби з УПА, а згодом їх судили й висилали до концтаборів. Відомі сім таких урядових звернень, останнє з датою 30 грудня 1949 року. Про дії підпілля, включно з місцевими зверненнями, повідомляла радянська преса до середини 1950-х років. Одним із кроків сталінського режиму у боротьбі проти УПА стало знищення Української греко-католицької церкви (УГКЦ), яка відігравала важливу роль в суспільно-політичному і національно-культурного життя українців Галичини. Після смерті митрополита Андрея Шептицького (листопад 1944 року) з ініціативи органів держбезпеки почалася ліквідація уніатства. Розгорнулася пропагандистська робота з дискредитації УГКЦ як «ворога народу» і «знаряддя українського буржуазного націоналізму».

Перша шпальта газети «Свобода» про повстанські акції в Карпатах у 1959 році.

Особливу роль у 1944—47 відігравали частини УПА Посяння, Холмщини та Лемківщини на кордонах Польщі: спершу група «Сян», а згодом Закерзонський край з командиром-полковником Мирославом Онишкевичем (Орест) і тереновим провідником ОУН Ярославом Старухом (Стяг). Їхнім завданням було протистояти польським комуністичним органам і шовіністичним елементам польського суспільства, які тероризували українське населення, та протидіяти примусовому виселенню українців. Для боротьби проти УПА польський уряд створив навесні 1946 року оперативну групу «Ряшів», складену з частин двох дивізій. Бої, що тривали до жовтня, з огляду на розпорошення загонів УПА на терені та систему замаскованих бункерів, не дали бажаних для уряду наслідків. У березні 1947 року загинув, під час засідки УПА, заступник міністра оборони генерал Кароль Сверчевський, а наступного місяця польський уряд створив оперативну групу «Вісла» під командуванням генерала С. Моссора. Група, що мала знищити УПА на Закерзонні, складалася з кількох дивізій піхоти, технічних полків, літунської ескадри і частин міліції, разом 17 350 вояків. Водночас польський уряд домовився з урядами СРСР і УРСР про спільний наступ на УПА: УРСР виставила у вересні 1947 року на кордон з Польщею 13 600 вояків, аналогічно біля кордону було сконцентровано численні радянські з'єднання. Тим часом УПА Закерзоння мала 17 сотень (дещо понад 2 000 вояків), а підпільна мережа та самооборонні загони населення близько 4 000 осіб.
Операція «Вісла» почалася 28 квітня 1947 року і тривала до жовтня того року. За цей час майже все українське населення виселено переважно у північні воєводства Польщі. У важких багатомісячних боях УПА й збройне підпілля понесли або важкі людські втрати, або були розбиті й розпорошені. З літа 1947 року УПА почала залишати Закерзонський край; одні подалися в УРСР, інші — рейдами до західної Німеччини й Австрії, де дісталися американської окупаційної зони (близько 400 осіб). Невеликі групи діяли на опустілому Закерзонні (так званому «дикому полі») ще до осені 1953 року. Всього за період з 1944 по 1947 рік на території Польщі українське підпілля втратило 4 тис. осіб. З них приблизно — 1500 бійці УПА, інші — члени ОУН і прихильники цієї організації. Польські втрати склали 2196 осіб, в тому числі 997 військовослужбовців, 600 міліціонерів і місцевих чиновників, а також 599 мирних жителів.
З середини 1946 року УПА налагодила співпрацю з британськими і американськими спецслужбами. З 1948 року отримувала підтримку від ЦРУ в рамках операції «Аеродинамік».
Одним із найефективніших методів боротьби з підпіллям вважалася депортація вглиб СРСР сімей партизанів, або просто людей, підозрюваних у симпатіях до підпілля. Перші депортації було проведено вже у 1944—1945 роках. Успіхи у боротьбі з підпіллям спонукали радянську владу тимчасово відмовитись у 1946 році від цього репресивного заходу. Проте вже 1947 року було вирішено провести велику депортацію у всій Західній Україні. Крім прихильників «бандитів», планувалося одночасно виселити куркулів, що мало послужити прелюдією до форсованої примусової колективізації, розгорнутої у цьому регіоні 1948—1950 роках. Операції виселення дали кодову назву «Захід». Спецслужби розпочали її 21 жовтня 1947 року о 6 годині ранку, і в більшості областей завершили того ж дня. На Тернопільщині понад 13 тисяч людей було виселено протягом десяти годин. Під час багатоденної операції було виселено 26 644 сім'ї «активних націоналістів» — 76 192 особи, з яких 18 866 чоловіків, 35 152 жінки, 22 174 дітей. Радянські операції того періоду нагадували підтримані нацистами методи колективної відповідальності, з тією різницею, що німці розстрілювали заручників і проводили пацифікацію села, натомість радянські спецслужби посилали підозрюваних на підтримку «бандитів» углиб СРСР. 1949 року було депортовано із Західної України 25527 осіб, у 1950 — 41 149, у 1951 — 18 523 особи, а в 1952 році — 3229 осіб.
Найбільше уваги в боротьбі з визвольним рухом радянські спецслужби приділяли захопленню або ліквідації лідерів ОУН-Б і УПА. Так 26 січня 1945 НКВС вдалося полонити одного з найвідоміших командирів українського підпілля на Волині — Юрія Стельмащука-«Рудого». Вважається, що саме допити Стельмащука допомогли радянським спецслужбам виявити й знищити командира УПА-Північ Дмитра Клячківського («Клима Савура»). Трагічною датою історії УПА стала смерть головного командира Романа Шухевича, який загинув у бою 5 березня 1950 року. Це, однак, не означало припинення діяльності всього націоналістичного підпілля на Західній Україні. Великі загони були фактично ліквідовані до кінця 1953 року. Окремі дрібні групи діяли до початку 1956 року. 23 травня 1954 року заарештований останній головний командир УПА Василь Кук, діяльність якого на той час щільно контролювалася радянськими спецслужбами. Останнім часом з'явилися відомості, що останній бій підрозділу УПА з підрозділом МВС відбувся 14 квітня 1960 року в Тернопільській області, а воїн УПА Ілько (Ілля) Оберишин залишався у підпіллі до 1991 року.
Офіційно УПА припинила існування 3 жовтня 1949 року. Того дня вийшов наказ Головного Командира УПА Шухевича про розформування останніх бойових загонів та штабів УПА: воїнам УПА на вибір — перехід на Захід чи вливання до збройного підпілля.
За даними 4-го відділу МДБ УРСР, в 1944—1956 рр. під час боротьби з українським націоналістичним підпіллям, загинуло 155 108 партизан УПА і підпільників ОУН, з яких 1 746 — в східних областях України. 134 тисячі були взяті в полон. Під загрозою репресій і моральним тиском з'явилися з повинною 76 753 повстанці. Репресіям (зокрема, висланню в Сибір) піддавалися і мирні жителі, що надавали допомогу УПА: було заарештовано 103 866 осіб, з яких 87 756 було засуджено. 203 тисячі осіб зазнали депортацій в східні регіони СРСР.
За радянськими джерелами в 1944—1956 роках на території західних областей України повстанці здійснили 14 424 диверсійно-терористичні акти, в результаті загинули 30676 радянських громадян, серед них 687 співробітників НКДБ-МДБ, 1 864 співробітники НКВД-МВС, 3 199 військовослужбовців внутрішніх прикордонних і збройних сил, 2 590 бійців винищувальних батальйонів; 2 732 представників органів влади, 251 комуніст, 207 комсомольських працівників, 314 голів колгоспів, 15 355 колгоспників і селян, 676 робітників, 1 931 представник інтелігенції, 860 дітей, людей похилого віку і домогосподарок. За даними, озвученими начальником таємних операцій ЦРУ Френком Візнером, з кінця Другої світової війни до 1951 року УПА знищили близько 35 тисяч радянських військовослужбовців і членів компартії.
У жовтні 1956 року в Угорщині спалахнуло повстання проти місцевого комуністичного режиму. З колишніх членів УПА в еміграції було створено кілька добробатів, які вирушили до Будапешта і взяли участь в боях проти радянських окупаційних військ. Вони обороняли мости через Дунай, які об'єднують дві частини угорської столиці — Буду і Пешт. Більшість з них загинуло.
Самого лідера ОУН-Б, Степана Бандеру в жовтні 1959 року в Мюнхені за наказом Микити Хрущова вбив кілер КДБ, колишній оунівець Богдан Сташинський. Після звільнення в 1944 році з німецького концтабору Бандера керував оунівським рухом у еміграції. Тим часом, коли частина його соратників після війни (Лев Ребет, Микола Лебідь) — спершу із суто кон'юнктурних причин — почали дозрівати до сприйняття ліволіберальних європейських цінностей і фактично розкололи вже бандерівську фракцію ОУН, Бандера до кінця життя залишався інтегральним націоналістом.

### Після 1960
- Останній бій боївки УПА відбувся 14 квітня 1960 року в Тернопільській області.
- У 1967 році відбулась спроба захоплення вояка УПА Юрія Михайлецького у селі Рукомиш Тернопільської області, який загинув у вогні.
- 12 липня 1989 року остання страта воїна УПА — Івана Гончарука.
- 1 грудня 1991 року виходить з підпілля вояк УПА Ілля Оберишин, який переховувався понад 40 років і не був упійманий радянськими спецслужбами.

## Загальна характеристика

### Структура

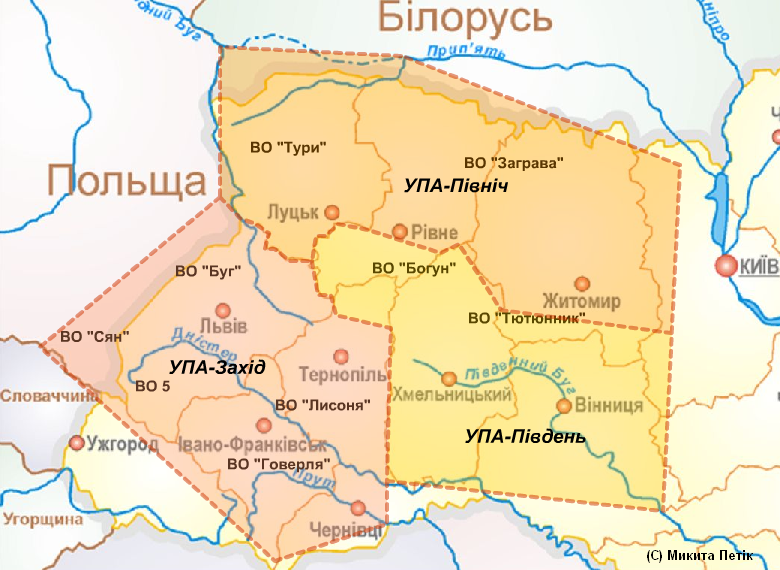
Територіальна структура УПА, 1944 рік

Поділ УПА на групи відбувся у грудні 1943 р. Територіально УПА поділялася на чотири частини:
- УПА-Північ (Волинська, Рівненська і частина Житомирської та Київської областей);
- УПА-Захід (Дрогобицька, Львівська, Тернопільська, Івано-Франківська та частини Закарпатської і Чернівецької областей), з окремою воєнною округою «Сян» (Перемищина, Холмщина, Лемківщина, Надсяння);
- УПА-Південь (частини Вінницької і Хмельницької областей).
- УПА-Схід (частини Київської і Чернігівської областей), частково сформована, окремого командування для УПА-Схід не створено. На цьому терені діяли лише поодинокі повстанські частини.

Групи поділялися на воєнні округи, а округи на тактичні відтинки. Організаційно УПА складалася з батальйонів («куренів» по 300—500 бійців), рот («сотень» по 100—150 бійців), взводів («чот» по 30-40 вояків) і відділів («роїв» по 10 осіб).
УПА являла собою партизанську армію, що мала трофейне озброєння (переважно, німецька та радянська зброя), амуніцію (в тому числі спецуніформа в деяких відділах), дисципліну, військову тактику, Службу безпеки (СБ ОУН), агентуру, розвідку, контррозвідку тощо.
УПА формувалася з багатьох соціальних верств суспільства. Там були присутні селяни (становили найбільший прошарок в УПА), робітники, інтелігенція. Основу УПА складали колишні легіонери розформованих спецбатальйонів «Нахтігаль» і «Роланд», 201-ого шуцманшафт-батальйону, а також члени української допоміжної поліції.
Найсильнішою стороною УПА був її особовий склад. Переважна більшість бійців усвідомлено поділяли ідеї українського націоналізму, Понад 60 % бійців складала сільська молодь, яка чудово орієнтувалася в своїх рідних місцях і мала зв'язки серед населення. Багато повстанців придбали бойові навички під час служби в польській армії перед Другою Світовою війною, а потім у різних формуваннях нацистської Німеччини.
В основному весь склад УПА, що був партизанським військом, переховувався у криївках — військово-оборонних та господарських спорудах розташованих під землею. Всього за час існування УПА було споруджено 10 тисяч криївок.

### Чисельність
Загальна кількість бійців УПА різними джерелами оцінюється по-різному. Для російських і польських характерно применшення (до 10-20 тисяч бійців), для націоналістично українських — сильне перебільшення (від 200 до 500 тис.).
Відомо, що станом на весну-літо 1944 року УПА була на піку своєї сили. Дослідник із США Петро Содоль називає число в 25-30 тис. вояків на той період. За даними польського історика Владислава Філяра чисельність УПА весною 1944 року тільки в Галичині досягала 45-50 тисяч вояків. Німецькі офіційні документи приводили цифру 100—200 тис. вояків на 1944 рік. Ця оцінка часто зустрічається в працях істориків на Заході. У німецькому звіті III фронтового розвідувального відділу «Схід» від 9 листопада 1944 року загальна чисельність «УПА та УНРА» була оцінена у 500 000 осіб.
Комісія Національної академії наук України (1997—2004) вказала чисельність УПА від 25 до 100 тис. вояків у різні періоди.
Деякі дослідники вважають чисельність у 100 тисяч вояків сильно заниженою, що підтверджують оприлюднені президентом України Віктором Ющенком радянські документи. За даними НКВС УРСР, за період з лютого 1944 по січень 1946 року як результат боротьби з УПА — 103 313 повстанців було вбито, 15 959 — заарештовано, ще 50 тисяч прийшло з повинною, що в загальному становить 169 тис. осіб. Врахувавши те, що в це число потрапили люди, не причетні до діяльності УПА, все одно чисельність УПА була набагато більше 100 тисяч осіб. Микита Хрущов у листі до Сталіна, датованим червнем 1945 року, наводить такі дані: «За період з дня звільнення західних областей від німецьких загарбників до 1 червня 1945 року було вбито бандитів — 90 275, взято в полон — 93 610 і з'явилось із повинною 40395». Тобто, загальна кількість втрат склала 224 280 осіб. У листі Миколи Підгорного в ЦК КПРС, датованого 25 вересня 1956 року, загальні втрати українських націоналістів за період 1944—1945 рр. визначені в кількості — 150 тис. убитими, 103 тис. заарештованими, тобто, більше 253 тис. осіб. За різними даними чисельність УПА навесні 1944 року оцінювалася від 20 до 160 тис. бійців.. Посилаючись на радянську статистику, за останніми підрахунками ряду українських істориків, військову службу в УПА в 1942—1954 роках пройшло понад 400 тисяч осіб..
Водночас, за іншими даними, взятими із записів командира УПА-Північ — Дмитра Клячківського, кількість бійців УПА була значно меншою. Під час переходу радянсько-німецького фронту через Волинь і Полісся в округах УПА-Північ та УПА-Південь налічувалося 6920 осіб, у квітні 1944 року — 6960, а у вересні того ж року (де-факто УПА-Південь вже розформувалася) стався різкий спад — до 2600 осіб. Щоправда, у нотатках та таблицях Клячківського не було даних щодо УПА-Захід. Український історик-архівіст Анатолій Кентій чисельність УПА-Північ у межах від 12 до 16 тис. бійців у 1944 році. Його підрахунки частково підтверджуються показаннями арештованого восени 1944 року Євгена Басюка (начальник штабу з'єднання «Холодний Яр»), що свідчить про існування 12-13 тис. вояків (станом на червень 1944 року). Далі в документі говорилося про наявність 17-18 тис. повстанців з округу УПА-Захід станом на літо 1944 року. Деякі дослідники вважають, що кількість вояків названа Кентієм, значно занижена і могла відповідати дійсності лише наприкінці 1945 року.

### Військові звання в УПА
27 серпня 1943 УПА були введені ранги та військові звання. Вони були прийняті за основу системи звань, заснованих на армійських званнях Української Народної Республіки 1917—1920 рр.: так все військовослужбовці іменувалися козаками і поділялися на козаків-стрільців, підстаршин і старшин. Встановлювалися підстаршинські, старшинські та генеральські ранги і ступені. Солдатський і підофіцерський склад був таким: козак (рядовий), вістун (єфрейтор), десятник (сержант), старший десятник (старший сержант), підхорунжий (прапорщик). Офіцерський склад поділявся на: хорунжий (лейтенант), поручик (старший лейтенант), сотник (капітан), майор, підполковник, полковник, генерал-хорунжий (генерал-майор), генерал-поручик (генерал-лейтенант), генерал-полковник. Останні два звання ніколи не були присвоєні кому-небудь в УПА.
У 1945 році система звань була дещо реформована, і прийняла такий вигляд: стрілець (рядовий), старший стрілець (єфрейтор), вістун (молодший сержант), старший вістун (сержант), булавний (старший сержант), старший булавний (старшина), хорунжий (лейтенант), поручник (старший лейтенант), сотник (капітан), майор, підполковник, полковник, генерал-хорунжий (генерал-майор).

### Тактика й акції
Основними перевагами УПА в партизанській війні були:
- Ідейність (знали, за що боролися);
- Гарний морально-психологічний стан (відвага, ентузіазм, жертовність);
- Загартованість і витривалість (здатність переносити холод і голод, великі фізичні і психологічні навантаження);
- Військова хитрість, винахідливість, підприємливість;
- Максимально раціональне використання всіх наявних засобів.

До числа недоліків УПА можна віднести:
- Меншу чисельність повстанців у порівнянні із силами противника;
- Більш слабку військову підготовку;
- Різноманітність озброєння, що ускладнювало забезпечення його боєприпасами та технічним обслуговуванням;
- Нестачу спеціально підготовлених командних кадрів;
- Слабку оперативну базу на територіях, що контролювалися противником;
- Неможливість швидкого перекидання сил на великі відстані;
- Відсутність повноцінного тилу та сильна залежність від підтримки населення.

Ці сильні та слабкі сторони були характерні для боротьби УПА на всіх етапах: коли вона воювала формуваннями армійського типу (перший етап), коли стала діяти за допомогою партизанських загонів (другий етап), і коли вела підпільну диверсійно-терористичну й пропагандистську боротьбу (третій етап).
За весь час свого існування УПА застосовувала тактику постійних маршів, несподіваних атак на ворога та намагалася уникати великих боїв. У квітні 1944 під час засідки УПА був важко поранений, а невдовзі помер генерал М. Ватутін. УПА користувалася допомогою населення, харчами, одягом та розвідкою. У міру того, як більшовики опановували терен, вояки УПА й підпільники перебували зимові місяці у підготовлених бункерах.
Особливою оперативно-тактичною формою діяльності УПА були рейди: деякі мали бойовий характер (репресії проти польських боївок і радянських партизанів), інші переважно пропагандистські. Вони проводилися у 1943—44 з головної бази УПА на Волині, а у 1944—46 з Карпат. Рейди відбувалися на Правобережжі, Буковині, Закарпатті, а згодом з Засяння на Підляшшя та навіть на Словаччину.

### Озброєння
Детальніше: Озброєння УПА
Все озброєння вояків УПА було трофейним й здебільшого являло собою німецькі, російсько-радянські, угорські та австрійські (ще з часів Першої світової війни). Озброєння було різного типу: холодна зброя, метальна, стрілецька, артилерійська, реактивна а також в невеликій кількості навіть танки та розвідувальні літаки.
Озброєння повстанці найчастіше підбирали на полях боїв, під час знищення противника або за його роззброєння. Так ОУН під час антипольських виступів у вересні 1939 року здобула велику кількість зброї у польських солдатів та поліцейських, а у червні 1941 року оунівці підбирали на полях битв на Західній Україні у вбитих радянських солдатів. Частину зброї принесли з собою дезертири з допоміжної поліції, які втекли в ліс до УПА у березні-квітні 1943 року. Український історик Дмитро Вєдєнєєв вважає, то загони УПА у першій половині 1944 року, уклавши низку різних домовленостей з німецькими військами про співпрацю, отримали від них 10 тисяч станкових та ручних кулеметів, 26 тисяч автоматів, 72 тисячі гвинтівок, 22 тисячі пістолетів, 100 тисяч ручних гранат, 300 польових радіостанцій.

### Уніформа
Хоч УПА і не була регулярною армією, її керівники намагались вдягати своїх вояків в однострої з характерними знаками розрізнення, елементами спорядження, та іншими. Із розширенням території, контрольованою УПА та появою «повстанських республік», в УПА з'явилась можливість шити однострої самостійно. До цього використовувались трофейні однострої Вермахту, Червоної армії, Угорщини, Польщі, Румунії, Чехії, та Словаччини. Зустрічались і комбіновані однострої, наприклад німецький мундир і радянська пілотка тощо.
На початкових етапах формування в повстанській армії переважав цивільний одяг. Пізніше, коли в руки упівців потрапляла величезна кількість трофейних одностроїв, зустрічались повстанські відділи повністю вдягнені у німецьке або радянське обмундирування. Із здобутих одностроїв здирались усі знаки розрізнення та нашивались українські тризуби. Інколи трофейні однострої перешивались на підпільних фабриках на Волині. Хоча єдиного стандарту для одностроїв в УПА не існувало, були спроби їх запровадити. Червоні партизани в одному з боїв із повстанцями захопили документи, в яких знаходились проєкти одностроїв та відзнак, які розроблялись для «УПА-Північ».
Однострій доповнювався ременями із саморобними пряжками, на яких зображувався тризуб. Найпопулярнішим методом виготовлення пряжок було використання відстріляних гарматних гільз. Взимку використовувались шинелі та зимові куртки. Під час операцій та бойових завдань упівці вдягали білі маскувальні халати.
|          |                 |                         |                      |                       |
| Ройовий  | Чотовий         | Бунчужний сотні         | Сотенний             | Курінний бунчужний    |
|          |                 |                         |                      |                       |
| Курінний | Командир загону | Командир Воєнної Округи | Краєвий командир УПА | Головний командир УПА |

### Присяга вояка УПА
(затверджена УГВР і введена наказом ГВШ ч.7, з 19. VII. 1944.)

Присяга у газеті «Повстанець»

| Я, воїн Української Повстанської Армії, взявши в руки зброю, урочисто клянусь своєю честю і совістю перед Великим Народом Українським, перед Святою Землею Українською, перед пролитою кров'ю ycix Найкращих Синів України та перед Найвищим Політичним Проводом Народу Українського: Боротись за повне визволення всіх українських земель і українського народу від загарбників та здобути Українську Самостійну Соборну Державу. В цій боротьбі не пожалію ні крови, ні життя і буду битись до останнього віддиху і остаточної перемоги над усіма ворогами України. Буду мужнім, відважним і хоробрим y бою та нещадним до ворогів землі української. Буду чесним, дисциплінованим і революційно-пильним воїном. Буду виконувати всі накази зверхників. Суворо зберігатиму військову і державну таємницю. Буду гідним побратимом y бою та в бойовому життю всім своїм товаришам по зброї. Коли я порушу, або відступлю від цієї присяги, то хай мене покарає суворий закон Української Національної Революції і спаде на мене зневага Українського Народу[139]. |

## УПА та інші збройні формування

### УПА та Армія Крайова
З окупацією Польщі радянськими та нацистськими військами виникла Армія Крайова (АК), що поставила собі за мету відновлення Польщі в її довоєнних кордонах. Для цього на теренах Волині та Галичини були розміщені частини АК (більшість — на Волині, через велику кількість польських сіл). Волинські загони АК пізніше перегруповано у 27-му піхотну дивізію Армії Крайової.
30 липня 1941 р., між польським урядом у вигнанні та урядом СРСР підписано угоду про співпрацю. Вона мала велике значення для радянських партизанів Сидора Ковпака, які використовували польські села в західній Україні та Білорусі як плацдарм. Крім того, АК та радянські партизани нерідко вели спільні військові акції проти УПА. Першим великим зіткненням між об'єднаними польсько-радянськими та українськими військами став бій під селом Бутейки у квітні 1943 р.
Невдалу спробу примирення сторони здійснили в середині 1943 року. У штаб-квартиру сил УПА вирушили офіцери округу АК Волинь Зигмунт Румель і Кшиштоф Маркевич. 7 липня проведені переговори в районі Свинарина на Волині. 8 липня делегація поїхала в село Кустичі, де після подальших переговорів обидвох аківців вбито упівцями.
Бандерівська Українська народна самооборона (УНС), що виникла в Галичині в липні-серпні 1943 року, відразу ж розпочала акції не лише проти червоних партизанів Сидора Ковпака чи німців, а й проти АК. Командування «Самооборони» стало відомо, що польські підпільники в Карпатах почали закладати військові бази для підтримки діяльності Армії Крайової. З Варшави сюди прибули військовослужбовці (інструктори) з метою створення бойових груп, які мали взяти під контроль територію регіону та таким чином підтвердити польську присутність на Заході України. Загони УНС, виявивши місця дислокації баз аківців, знищили їх, захопивши при цьому все листування, списки учасників АК та її симпатиків. Згодом усі вони були знищені націоналістами.
На території Генерал-губернаторства (Холмщина, Підляшшя), в боях з аківцями, з осені 1943, УПА діяла спільно з підрозділами дивізії СС «Галичина».
Бої в південній Люблінщині в 1943-44 роках вважаються польськими істориками найбільшими зіткненнями між УПА і АК на території сучасної Польщі — обидві сторони втратили від 3 до 4 тисяч вояків, переважно цивільного населення.
Зі вступом Червоної армії на територію Західної України польське підпілля ухвалило рішення почати операцію «Буря». Її метою було зайняти великі міста, щоб таким чином продемонструвати активну участь Армії Крайової в боротьбі проти нацистських окупантів. Це був також план військової і політичної демонстрації належності західноукраїнських земель Польщі. Операція не виконала свого завдання, проте для оцінки польсько-українського конфлікту має досить істотне значення. Адже вона переконливо показала, що дії УПА закінчилися невдачею. Поляки, попри численні напади українських партизан, зберегли значні збройні сили. Як стверджує польський історик Гжегож Мотика, якби справа дійшла до польсько-української війни, подібної до тієї, яка була між ЗУНР і Польщею в 1918—1919 роках, то підрозділи АК змогли б захистити від ударів УПА більшість міст.
Так упродовж січня-березня 1944 року на Волині між загонами 27-ї піхотної дивізії АК і УПА відбулося близько 20 озброєних зіткнень. Частина з них була невдалою для польської сторони, але в результаті більшості переможних боїв були знищені бази УПА в декількох селах. Уже в березні 1944 року загони АК почали втілення операції «Буря» в Галичині. У міру наближення підрозділів Червоної Армії до Львова, там були також активізовані місцеві підпільні осередки АК. Поляки активно включилися в вуличні бої. Відразу ж після захоплення Львова 27 липня 1944 року НКВС і Червона Армія почали насильницьке роззброєння і арешти загонів АК. Радянські репресії, втім, охопили тільки частину підпілля, бо зберігаючи організаційну структуру, вони без будь-яких серйозних втрат пережили зиму 1944—1945 років, сподіваючись, що потім зможуть відвоювати Львів. Частина учасників підпілля повернулися до суворої конспірації.
Масові арешти солдат Армії Крайової після приходу Червоної Армії швидко переконали керівництво ОУН-Б і УПА, що радянська влада не зацікавлена в існуванні незалежної Польщі. Ні українцям, ні полякам ніяка «самостійність» на спірних територіях не світила. У зв'язку з цим, обидві сторони поступово вирішили об'єднати зусилля в боротьбі з Совєтами. 1945 року відбулося кілька зустрічей між представниками АК-WIN і ОУН-УПА. Вони проходили в різних місцях, і після угод з обох сторін вони часто закінчувалися укладанням домовленостей. У другій половині 1940-х років збройні загони «Свободи і Незалежності», кістяк якої складали колишні АКівці, провели спільно із загонами УПА кілька збройних операцій на сході Польщі, найвідомішою з яких був напад 28 травня 1946 року на Грубешів. Однак загалом взаємодія між УПА і АК здійснювалося на низовому рівні й носило радше військовий, ніж політичний характер. На думку польського історика Гжегожа Мотики, часткову зміну політики українських націоналістів по відношенню до поляків сталося внаслідок того, що поляки на той час вже фактично залишили «східні креси». До середини 1944 року не менше 300 тисяч поляків виїхало зі Східної Галичини та Волині. Відтік поляків посилився після радянсько-польської угоди про обмін населенням. По ньому до кінця 1945 року в Польщі виїхало до 800 тисяч поляків.

### Відносини УПА з Угорщиною
УПА вели переговори не тільки з представниками польського підпілля. У переговорах з угорцями українські націоналісти домоглися найбільших успіхів. Однак на початку Другої Світової війни Угорщина була першою країною Осі, з якою у українських націоналістів відразу склалися ворожі відносини.
Починалося все з ситуації в Карпатській Україні в березні 1939 року. На уламках колишньої Чехословаччини українськими націоналістами на чолі з Августином Волошиним було оголошення створення Карпатської України, короткочасної держави на території нинішньої Закарпатської області. Зі згоди Гітлера угорці окупували Карпатську Україну. Спротив окупантам чинила Карпатська Січ, організація, кістяком якої були члени ОУН, зокрема, майбутній генерал-хорунжий і головнокомандувач УПА, Роман Шухевич, входив до Генерального штабу національної оборони Карпатської України.
Окупація Карпатської України не призвела до кардинального переосмислення стосунків українського визвольного руху з Німеччиною, позиція якої в українському питанні залишалася покритою таємницею. Нацистські керівники прагнули вправно замаскувати свої «українські карти», щоб згодом використати з успіхом українське питання як «розмінну монету». Під тиском німецьких дипломатів, угорська влада випустила полонених вояків Карпатської січі зі своїх тюрем і депортувала їх до Німеччини. Колишні «січовики» влітку 1939 року стали кістяком «Українського легіону» під командуванням колишнього полковника УНР Романа Сушка і у вересні 1939 року взяли участь у кампанії проти Польщі. Саме в період Карпатської України у ставленні до Третього Рейху ОУН розпочала маневрування між «співпрацею» та «резистансом», яке тривало чотири роки до моменту остаточного переходу ОУН(б) та УПА на антинімецькі позиції у 1943 році.
Але почуття помсти до оунівців угорці затаїли надовго. 22 червня 1941 року угорські вояки разом із вермахтом атакували СРСР. Рухалися вони через Польщу, і угорські солдати охоче брали на себе роль оборонців польського населення від українських націоналістів. Вступ Угорщини у війну проти СРСР на боці Третього Рейху став повною несподіванкою для керівництва ОУН. З огляду на нову військово-політичну ситуацію, яка склалася наприкінці червня — початку липня 1941 року, оунівське керівництво змушене було переглянути своє попереднє вороже ставлення до Угорщини. Перед українськими націоналістичними силами з'явилася об'єктивна необхідність співпраці з Угорщиною як союзником Німеччини в загальній війні проти більшовизму. У цьому випадку спрацювала проста формула «ворог мого ворога — мій друг». Відтепер ОУН намагалася розглядати угорську армію як потенційно союзну армію для Української держави. Угорських, як і німецьких вояків на Заході України місцеве українське населення спочатку зустрічало, як визволителів від радянського режиму. Однак своїми першими діями на захоплених українських землях угорські війська красномовно продемонстрували, що вони прийшли сюди аж ніяк не з визвольними цілями. Збереглося чимало документів і спогадів очевидців, які однозначно свідчать про грубу поведінку гонведів щодо українського населення влітку 1941 року. За повідомленнями німецької служби безпеки і СД по 15 липня 1941 року, угорські вояки конфіскували всю провізію в Коломиї і Станіславі.
Угорські репресії проти оунівців виявилися не менш жорстокими, ніж нацистські. У березні 1942 року угорська влада в Закарпатті проведуть масові арешти людей (переважно інтелігенції), запідозрених у співпраці з ОУН. У квітні репресії посилилися і у в'язниці потрапили 1300 членів ОУН і їхніх прихильників. Шість провідників Закарпатської ОУН розстріляли. У другій половині липня 1942 року перед військовим трибуналом у палаці Ковнера поблизу Мукачева постала вся закарпатська Крайова Екзекутива ОУН. Як результат: українське націоналістичне підпілля в регіоні було повністю розгромлене.
У 1943 році на Волині з'явилися угорські частини, які забезпечували тил німецької армії. Спочатку це були залишки 2-ї армії, розбитої під Сталінградом, потім їх змінила 25-та стрілецька дивізія VII корпусу. У першій половині 1943 року угорські окупаційні війська, які за завданням німців виконували поліцейсько-охоронні завдання на Волині, часто залучалися німецьким командуванням до проведення антиповстанських операцій і пацифікаційних акцій в українських селах. У більшості випадків захоплених у полон угорців повстанці відпускали на волю. Втрати угорців у сутичках з УПА за весну-літо 1943 року оцінюють приблизно від 300 до 500 убитими і понад 300 полоненими (роззброєними). Це становило близько 1/8 від загальних втрат угорських окупаційних військ у тилу Східного фронту за період з 1 травня 1943 до 1 січня 1944 (4108 осіб).
На серпень 1943 року припадають перші спроби примирення між УПА та угорськими військами. Мадяри, не бажаючи проливати кров за німецькі інтереси, потай від гітлерівців уклали угоду з одним із загонів і заявили командному складу, що хочуть бачитися з керівництвом УПА і налагодити взаємини мадярів з УПА, оскільки вони не підтримували нацистської політики по відношенню до євреїв і слов'ян.
Відносини між УПА та угорськими окупаційними військами на рубежі 1943—1944 років вже мали багатогранний і дуже неоднозначний характер. Існували як випадки дотримання нейтралітету, взаємного ненападу і співробітництва, так і факти збройних зіткнень, боїв, сутичок, грабежів угорськими військами українського населення і роззброєння повстанськими загонами гонведів. Активно велися переговори про співпрацю у Львові та Будапешті. Угорці ознайомилися зі станом матеріально-продовольчого забезпечення ОУН-УПА, обговорювали з повстанцями плани організації диверсій у радянському тилу, лікування оунівців в угорських госпіталях і їхню можливу еміграцію до Угорщини зі збереженням права проведення політичної діяльності. До того ж Будапешт вів закулісні переговори з США і Великою Британією про вихід з війни.
Відносини знову сильно зіпсувалися в березні 1944 року, коли німецькі війська, дізнавшись про таємні переговори з союзниками, окупували Угорщину за сценарієм операції під кодовою назвою «Маргарете-1» з метою запобігти переходу країни на сторону антигітлерівської коаліції. У штабі угорської армії сталася чистка кадрового складу. З вищих командних посад звільнили або перевели на інші службові посади чимало угорських офіцерів, причетних до контактів з представниками українського підпілля. До того ж угорці підтримували польську сторону в українсько-польському етнічному конфлікті на території Галичини в 1944 року: цілком дружелюбно ставилися до польського населення і часто захищали їх села від збройних нападів українських націоналістів, допомагаючи полякам у виїзді на Захід. У політичному плані угорці були зацікавлені у тому, щоб після закінчення війни західноукраїнські землі повернулися до складу Польщі, аніж до незалежної України, постання якої на північно-східних кордонах Угорщини не вписувалось у зовнішньополітичні плани угорської еліти. Між польським підпільним рухом та угорськими військами упродовж всієї війни існували тісні контакти у розвідувальній сфері — поляки інформували угорців про український національний рух та військовополітичне становище в Галичині.
У березні-травні 1944 року на Галичині угорські війська провели цілий ряд каральних операцій проти загонів УПА, але вони незабаром закінчилися через те, що радянсько-німецький фронт наближався, і обидві сторони вирішили зупинити непотрібне кровопролиття. У той момент, коли між угорцями і УПА знову досягалося розуміння, повстанці не тільки прикривали відступ угорців, а й виводили їх з оточення за помірну плату — зброєю. Однак не все так складалося райдужно, як хотілося б, насамперед через німецький фактор. Через місцеві обставини і тиск на угорців з боку німецького командування доходило до збройних сутичок між відділами УПА та угорськими військами навіть влітку 1944, що супроводжувались втратами з обох боків і тривали аж до кінця нацистської окупації України. Влітку у військове протистояння з угорцями були, зокрема, залучені старшинські школи УПА в Карпатах.
Аж до кінця війни в штабі угорської армії діяла «Місія УПА» на чолі з сотником Андрієм Дольницьким. У ній працювали крім усього іншого, українці-дезертири з Червоної Армії. Спочатку вона координувала підготовку і перекидання українських радистів на фронт, але пізніше допомагала угорцям у військовій підготовці диверсантів і перекидання їх у тил ворога.

### Відносини УПА з Румунією
Розгорнувши широку антинімецьку збройну боротьбу на початку 1943 року на Волині і південному Поліссі підпілля ОУН (б) і УПА були змушені перейти також до протистояння з румунськими військам і карально-репресивними органами на окупованих українських територіях Північної Буковини, Бессарабії та Трансністрії, розглядаючи цю країну як союзника гітлерівської Німеччини. Але помітних збройних нападів і диверсійних акцій щодо румунських окупантів з боку українських націоналістів не було. До того до літа 1943 діяльність ОУН на окупованих Румунією землях була практично паралізована румунськими спецслужбами.
На рубежі 1943—1944 років ситуація різко змінилася і румунські спецслужби почали переговори з українськими націоналістами про співпрацю в боротьбі проти СРСР. 17-18 березня 1944 року в Кишиневі відбулися остаточні переговори між Румунією та українськими націоналістами. З української сторони переговори вели член Референтури зовнішніх зв'язків Проводу ОУН-Б Іван Гриньох, голова ініціативного комітету зі створення УГВР Лев Шанковський і крайовий провідник Трансністрії Тимофій Семчишин. З румунської сторони від імені «румунського уряду» виступали представники румунської армії і спецслужб. Сторонам вдалося домовитися з багатьох питань: про взаємний нейтралітет, про звільнення українських політичних в'язнів, про допомогу УПА зброєю і обмундируванням з боку Румунії. При цьому не було вирішено територіальне питання: Румунія відмовлялася від своїх прав на Трансністрію, але не на Бессарабію і Буковину. Українські націоналісти в свою чергу, дотримуючись ідеї Соборної України на всіх її етнографічних територіях, наполягали на тому, що ці землі повинні належати майбутньої незалежної України. Через територіальні розбіжності політичну угоду між ОУН і Румунією так і не було укладено. Проте, у військовій сфері було досягнуто згоду про співпрацю.
Влітку 1949 року сотня УПА на чолі з «Хмарою» організувала рейд до Румунії, щоб встановити там контакти з антикомуністичним підпіллям. Результати цього рейду невідомі.

### УПА та збройні формування ОУН (м) і Бульби-Боровця
Після розколу ОУН на мельниківців (ОУН (м)) та бандерівців (ОУНР), боротьба між цими двома угрупованнями націоналістів довго не припинялася. Під час цієї боротьби обидві фракції за вказівкою керівників здійснювали вбивства своїх колишніх однодумців, захоплювали один у одного приміщення, транспорт і т. ін. За неповними даними, у міжусобній боротьбі напередодні нападу Німеччини на СРСР було вбито близько 400 мельниківців і до 200 бандерівців. Конфлікт набув особливо великі масштаби на території окупованої нацистами Західної України. Бандерівці і мельниківці повсюдно боролися один з одним за пости в створених німцями місцевих адміністраціях. Зіновій Книш, один з керівників ОУН(м), в своїх післявоєнних мемуарах звинувачував Бандеру і його підручних в загибелі цілого ряду вищих керівників, сотень командирів нижчої ланки, а також близько 4 тисяч «рядових членів, симпатиків і вояків» ОУН(м).
До моменту початку формування бандерівської УПА (весна 1943 року), у ряді районів Волинської, Рівненської, Кам'янець-Подільській і в західних районах Житомирської області з початку 1942 року вже діяла УПА під командуванням Тараса Бульби-Боровця. 12 листопада 1941 року Боровець відмовився виконати наказ про знищення євреїв: «Поліська січ є українським формуванням і не перебуває під юрисдикцією німецької влади». 15 листопада загони Боровця перейшли на нелегальне становище, Боровець відмовився від чину генерала-хорунжого. Відтоді «Поліська січ» перейменована в «Українську повстанську армію». Як «законний уряд України» Боровець визнавав Уряд Української республіки, який перебував у Варшаві з 1920 року.
На територію, контрольовану Боровцем, вдерлися нацисти: відбирали продовольство, висилали робочу силу до Німеччини. У квітні-травні 1942 року формування Бульби-Боровця перейшли до партизанської боротьби з німцями: підривали автомашини і адміністративні будівлі. У серпні перейшли до акцій на залізниці, де знищували німецькі транспорти. Найсерйознішою операцією проти німців був наліт на залізничну станцію Шепетівка в серпні 1942 року. До лютого 1943 року «бульбівці» нападали на склади вермахту для забезпечення себе провіантом. У березні 1943 року ОУНР вела переговори з Боровцем, хоче об'єднати його загони зі своїми. Домовленості сторони не досягли.
Також з літа 1942 року почали діяти збройні загони, що включали тих, хто відійшов від ОУНР, і прихильників УНР — Фронт української революції (ФУР) та інші українські загони, що не підпорядковувалися ОУНР. На початковому етапі формування бандерівської УПА вони в ряді регіонів діяли спільно.
ОУН-Мельниківці у 1943 році також мали свої партизанські загони. Брак архівних джерел, певна тенденційність робіт як радянської історіографії, так і зарубіжних дослідників з теми дослідження не дають можливості в повному обсязі об'єктивно і повно досліджувати історію всіх збройних формувань ОУН(м) зазначеного періоду. Більш докладно в історичній літературі (головним чином мемуарної) висвітлено історію самого боєздатного військового відділу мельниківців на чолі з Миколою Недзведським («Хроном»). Цей загін спочатку був організований як партизанський загін, який виник 18 лютого 1943 біля села Антоновець в Кременецькому районі на Волині. До середини 1943 року чисельність всіх мельниківських партизан склала 2-3 тисячі вояків. Загони ОУН(м) майже не вели активної збройної діяльності, хоча мали місце зіткнення з радянськими партизанами, бандерівцями і участю в антипольських акціях. В одній із сутичок мельниківці вбили православного митрополита Олексія Громадського. Протягом декількох місяців бандерівці і мельниківці вели переговори про об'єднання зусиль у спільній боротьбі, але вони ні до чого не привели. За даними самих мельниківців, в 1941—1944 рр. ОУН (м) втратила від рук нацистів убитими 4756 членів, в тому числі 197 членів вищої керівної ланки, і серед них — 5 членів Проводу ОУН (м). 132 мельниківця були в'язнями нацистських концтаборів, в тому числі 7 членів Проводу. 95 % жертв ОУН (м) зазнала в Рейхскомісаріаті Україна, керованому Еріхом Кохом.
У кінці червня 1943 року вийшло розпорядження Романа Шухевича про перепідпорядкування всіх збройних загонів бандерівській УПА. З цього моменту бандерівська УПА перейшла до насильницького поглинання або знищення загонів «опортуністів» (ОУН-м) та «отаманчиків» (УПА Бульби-Боровця). У липні 1943 року підрозділам УПА вдалося оточити і роззброїти значну частину мельниківських загонів. Взяті в полон командири інших загонів частково знищені Службою безпеки ОУНР-УПА (СБ). Більшість роззброєних колишніх мельниківських загонів на Волині протягом 1943 року частково поповнили УПА, а частково увійшли в Український легіон самооборони (УЛС). З ряду джерел можна дізнатися, що легіон утворився з ініціативи Волинського обласного проводу ОУН(м) у вересні 1943 року як військова частина, призначена для боротьби з польськими боївками, радянськими партизанами і УПА. На початку 1944 році УЛС був реорганізований в 31-й батальйон СД (500—600 вояків), ставши, таким чином, відкрито колаборантським підрозділом, що воював на стороні німців. Конфронтація мельниківського легіону з бандерівською УПА тривала і далі. Так, 20 березня 1944 УЛС вступив у бій із загоном УПА в с. Лудин Володимир-Володимирського району. Внаслідок бою двоє вояків УПА загинуло, а ще один був важко поранений.
На серпень 1943 року припав пік активних дій бандерівської УПА проти УПА Бульби-Боровця. 19 серпня 1943 року на хуторі поблизу села Хмелівка (Костопільський район) боївка СБ-ОУН напала на штаб Борівця, полонивши частину його людей. Серед полонених була його дружина, Ганна Опоченська (за походженням чешка). Трохи пізніше, Опоченську вбили через те, що ніби вона — польський агент. Опинившись у безвихідній ситуації, затиснутий між бандерівцями, радянськими партизанами, поляками та німцями, Бульба 5 жовтня 1943 р. фактично розформував своє збройне формування і звернувся до німців із пропозицією про переговори. Для цього він поїхав до Рівного, потім до Варшави, а потім до Берліну, де 1 грудня був заарештований і відправлений до концентраційного табору Заксенхаузен. У жовтні 1944 року Бульбу-Боровця звільнили з табору, а 1945 року прийняли до створеної німцями УНА. Він зголосився командувати парашутною бригадою, яку планували перекинути на Полісся.
Збройні формування ОУН-М, що мали численних прихильників у Галичині, продовжували діяти паралельно з УПА-ОУНР у 1943—1944 роках. Неодноразові подальші переговори про спільні дії проти радянської сторони не мали, однак, будь-яких вагомих результатів і були швидше ситуативним, ніж стратегічним кроком. Обидві фракції не приховували взаємної ворожості. Коли 11 травня 1943 року у Львові невідомі кілери застрелили відомого діяча ОУН-М Ярослава Барановського, у цьому замаху мельниківці негайно звинуватили бандерівців. Безглуздими, на думку ОУН-М, були і антипольські акції УПА на Волині. Мельниківці були переконані, що єдиним наслідком таких дій стала втеча поляків у міста, що лише послабило позиції українців на Волині. Вони застерігали, що перенесення подібних методів на інші регіони, зокрема до Східної Галичини тільки завдасть українській спільноті кривавих втрат.
На рубежі 1943-44 років заступник Андрія Мельника Олег Ольжич вів переговори з представниками ОУН (б) про можливе входження в УГВР, однак вбивство 14 січня 1944 року у Львові мельниківця Романа Сушка, в якому звинуватили бандерівців, перервало ці переговори. У першій половині 1944 року Мельник у кількох виступах у Берліні різко негативно озвався про політику Німеччини, а його люди спробували встановити контакти з союзниками. У відповідь на ОУН-М знову посипалися німецькі репресії. Окрім самого Мельника було заарештовано низку інших діячів. Мельник 26 лютого був інтернований у Заксенхаузені, (звільнений у жовтні 1944). 15 травня 1944 року Роман Шухевич звернувся до Олега Ольжича з черговою пропозицією об'єднати зусилля в боротьбі з СРСР. Проте 25 травня 1944 року Ольжича заарештували і відправили в концтабір Заксенхаузен, де він загинув 10 червня 1944 року.
Після арешту Ольжича ОУН-М очолив Ярослав Гайвас. Наприкінці травня в Турці зібралася конференція ОУН-М, де було вирішено створити партизанський загін для боротьби з комуністами і одночасно військову базу для допомоги біженцям до Європи. Збройне формування отримало назву «Загін ім. Павла Полуботка». Командував підрозділом Іван Кедюлич-«Чубчик». Загін був заснований у села Волосате в Бещадському повіті. Наприкінці серпня 1944 року підрозділ роззброїли бандерівці та включили в курінь УПА під командуванням Мартина Мізерного-«Рена».

### УПА та німецькі війська
Збережені документи УПА містять згадки про дрібні бойові зіткнення з німцями, при цьому відсутня інформація про битви з великими силами вермахту. Остаточне рішення про виступ проти німецьких окупантів ОУН-Б прийняла на III конференції 17-21 лютого 1943 року. Однак уже в перші дні цього місяця збройні загони українських повстанців здійснили ряд нападів на німецькі адміністративні об'єкти. Вважається, що першою антинімецькою акцією УПА була атака сотні Григорія Перегіняка-«Довбешки-Коробки» на поліцейський відділок і містечку Володимирець 7-8 лютого 1943 року. Земляк Степана Бандери сам загинув за два тижні від рук нацистів, коли його сотня спробувала атакувати німецький гарнізон у Висоцьку.
До березня 1943 року німецька протиповстанська боротьба не мала системного характеру. Волинь вважалася доволі безпечним районом. Німецькі війська намагалися зберігати там порядок, насамперед, підрозділами допоміжної поліції, що складалися з місцевих українців, поляків і колишніх військовополонених Червоної армії різних національностей. На початку 1943 року українська поліція на Волині налічувала 11 870 осіб. Водночас у німецьких підрозділах (без урахування слабких військових частин) було всього 453 поліцаїв та 954 жандарми з поліції порядку. Однак після того, як швидко збільшилася кількість нападів на німецьку адміністрацію, диверсійних акцій, німці серйозно задумались над необхідністю провести добре сплановану операцію проти українського національного підпілля. З одного боку, нацисти відреагували на події на Волині посиленням репресивних дій, а з іншого — залученням додаткових сил.
Першочергово підрозділи УПА вирішили завдати удару по цивільній адміністрації нацистів, прагнучи запобігти стягуванню контингентів. Чимало атак були скеровані в адміністративні органи, де вбивали працівників і палили документи. Водночас повстанці нищили молокозаводи, млини, лісопилки тощо. Підрозділи УПА також нападали на районні адміністративні центри та містечка, де німці влаштували так звані опорні пункти, громлячи слабші дільниці. Вони влаштовували засідки на дорогах, знищуючи невеликі групи німецьких поліцаїв. Також чинили напади на деякі каральні експедиції, скеровані проти українського цивільного населення. Натомість УПА рідко атакувала залізничні шляхи, бо не була зацікавлена в послабленні сил Вермахту, який воював проти СРСР. До другої половині 1943 року збройні загони ОУН-Б і УПА взяли під контроль значну частину сільських територій округу Волинь і Поділля райхскомісаріату Україна. Розмах бойових операцій УПА на Волині та Поліссі практично призвів до того, що під контролем німців залишилися населені пункти і залізні дороги, які щільно охоронялися. 15 серпня 1943 року головнокомандувач УПА «Клим Савур» наказав провести на підконтрольних УПА територіях парцеляцію поміщицьких маєтків і покинутих німецьких господарств, а також організувати вибори органів місцевого самоврядування та налагодити українську освіту на рівні початкової школи.

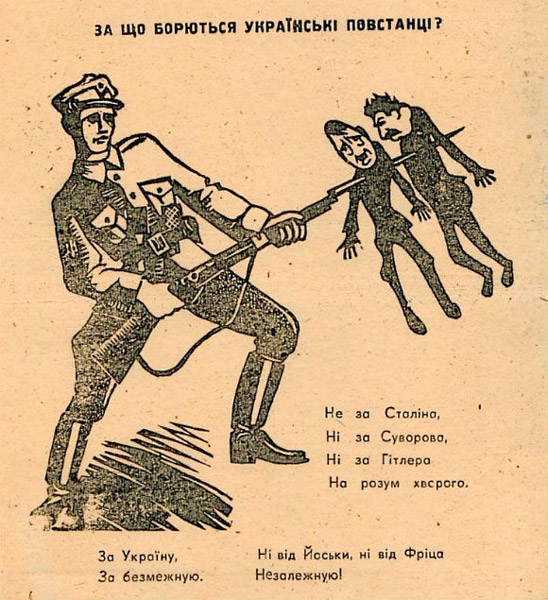
«За що борються українські повстанці?» Агітаційна листівка УПА

Масове дезертирство співробітників Української допоміжної поліції на Волині з подальшим переходом до лав УПА в березні-квітні 1943 року також коментується деякими українськими істориками, як приклад боротьби українських націоналістів з Німеччиною. І не дарма, адже українські шуцмани при втечі звільняли в'язнів тюрем і концтаборів, ліквідовували німецьке керівництво. Наприклад 18 березня 1943 року українські поліцаї вбили коменданта й утекли з поліцейської дільниці в Боремелі. У ніч з 25 на 26 березня 1943 року упівці атакували Мацеїв. У погоню за партизанами німці відправили 103-й поліцейський батальйон, який налічував близько двохсот двадцяти осіб. Одразу ж після виходу з містечка поліцаї дезертирували та утворили курінь УПА, який очолив ініціатор утечі — Іван Климчак «Лисий». 6 квітня 1943 року трапився бунт української поліції в Ковелі. У повідомленні радянських партизанів сказано: «Поліція убила 18 німців, звільнила арештованих з в'язниці та розпустила табори примусової праці». Спроби дезертирства не завжди закінчувалися успіхом. У Здолбунові українські поліцаї відмовилися виконувати накази. Німці негайно їх роззброїли, 12-х розстріляли, а решту відправили до Німеччини.
Після масового дезертирства українських шуцманів, гітлерівці зміцнили гарнізони в містечках на Волині, в міру змоги посилили охорону таких об'єктів, як склади зі зброєю, млини та лісопилки. Наприклад, у Ковелі гарнізон чисельністю близько трьохсот вояків після дезертирства поліції зріс до чотирьох тисяч. Через брак німецьких військ на Волинь було скеровано 25-ту дивізію угорської армії. Для захисту залізничних колій пригнали кілька бронепотягів. Також наказано було вирубати ліси на відстані двохсот метрів від доріг.
Гітлерівці також вирішили скористатися польсько-українським етнічним конфліктом. Українців-дезертирів із поліції частково замінили поляками. З місцевого польського населення до різних поліційних підрозділів (їх звали шуцманшафтами) були призвані загалом від півтора до двох тисяч осіб. Крім того, на Волині діяли два батальйони шуцполіції, сформовані повністю з поляків — 107-й та 202-й, які брали активну участь у боротьбі з УПА і пацифікації українських сіл. Особливою жорстокістю відзначився у цій справі 202-й батальйон. І німецька цивільна адміністрація, і СД підтримали створення польської самооборони. Їй дали згоду на зберігання зброї, а деяким загонам зброю навіть надали. У той же час гітлерівці дивилися крізь пальці на те, що польські форпости мали більше зброї, ніж це дозволяли німецькі правила.
Про збройний конфлікт УПА і німців свідчать самі німецькі документи. Так, у звіті рейхскомісара України Еріха Коха про сільськогосподарські втрати сказано наступне: "Особливо небезпечні виступи національно-українських банд в районах Кременець-Дубно-Костопіль-Рівне. У ніч з 20 на 21 березня національно-українські банди захопили в Кременецькій області всі районні сільськогосподарські пункти і повністю знищили один службовий пункт. При цьому загинуло 12 німців-господарників, лісників, солдатів і поліцейських. Хоча сили поліції і вермахту були негайно надані в розпорядження, до цього дня відвойовано тільки 2 райони… «. У звіті начальника Поліції безпеки і СД 7 травня 1943 року відмічалося: „Дії радянських банд на Волині пішли на спад, за напади на господарські об'єкти, лісопилки і польські населені пункти відповідальні національно-українські банди. З'єднання вермахту під час розвідувальної операції було скоєно напад перевершує по силам національно-української банди. Два німецьких юнаки потрапили в полон, один з них був поранений“. Німецький фельдмаршал Еріх фон Манштейн, командувач групою армій, що діяла на території України, в своїх мемуарах розповідав: „Взагалі існувало три види партизанських загонів: радянські партизани, які боролися з нами і тероризували місцеве населення; українські, які боролися з радянськими партизанами, але, як правило, відпускали на свободу потраплених їм в руки німців, відібравши у них зброю; нарешті, польські партизанські банди, які боролися з німцями і українцями“. У повідомленні начальника Поліції безпеки і СД 19 березня 1943 року щодо дій „Поліської січі“ Бульби-Боровця сказано: „В районі Сарни/Костопіль діє бандерівська банда під керівництвом українця Боровця, який відповідає за партизанську діяльність в ОУН-Б. Банда чисельністю приблизно в 1000 чоловік не чіпає місцеве населення, а спрямовує свої дії проти німецьких установ і об'єктів“.
Про антигітлеровську боротьбу УПА свідчать і радянські партизани. У доповіді Івана Шитова від 6 травня 1943 року Тимофію Строкачу сказано: «Бульбівці ведуть бої з німцями на правому берегу річки Случ. Бандерівці готують напад за річкою Буг, де німці зараз концентруються. Українські націоналісти ведуть агітацію серед українського населення, спрямовану проти німців і проти Радянської влади». У повідомленні Петра Вершигори в УШПР сказано: «Все Полісся за винятком великих комунікацій Сарни—Ковель, Ковель—Брест і Сарни—Лунинець було повністю вільне від німців, величезна територія від Сарни до Бугу була поділена між партизанами і з'єднаннями українських націоналістів, виштовхнутих через Горинь». У своєму щоденнику учасник Карпатського рейду з'єднання Ковпака — Семен Руднєв 16 червня 1943 року відзначав: «Нарешті ми потрапили в райони дії так званих „бульбівців“. Це один різновид українських націоналістів, які б'ються проти німців і партизан. Тут же в цих районах знаходяться бандерівці, теж націоналісти, які б'ються проти німців, бульбівців і партизан. Багато цих банд озброєно добре, є навіть артилерія і танки». Василь Бегма 9 липня 1943 року в повідомленні в центр писав: «26.6.43 р в с. Хараїмовка Деражнянського р-ну (на карті немає) німці вели бій з націоналістами, в результаті вбито 4 німця і 19 націоналістів. При виїзді німців з Хараїмовки націоналісти послали проти них засідку і вбили 7 німців». Він же 27 липня відмічав: «У містечко Олика (32 км на схід від Луцька) Волинської області прибуло 2500 гітлерівців, знятих зі Східного фронту, нібито для боротьби з націоналістами. Поліція відмобілізована».
На початку літа 1943 року Україну відвідав рейхсміністр східних територій Альфред Розенберг, який був стурбований ситуацією в цьому регіоні. Становлення УПА, поширення польсько-українського конфлікту і поява в регіоні радянських партизанських загонів перетворили Волинь у киплячий котел, згасити який у німецького командування не було ні сил, ні коштів. Розенберг брав участь у нараді генеральних комісарів у Рівному 5 червня 1943 року. Він вилаяв рейхскомісара України Еріха Коха, тому, що його політика «твердої руки» не принесла очікуваних результатів. Щоб врятувати свою репутацію, Кох вирішив за всяку ціну ліквідувати УПА.
7 червня 1943 року керівник СС і поліції в генеральному комісаріаті Волинь і Поділля бригаденфюрер СС Вільгельм Гюнтер видав наказ № 41 про ліквідацію українських партизан і встановленні контролю над територією. Щоб відновити контроль над регіоном, німці почали антипартизанські дії в районах Любомля, Володимира-Волинського, Горохова і Дубно. Результатів це не дало, а український повстанський рух тільки посилився.
Весна-літо 1943 року — період найбільш інтенсивних боїв УПА з німцями на Волині (основний період «антинімецького фронту»). УПА захопила окремі населені пункти на Західній Україні, де створила власну адміністрацію (наприклад, «Колківська республіка»), намагалася протидіяти господарській діяльності німців, вела оборонні бої (згадані вище антипартизанські акції Еріха фон дем Бах-Залевського і Ганса Прюцмана). Каральні акції проти УПА привели до повного знищення багатьох сіл. Найбільш відома німецька каральна акція — це повне знищення села Малин, де німці з польськими поліцаями вбили 624 місцевих чехів і 116 українців. Загалом, каральна операція, яка так і не призвела до відновлення контролю над цією частиною території України, була згорнута. Антипартизанські акції не змогли навіть перешкодити УПА в проведенні антипольської акції. Мобільні підрозділи українських повстанців залишали небезпечні райони, знаючи, що готується атака. Було багато дрібних сутичок, переважно при захисті сіл. Найбільшими успіхами німців можна назвати знищення кількох видних командирів УПА, як то першого головнокомандувача УПА Василя Івахіва і начальника штабу УПА Юліана Ковальського. У німецькому документі під назвою «Національно-український бандитський рух», датованим 17 липня 1943 року говориться, що в березні 1943 року загони УПА зробили 8 нападів, 57 нападів — у квітні, а в травні — вже 70.
Починаючи з осені 1943 року, протиповстанська боротьба на Волині набрала локального характеру й поступово спала. Німецька адміністрація та каральні органи під впливом ситуації на фронтах уже не могли належним чином відповідати на акції українського підпілля і втратили контроль над ситуацією. Стрімкий наступ Червоної Армії на захід наприкінці літа 1943 року означали, що у німців не було ні часу, ні можливості провести масштабну операцію проти українських партизанів, і вони були змушені вдатися до рішучих заходів, але сил катастрофічно бракувало. Поразка після битви на Курській Дузі змусила німецькі каральні органи зосередити увагу насамперед на охороні залізничних шляхів. З кінця літа 1943 року дрібні гарнізони почали поступово виводитися у великі міста та на вокзали. З іншого боку, на Волинь стали прибувати війська вермахту, відступаючі від Совєтів. Тому німці не відмовилися від каральних експедицій, метою яких була зачистка тилу, а також видобуток продовольства для армії. Одним з її проявів стала ліквідація заарештованих у тюрмах і таборах. 1 жовтня 1943 німці розстріляли полонених у Кременці, 15 жовтня — в Рівному, 16 жовтня — в Луцьку і Дубно.
Стараннями абверу і СД з підпілля хитрістю виманили командира УНРА — Тараса Бульбу-Боровця. Тому, коли Боровець і його радник Олег Штуль 19 листопада 1943 прибули до Рівного для переговорів з німецькою окупаційною владою, їх направили до Варшави, а потім — і до Берліна, де їх заарештували та 1 грудня 1943 помістили в спеціальний бункер «Целленбау» концтабору Заксенхаузен, де вже два роки сидів Степан Бандера.
До кінця 1943 року ОУН-Б взяла курс на максимальне згортання наступальних дій проти німців і почала збирати свої сили на боротьбу проти СРСР. Було ухвалено рішення збільшити чисельність УПА шляхом мобілізації населення і широко розгорнути будівництво схронів. Деякі загони УПА вели переговори з німцями з метою угоди про співпрацю. Але зазначалося, що співпраця буде можливою тільки тоді, як німецька окупаційна влада припинить терор проти українського населення і звільнить політичних в'язнів. Сутички, однак не припинялися. У січні 1944 року німецькі війська розгромили курінь «Крука» (Івана Климишина) в Кременецькому районі. У Маневицькому районі було майже повністю знищене село Троянівка під час антипартизанських дій, що проводилися там з 6 по 30 січня 1944 року. Також було спалено Городок, число жертв не встановлено. 20 березня 1944 року біля села Луковичі в сутичці з німцями загинув шеф штабу ВО «Турів» Олекса Шум (Вовчак).
У Галичині повстанська боротьба істотно відрізнялася від ситуації на Волині. До середини літа 1943 року на території Галичини ОУН-Б не створювала партизанських загонів. Влітку 1943 року в Галичині під впливом розвитку загальної військової ситуації, а також внаслідок рейду відділів партизан Сидора Ковпака почалася організація Української народної самооборони. Наприкінці літа — восени 1943 року, підрозділи УНС провели ряд операцій проти окупаційної адміністрації і поліцейських відділів. Активність в окремих районах дистрикту Галичина радянських і націоналістичних партизанів, спонукали німців у жовтні 1943 року оголосити надзвичайний стан у регіоні. Була введена система розстрілу 10 заручників за кожного вбитого гітлерівця. Великі міста Галичини стали ареною публічних страт. Значна частина страчених ув'язнених були членами і прихильниками ОУН. За словами польського історика Гжегожа Грицюка, з жовтня 1943 до середини червня 1944 року в ході публічних страт у Галичині було вбито 1519 українських націоналістів.
У січні 1944 року підрозділи УНС у Східній Галичині почали переформовуватися в УПА (сформувався головний військовий округ УПА-Захід). У ліс пішли значні групи молоді. У лютому на східних кордонах дистрикту Галичина з'явилися наступаючі підрозділи Червоної Армії. На весну 1944 року відбувся пік антипольських акцій у регіоні, причому кількість польських жертв зазвичай у кілька разів перевищувала німецькі втрати. Німцям вбивства поляків шкодили, оскільки дезорганізовували тил фронту. Це підтверджується документальними свідченнями, які є в наявності, матеріалами переговорів представників УПА з німецькою стороною (в тому числі, переговори представника ОУН Івана Гриньоха з представниками СД). Однією з вимог німецької сторони на цих переговорах було припинення самовільних актів терору проти поляків з боку українських націоналістів. Німці не були зацікавлені в самовільній неконтрольованій діяльності українських націоналістів проти поляків, яка підривала баланс сил на контрольованій німцями території і погрожували непередбачуваними наслідками. Однак ніяких значних антиповстанських акцій у Галичині не проводилося. Більшість репресій були відповіддю на дії УПА. До того ж з березня 1944 року німці почали шукати контакти з українським підпіллям у Галичині, які все частіше закінчувалися укладенням місцевих «союзів». Одночасно С. Бандера і Ярослав Стецько у квітні 1944 року на нараді обговорювали завдання підривної діяльності проти СРСР з керівником таємних операцій вермахту Отто Скорцені. Представники ОУН(б) та УПА, яку створила ОУН(б), в цей час проводили переговори, почали і продовжували співпрацювати з німцями,
Але навіть в той час, коли УПА вела переговори з німцями, інші загони бандерівців вступали в бої з окупантами. Згідно з одним німецьким повідомленням 26 червня 1944 року стався бій біля міста Миколаєва на Львівщині, в ході якого гітлерівці знищили 29 членів УПА і взяли в полон 250 повстанців. Інший бій між УПА та німцями стався 4 липня біля Рогатина. 11 липня загін УПА недалеко від Грубешова атакував підрозділ СД. Однак найбільші бої з німцями та угорцями в Галичині відбулися 6-16 липня 1944 року неподалік гори Лопата.
Під час переходу лінії фронту почастішали напади повстанців на відступаючі або розбиті частини Вермахту з метою захоплення зброї і тривали аж до закінчення нацистської окупації України. У 20-х числах липня 1944 року внаслідок Львівсько-Сандомирської операції Червона армія прорвала німецький фронт і окупувала майже всю Галичину. Вермахт в Україні зберіг за собою контроль лише над гірською частиною Карпат і Закарпаттям, німецька цивільна адміністрація зникла.
18 серпня 1944 року начальник штабу «Північна Україна» генерал Вольф-Дітріх фон Ксиландер у документі, адресованому штабам армій і ОКВ, наказував німцям не атакувати загони УПА в Карпатах, якщо ті не будуть атакувати першими. УПА, в свою чергу, погоджувалася допомагати вермахту розвідданими і виводити німецьких солдатів за лінію фронту. Ця угода розглядалася УПА як «тактичний засіб, а не справжнє співробітництво». Останнім кроком у напрямку остаточного згортання антигітлерівського фронту ОУН і УПА можна вважати частину 1 наказу командира групи УПА «Захід-Карпати» Олександра Луцького від 22 серпня 1944 року, в якому зазначалося, що «німці з відпущенням української території перестають бути для нас окупантом і головним ворогом». Виходячи з цього, в наказі зверталася увага на необхідність «збереження народної енергії на рішучу і остаточну розправу з головним ворогом України (більшовиками)». Проте, сутички між загонами УПА і гітлерівцями тривали. Остання сталася 1 вересня 1944 року, коли фронт вже вийшов за межі більшої частини Західної України. Відтак і протистояння українських повстанців та гітлерівських окупантів відійшло в минуле.
Антигітлерівський фронт ОУН і УПА, який виник на початку 1943 року і проіснував до середини 1944 року, відіграв винятково важливу роль в українському русі опору в роки Другої світової війни. Збройний виступ проти нацистської Німеччини, яка категорично заперечувала можливість існування самостійної України, дозволив ОУН(Б) згуртувати в лавах УПА тисячі українських патріотів і об'єднати їх навколо ідеї боротьби за Українську самостійну соборну державу. Однак боротьба ОУН і УПА на протинімецькому фронті не набула пріоритетного значення в стратегії українського руху і мала тимчасовий характер, тому що головним ворогом української самостійності визнавався московський імперіалізм. Цей базовий принцип зводив бойові дії повстанської армії проти німців до форм «самооборони народу» і трактував нацистів, як тимчасових окупантів України. Збройні акції УПА на протинімецькому фронті не мали стратегічного значення і не впливали на хід боротьби між Німеччиною і Радянським Союзом, а лише обмежували діяльність німецької окупаційної адміністрації стосовно економічної експлуатації теренів Волині—Полісся, де створювалася матеріальна база українського самостійницького руху. Про такий характер дій УПА говорить доповідь І. Шитова від 24 квітня 1943 року в адресу Українського штабу партизанського руху: «диверсійною діяльністю націоналісти не займаються, в бій з німцями вступають тільки там, де німці знущаються над українським населенням і коли німці нападають на них». Так само і в зведеному службовому донесенні начальника поліції безпеки і СД від 30 червня 1943 року повідомлялося, що з середини року з боку українських повстанців «напади на німецькі підрозділи були рідкістю, взагалі не було жодного випадку каліцтв службовців німецької поліції і військовослужбовців вермахту». Як стверджує відомий дослідник визвольного руху Роман Пономаренко, УПА вважали за необхідне тільки продемонструвати німцям бойові можливості УПА і тим самим змусити їх визнати, офіційно або неофіційно, статус «двовладдя» на окупованих територіях і право ОУН і УПА на контроль над Україною. Таким чином, боротьба проти Німеччини ніколи не проголошувалася основною метою УПА, а велася скоріше вимушено: дуже часто, якщо німці не чіпали українських повстанців, то і ті активних дій проти них не скоювали.
Разом з тим спротив ОУН і УПА німецькій політиці у північно-західному регіоні України певною мірою обмежував можливості гітлерівців стосовно боротьби з радянським партизанським рухом на Волині—Поліссі та в прилеглих до цього терену районах Правобережної України. Загалом же дії ОУН і УПА на протинімецькому фронті не відіграли помітної ролі у звільненні території України від німецьких окупантів. Український історик Роман Пономаренко вважає, що від рук УПА загинуло від 700 до 1000 німецьких солдатів. За підрахунками сучасного українського дослідника Олександра Денищука, УПА і збройні загони ОУН (б) в 1942—1944 рр. провели 2526 антинімецьких акцій, в яких загинули 12 427 німців і їх союзників, 2047 — поранено, 2448 — захоплені в полон. Повстанці втратили в боротьбі з німцями 2251 вояків убитими, 475 — пораненими, 536 — полоненими. Інший український історик Іван Патриляк, спираючись на німецьку, радянську, польську та повстанську документацію, стверджує що втрати німців, їхніх союзників і колабораціоністів у протистоянні склали близько 17 800 вояків убитими, пораненими і полоненими, втрати повстанців — близько 7300 вояків, підпільники і прихильники націоналістичного руху втратили до 10 тисяч осіб заарештованими і замордованими без суду і слідства, найбільшими були жертви серед цивільного населення, які можна визначити в проміжку між 25-30 тисячами убитих.
До 64-ї річниці бою під містечком Володимирець Рівненської області та в рамках інформаційної кампанії «УПА — відповідь нескореного народу» у вільний доступ були викладені документи, які відображають характер протистояння між силами УПА (а також підпіллям Організації українських націоналістів) та німецькими окупаційними військами. Звіти, які містяться в оприлюдненій колекції, свідчать про активну боротьбу ОУН і УПА: близько двадцяти документів розповідають про засідки, напади на німецькі гарнізони та об'єкти інфраструктури, бої та інше. Також серед опублікованих документів є антинацистські інформаційні матеріали, розповсюджувані учасниками українського руху опору.

#### Ставлення УПА до дивізії СС «Галичина»
Звістка про створення дивізії СС «Галичина», оголошена 28 квітня 1943 року, викликала резонанс у Галичині. Це було сприйнято як оголошення про зміну політики Третього рейху щодо українців. Тому в ряди дивізії пішли тисячі добровольців, в тому числі деякі члени і симпатики ОУН. Залучаючи галицьку молодь до дивізії, Український центральний комітет та Військова Управа дивізії виводили її з-під впливу бандерівського крила ОУН та перешкоджали поповненню загонів УПА. Голова УЦК Володимир Кубійович та його однодумці розглядали УПА як свого найбільшого конкурента за молоде покоління українців. Їхні ЗМІ зображували бандерівців як руйнівників німецького тилу, чия боротьба тільки на руку Сталіну. Ось базовий список епітетів, якими вони наділялися: «внутрішні анархісти», «лісові отамани», «чорні духи-анархісти».
Командири УПА з Волині спочатку виступали проти вербування в ряди дивізії, оскільки справедливо вважали, що не можна вступати в збройні сили Німеччини, в той час коли український визвольний рух знаходиться в конфронтації з нацистами. ОУН-Б оголосила бойкот мобілізації в дивізію, оскільки втрачала потенційні кадри. Заклики ОУН-Б бойкотувати набір добровольців спочатку не дали результатів. Лише восени 1943 року частина людей, які отримали картки призиву, потрапила в партизанські загони замість того, щоб вступити в дивізію. Однак потім Центральний Провід ОУН змінив ставлення до створення дивізії. У листопаді 1943 року дивізія була визнана відмінним місцем, де українці можуть проходити військовий вишкіл. Дезертирство дозволялося тільки після його проходження. Офіційно ОУН-Б продовжувала критикувати концепцію створення дивізії, але на практиці бойкот її вербування був припинений. При цьому оунівці намагалися ввести в ряди дивізії своїх перевірених людей, які в потрібний момент візьмуть її під свій контроль. Серед них були, зокрема: капітан Богдан Підгайний, лейтенанти Михайло Качмар і Григорій Голяш. Бандерівці планували ввести в кожен підрозділ по одному члену ОУН-Б, але німцям вдалося перешкодити цим намірам шляхом ретельного відбору добровольців. Однак вони не змогли повністю заблокувати контакти між бійцями дивізії і партизанами УПА.
Під час Львівсько-Сандомирської операції німецьке командування було проінформовано про наявність загонів УПА в районі Бродів. 15 липня, коли німецьке угруповання опинилося на межі знищення, була зроблена спроба зв'язатися з повстанцями для спільних бойових дій проти Червоної Армії, однак всі спроби були саботовані солдатами дивізії СС «Галичина».
Коли дивізія СС «Галичина» разом з німецькими частинами взяла участь у Бродівському котлі, значна частина уцілілих бійців досить швидко влилася в підпілля ОУН. Щонайменш 80 з них поповнили сотню «Дружинники» під командуванням Михайла Марущака. Завдяки цьому він створив ще дві сотні. Потім цей підрозділ дістався до Карпат, де частина солдатів СС повернулася додому. Група солдатів зі Словаччини також досягла районів діяльності УПА, звідки дезертирувала після придушення словацького повстання. Солдати дивізії передали повстанцям багато зброї і боєприпасів. Згідно мемуарних спогадів греко-католицького священика Івана Гриньоха, її було досить, щоб озброїти два батальйони.

### УПА та радянські партизани
Взаємовідносини радянських партизанів з УПА займають особливе місце у військовій історії. Радянський етап організованою партизанської війни датується 5 вересня 1942 року — наказ № 00189 «Про завдання партизанського руху», підписаний Сталіним. Перші розпливчасті і неточні повідомлення про форму повстанського опору на території західноукраїнських областей стали надходити в Український штаб партизанського руху з кінця 1942 року. Згодом відомості радянської розвідки про створення «Української повстанської армії» потрапили в Москву.
На Волині та в Східній Галичині умови діяльності для радянських партизан були особливо складними. Перешкодою організації їх руху стала швидка окупація території Західної України гітлерівцями і їх союзниками, що не дозволило обкомам партії завчасно створити збройне підпілля і мережу агентури. До того ж, занадто свіжою залишалася в пам'яті людей радянська окупація 1939—1941 років, щоб комуністи могли отримати в суспільстві значну підтримку. Початковий етап взаємодії партизан з упівцями можна назвати тактикою «збройного нейтралітету». Коли перші радянські партизани з'явилися в західноукраїнських землях, то спочатку воліли не конфліктувати з українськими націоналістами через слабкість своїх позицій в регіоні, відсутність підтримки населення і наявності добре укріплених вогневих рубежів повстанців, які могли привести до непотрібних втрат серед особового складу. Іноді радянські партизани вступали в переговори з повстанцями і просили пропустити їх через свою територію, націоналісти у відповідь просили не поширювати радянську пропаганду і проводити мобілізацію місцевого населення до лав партизанів. Заслані в 1942 році на територію Волині групи ГРУ і НКВС СРСР володіли завданнями розвідувального характеру, не прагнули до конфронтації з українським націоналістичним підпіллям і тому також вступали з ними в переговори.
На рубежі 1942 і 1943 років кількість радянських партизанських загонів на Волині стала стрімко зростати. Туди були відправлені партизанські загони зі сходу України та Білорусі, в тому числі прибуло потужне з'єднання Сидора Ковпака. Трохи пізніше з'явилися групи Олександра Сабурова, Олексія Федорова та інших. У лютому 1943 року на Волинь прибув генерал Василь Бегма. Він створив так званий Рівненський партизанський штаб. У заболочених районах Полісся і північної Волині партизани утворили партизанські регіони, в яких була ліквідована окупаційна адміністрація і створена власна. У той же час перші сильні загони з часом дедалі більше і більше просувалися на південь і захід, розпізнаючи місцевість і проводячи різні підривні та розвідувальні дії. СРСР, перш за все був зацікавлений у розгортанні партизанської війни з німцями, і саме проти них була направлена більшість їх бойових операцій. Особлива увага приділялася диверсій на залізниці. Шукаючи союзників у боротьбі з німцями, радянські партизани контактували і з поляками, і з українцями. Однак, одночасно комуністи вважали і польських, і українських «націоналістів» своїми ворогами, а тому, зокрема, укладали списки осіб, що підтримують німців, членів СВБ-АК або ОУН і УПА — для подальшого використання на обліку в НКВД.
Про мотиви як найшвидше розпочати боротьбу проти більшовицьких партизан відверто вказується в листі одного з керівників Служби безпеки (СБ) ОУН на Волині Василя Макара. Макар вказував, що повстанські акції оунівці мали почати, оскільки територія виходила з під контролю («виривалася з рук»), в зв'язку з посиленням окупаційної політики («Німота почала знищувати села») почався стихійний опір окупантам і «почалися множитися атаманчікі» (посилюється активність конкурентів у виді Поліської Січі Тараса Бульби-Боровця), нарешті, радянські партизани почали приходити на територію Західної України («червона партизанка почала заливати поприще»). На Третій Конференції ОУН-Б радянські партизани були визнані одними з головних ворогів.
Перші повідомлення про активізацію українських націоналістів у діях проти радянських партизан припадають на початок весни 1943 року. Перше зіткнення, яке згадується в офіційних повідомленнях українського підпілля, сталося 20 лютого 1943 року. Цього дня сотня УПА під керівництвом Григорія Перегіняка напала на табір радянських партизан біля села Заморочене, розігнала їх і захопила трофеї. Без власних втрат упівці вбили п'ятнадцять партизанів, спалили три бараки, захопили коней, їжу, і запаси паперу.
У боротьбі з радянськими партизанами ОУН і УПА досягли помітних успіхів: їм вдалося ускладнити бойову діяльність партизанів на Волині—Поліссі, створити перешкоди для диверсійних дій на німецьких комунікаційних лініях. Частина планів ЦК КП(б)У і УШПР щодо введення партизанських з'єднань на територію Галичини була зірвана. Повстанці успішно знищували невеликі диверсійно-розвідувальні групи, які Червона Армія скидувала з літаків на територію Волині. Але ні повністю розгромити червоних партизан, ні засилати своїх агентів у партизанські загони для знищення командного складу ніяк не могли.
25-27 липня 1943 року 200 червоних партизан із загону ім. Михайлова під командуванням Антона Одухи відбилися від 600 бійців УПА біля села Теремне. Спроби знищити партизанське з'єднання Олексія Федорова силами груп УПА «Турів» і «Заграва» в жовтні 1943 року у районі Любешова були також відбиті.
Рейд Сидора Ковпака до дистрикту Галичина влітку 1943 року став приводом для формування Української народної самооборони (УНС). УНСівці влаштовували засідки на дрібні групи ковпаківців та атакували лише переважаючими силами. 1945 року в полон потрапив командир УНС, Олександр Луцький, який на допитах розказував, що його бійці після перших зіткнень зрозуміли — партизани Ковпака небезпечний супротивник, з яким краще не вступати у прямий бій. Хоча кримський історик Сергій Ткаченко стверджує, що саме загони УНС розбили угруповання Ковпака під Делятином у серпні 1943 року. Попри протидію націоналістів, загони Сумського з'єднання хоч і з величезними втратами, але змогли дійти до Полісся. У ряді випадків, щоб спокійно пройти крізь українські села, ковпаківцям довелося переодягатися бандерівцями. До сих пір ведуться суперечки навколо загибелі учасника Карпатського рейду Ковпака — Семена Руднєва. Відповідно до альтернативної версії, Руднєва вбили чекісти за спроби домовиться з українськими націоналістами про спільну боротьбу проти німців. Цю версію висунув на початку дев'яностих років учасник партизанського руху в Україні, соратник Руднєва і Ковпака Герой Радянського Союзу — Петро Брайко, але не зміг навести ніяких документальних доказів на її користь. Вибравшись з Галичини, Ковпак у радіограмі в УШПР 26 вересня 1943 року доповів, що в Західній Україні «українське населення суто підтримує бандерівців, радянську владу ненавидить».
Радянські партизани відверто підтримували польську сторону в Волинській трагедії. Вони, зокрема допомогли вистояти загонам самооборони в Пшебраже і Старій Гуті. Вони також іноді організовували спільні відповідь каральні операції проти українців. Наприклад, у відповідь на вбивство кількох партизанів 18 грудня 1943 польські комуністи з підрозділу ім. Т. Костюшка за підтримки радянських партизанів напали на село Лахвичі. Місцева боївка ОУН з-за чисельної переваги ворога відступила з села. Населений пункт був наполовину спалений. Було вбито 25 мирних жителів, 15 поранено і 10 викрадено.
За неповними даними, УПА за весь 1943 рік провела проти радянських партизан 4 засідки, 7 нальотів на табори і бази, 17 атакуючих боїв і 12 оборонних боїв, в результаті яких знищено 544 партизана і поранено 44. Відповідно до своїх звітів, тільки лише частина діючих в 1943—1944 рр. на території Рівненської області загонів і з'єднань знищила 2275 членів ОУН-УПА (з'єднання Василя Бегми — 572, Олексія Федорова — 569, Роберта Сатановського — 390, бригада Антона Бринського — 427, загін Дмитра Медведєва — 317). Інтенсивність дій радянських формувань проти ОУН-УПА в ряді випадків перевищувала їх активність проти німців. Загалом обидві сторони втратили за різними підрахунками від 5 до 10 тис. вояків убитими і пораненими.
У міру просування Червоної Армії на захід, значні радянські партизанські з'єднання також почали заглиблюватися далі на захід у досі недоступні для них райони. На початку 1944 року радянські партизанські підрозділи з Волині почали переходити на територію сучасних східних воєводств Польщі. Першим потрапила туди сформована на базі угруповання Ковпака 1-ша Українська партизанська дивізія під командуванням Петра Вершигори — дорогою, за погодженням із польськими партизанами, радянські партизани зайняли свинаринські ліси, знищивши знамениту базу УПА «Січ» і розбивши загін ім. Богуна під командуванням Порфирія Антонюка та ліквідувавши старшинську школу «Лісових чортів». З лютого 1944 року загони УПА спільно з частинами дивізії СС «Галичина» вели боротьбу з радянськими партизанами і аківцями на території дистрикту Галичина Генерал-губернаторства.
Відомий радянський диверсант і терорист Микола Кузнєцов 8 березня 1944 року був захоплений і страчений вояками УПА після того, як випадково увійшов до їх табору, одягнений у офіцерську форму Вермахту.
Навесні 1944 року на Станіславщину здійснив рейд партизанський загін під проводом Михайла Шукаєва, що налічував 205 осіб, але на 1 березня 1944 року їхня кількість збільшилася до 1844 вояків. Група складалася з дев'яти відділів, в тому числі одного кінного. З листопада 1943 року по січень 1944 року він діяв у районі Новограда-Волинського, здійснюючи численні об'їзди на залізничній лінії Шепетівка-Рівне. З початку 1944 року він рейдував на території Рівненської та Тарнопольської областей, часто стикаючись із загонами УПА. На початку квітня Шукаєв отримав наказ вийти до Дрогобицького басейну нафти. До 5 квітня 1944 року Совєти зареєстрували вісімнадцять зіткнень з бандерівцями. Втрати упівців, вони оцінили в 439 убитих.

#### Епізоди співпраці і нейтралітету
Зафіксовано чимало випадків переговорів радянських партизан з українськими повстанцями заради спільної боротьби проти німців, що визнається навіть радянською історіографією. Наприклад, територія дій загонів Тараса Бульби-Боровця збігалася з місцями базування розвідувально-диверсійного загону НКДБ СРСР «Переможці» під керівництвом Дмитра Медведєва. Згідно з радянськими документами, над налагодженням зв'язку з «бульбівцями» працював керівник агентурно-оперативної роботи підполковник Олександр Лукін. Московське керівництво уповноважило Лукіна провести прямі переговори з «бульбівціми». Вночі з 17 на 18 вересня на хуторі в лісі біля села Бельчанкі-Глушков відбулися 6-годинні переговори. Було досягнуто перемир'я — до кінця зими 1943 року Боровець і його люди припинили будь-які активні ворожі дії проти радянських партизан. Було встановлено пароль для взаємної ідентифікації радянських партизан і загонів ПС. Перемир'я закінчилося в ніч з 19 на 20 лютого 1943 року, оскільки партизани розстріляли групу січовиків, у яких був неправильний пароль для проходу. Як виявилося пізніше, комісар загону «Переможці» Лукін самостійно змінив паролі, не повідомивши про це Бульбу, бо запідозрив його у співпраці з нацистами.
В архівах розвідувального відділу УШПР збереглися повідомлення командира Чехословацького партизанського загону, капітана НКВС «Рєпкіна» (майбутнього Героя Радянського Союзу, словака Яна Налепки, який загинув під Овручем у листопаді 1943 року), який неодноразово зустрічався з командирами УПА, з метою домовитися про спільну боротьбу проти нацистів. Генерал-майор НКВС Олександр Сабуров доручив йому вести переговори з цього приводу. Переговори проходили 23-24 вересня 1943 року на сході Рівненщини. Під час них Налепка називав упівців «братами-слов'янами» та наполягав, щоб УПА припинили атакувати радянських партизанів. Він наголошував, що боротьба проти партизанів допомагає німцям, а боротьба «на два фронти» підриває і так слабкі сили УПА. Націоналісти ж агітували Рєпкіна вступити до національного легіону УПА. Ні про що не вдалося домовитись. Налепка писав у своєму звіті, що змушений був погодитись на службу в УПА, оскільки йому загрожував полон, але потім успішно повернувся до своїх.

### УПА та Червона армія
Останній і найтрагічніший етап історії УПА — це боротьба проти регулярних частин Червоної армії та спеціальних підрозділів репресивного відомства Радянського Союзу (НКВС, НКГБ, МДБ та МВС), в тому числі й з винищувальними батальйонами з тієї частини місцевого населення, яка співпрацювала з комуністами.
Ще восени-взимку 1943 радянські органам держбезпеки доводилося стикатися з націоналістичними організаціями на Сході України. Були виявлені ліквідовані підпільні групи, що виникли в період німецької окупації в Дніпропетровській, Запорізькій, Полтавській, Київській, Житомирській та Сталінської (нинішня Донецька) областях. Всього за радянськими даними, в результаті реалізації агентурних матеріалів ліквідовано 26 таких груп (226 учасників).
Відразу ж після приходу Червоної Армії на Західну Україну на початку 1944 року, українські партизанські підрозділи взялися за бойові дії, покликані запобігти виникненню локальних комуністичних органів влади. Але проти регулярної армії партизани були малоефективні. Їх метод — партизанські дії в тилах: засідки на шосейних дорогах, обстріли машин, вбивства окремих військовослужбовців, нападу на військові склади, диверсії на комунікаціях. ОУН-УПА намагалися зірвати мобілізацію і поставки продовольства для Червоної Армії.
У самому початку 1944 року УПА виступала за те, щоб частина українців не ухилялася від мобілізації до Червоної армії, а вступала б в неї з метою розкласти зсередини. Однак вже в березні 1944 року УПА закликала молодь ухилятися від призову до лав Червоної армії.
Характерним у протистоянні між Червоною армією та УПА в той час було ще й те, що керівництво УПА дало своїм відділам вказівку влаштовувати привітний прийом військам діючої Червоної армії, які займали міста і села Західної України. Це робилося для того, щоб приспати їх пильність, а потім наносити несподівані удари по штабах, базах і окремих невеликих підрозділах для поповнення запасів зброї і продуктів.
Тільки з січня по лютий 1944 року в Рівненській області було зареєстровано 154 напади на підрозділи і окремих військовослужбовців Червоної Армії, внаслідок чого було вбито 439 радянських військовослужбовців.
12 лютого 1944 року було опубліковано перше звернення керівництва СРСР до УПА із закликом добровільно вийти з підпілля і скласти зброю з обіцянкою амністії. У той же час почалися масштабні операції зачистки. Осіб, запідозрених у сприянні підпіллю, вивозили вглиб СРСР. Тіла убитих часто виставляли на загальний огляд, щоб залякати інших. З цією ж метою було організовано відкриті судові процеси і публічні страти схоплених членів ОУН-Б і УПА, на які зганяли навіть школярів.
З 7 січня по 2 березня 1944 року в смузі дій 13-й армії було зареєстровано до 200 нападів загонів УПА на невеликі колони з військовим майном і невеликі групи червоноармійців. Внаслідок одного з таких нападів отримав поранення в стегно і пізніше помер командувач 1-м Українським фронтом генерал Микола Ватутін. На думку українського історика Петра Мірчука, саме замах на Ватутіна спонукав радянські органи держбезпеки вирішили розпочати широкомасштабні каральні операції проти УПА.
У середині березня 1944 року в Рівному було створено оперативний штаб для боротьби з українськими націоналістами. У ці області були спрямовані 2 бригади ВВ НКВС і оперативні групи з працівників НКВС і НКДБ. У тому числі з колишніх партизан створено 19 опергруп загальною чисельністю тисячі п'ятсот вісімдесят одна людина. Загалом на боротьбу проти УПА було кинуто понад 30 тис. солдатів НКВС. Деякі підрозділи прибували в Україну безпосередньо з регіонів Північного Кавказу, де щойно закінчили депортацію населення. В окремих селах було створено підлеглі НКВС винищувальні батальйони (ВБ). Для охорони залізниць прибули десять бронепоїздів, які підтримували десантні групи. Для боротьби з повстанцями в березні того ж року 1-й Український фронт виділив одну кавалерійську дивізію, посилену 20 бронеавтомобілями і 8 танками.
У березні 1944 року радянські джерела зафіксували 270 нападів УПА на солдатів Червоної Армії. У квітні 1944 року їх кількість зменшилась, оскільки характер дій повстанців різко змінився. Саме тоді війська Першого Українського фронту готувалися до наступу проти німецько-фашистських загарбників. Це не влаштовувало керівництво ОУН, і воно віддало наказ провести ряд глибоких рейдів по тилах Червоної армії. У районах на північ від залізничної лінії Ковель-Рівне-Шепетівка відбулися відкриті збройні сутички, в ході яких загони УПА зазнали значних втрат.
28 березня згідно з даними НКВС, в ході 65 операцій було знищено 1129 учасників ОУН і УПА, до 7 квітня це число зросло до 2,6 тисяч убитих і 3256 взятих в полон. Власні втрати склали 112 убитих і 90 поранених. За період з 21 по 27 квітня 1944 року відбулася 26 боїв і сутичок між НКВД і УПА, в ході яких було знищено 2018 і захоплено в полон 1570 членів ОУН і УПА. Власні втрати — 11 вбитих і 46 поранених. А ось за даними УПА, тільки в одному бою під Гурбами було знищено 2000 «більшовиків» при власних втратах в 200. До літа 1944 року під час важких боїв практично припинила своє існування військова округа УПА-Південь.
За радянськими даними, в результаті проведених оперативних заходів і каральних операцій за першу половину 1944 року органами НКВС знищено 16338, взято в полон 15991 повстанців, з'явилися з повинною 2549 чоловік. Заарештовано 3676 учасників оунівського підпілля та УПА. Крім цього затримано 27361 осіб, що ухилилися від мобілізації. Втрати серед особового складу НКВС склали вбитими: працівники НКВД — 37, офіцерів і бійців військ НКВС та Червоної Армії — 655, пропало безвісти 112 осіб.
У серпні 1944 року, після того як війська Червоної армії вступили на територію Угорщини, Румунії та Польщі, активні дії УПА знову поновлюються. Крім засідок на шосейних дорогах, обстрілів машин і вбивств окремих військовослужбовців, нападів на військові склади і диверсії на комунікаціях, дії ОУН-УПА були також направлені на зрив поставок продовольства для Червоної Армії. Піддавалися також нападу і окремі військові підрозділи — так 18 серпня 1944 року в районі села Божиків Підгаєцького району Тернопільської області було обстріляно з мінометів і кулеметів 1-й батальйон 1 331-го стрілецького полку, який прямував до лінії фронту, внаслідок чого він зазнав значних втрат. УПА і ОУН-СБ намагалися також не допустити мобілізацію, нападаючи на військкомати та колони призовників. Українські партизани також нападали на солдатів 1-го Війська Польського, що дислокувалися на Волині з 1 травня по 15 липня 1944 року. Як і у випадку з підрозділами ЧА, були постійні напади на дрібні підрозділи і окремих солдатів.
Наприкінці серпня до «ліквідації німецько-українських націоналістичних банд» підключаються колишні радянські партизани. За вересень 1944 року ковпаківці знищили 981 «бандита» і взяли в полон 262 «спільниками бандитів». З 1 жовтня по 5 листопада знищили 128, взяли в полон 423 «бандита» і захопили 231 «спільника бандитів». Це при власній чисельності в 1635 осіб.
9 жовтня 1944 року НКВС і НКДБ СРСР видали наказ «Про заходи боротьби з оунівським підпіллям і ліквідації озброєних банд ОУН у західних областях СРСР». Відповідно до нього західні області УРСР поділялися на 2 зони відповідальності — Львівську, Станіславську, Дрогобицьку і Чернівецьку, якою займалися наркоми НКВД УРСР Василь Рясний і НКДБ УРСР Сергій Савченко, і начальник прикордонних військ Українського округу Петро Бурмак; Рівненська, Волинська та Тернопільська області були у віданні заступників наркомів Строкача і Данила Єсипенко, і начальника ВВ НКВС Українського округу Михайла Марченкова. Станом на 9 жовтня 1944 року Загальна чисельність Внутрішніх військ НКВД в Західних областях України становила 26304 людини. Перша половина 1944 року засвідчила, що цих сил, які були в наявності на Західній Україні, недостатньо для того, щоб придушити національно-визвольний рух. Тому з центральних і східних районів країни надходили додаткові військові контингенти. Для посилення в західні області УРСР наказом від 9 жовтня 1944 передислоковано 1 полк конвойних військ (1500 вояків), 1 полк з охорони промпідприємств (1200 вояків), 3 бронепоїзди з десантом по 100 вояків, прикордонні полки з Туркменії і Молдови. До листопада 1944 року сформовано 203 винищувальних батальйони (27 796 бійців) і 2997 груп сприяння (27 385 членів). До кінця 1944 року в західних областях налічувалося 212 винищувальних батальйонів (23 906 бійців) і 2336 груп сприяння (24 025 членів).
Важливу роль у боротьбі з українським підпіллям відігравала агентурна діяльність. У жовтні 1944 року на Західну Україну з інших частин УРСР було направлено близько 600 досвідчених оперативних співробітників, які зайнялися, зокрема, створенням мережі агентів. НКВС також почало організувати численні спецгрупи, які зображували УПА (у червні 1945 року налічувалося 157 таких груп). Їхнє завдання полягало у ліквідації керівників підпілля та невеликих груп партизанів, постачанні військ НКВС розвідувальною інформацією та влаштуванні різних провокацій — щоб посіяти у підпіллі атмосферу взаємних підозр.
Всього, за даними НКВС УРСР, за період з лютого по 31 грудня 1944 року проти УПА було проведено 6495 військових операцій, в яких було знищено 57 405 партизан, 50 387 захоплено і затримано і 15 990 з'явилася з повинною. З УРСР було вислано 4744 сімей партизан (13 320 осіб). Внаслідок операцій були захоплені: літак У-2, бронемашина, бронетранспортер, 35 гармат, 323 мінометів, 321 станковий і 2588 ручних кулеметів, 211 ПТР, 18 600 гвинтівок, 4200 автоматів та інше озброєння і спорядження, серед якого були 135 рацій і 18 друкарень.
Диверсії на комунікаціях Червоної Армії і напади на військові вантажі тривали до кінця війни. Всього від нападів УПА і збройних членів ОУН (б) і при придушенні збройного опору інших повстанських угрупувань (УНРА і загони Мельника) в 1944 році Червона Армія зазнала таких втрат: «убитими і повішеними» — 157 офіцерів і 1880 солдатів і сержантів, пораненими — 74 і 1770 відповідно, «зниклими безвісти і відведеними в ліс» — 31 і 402. З початку року по 1 травня 1945 було «вбито або повішено» 33 офіцера і 443 солдата і сержанта, 11 офіцерів і 80 солдатів і сержантів пропало безвісти.
Взимку 1945—1946 року, як раз напередодні запланованих на 10 лютого 1946 року виборів до Верховної Ради СРСР, комуністи вирішили нанести УПА рішучого удару. Була організована операція «Велика Блокада». Вона полягала в тому, що після 10 січня 1946 року всю Західну Україну покрили гарнізони солдатів Червоної Армії і НКВС. Їх було сформовано 3,5 тис., і кожен нараховував від 20 до 100 солдатів і офіцерів, добре оснащених автоматичною зброєю. Крім того, були створені численні гончі групи, підтримувані бронетранспортерами, які проводили безперервні облави. «Велика Блокада» тривала до 1 квітня. Вона коштувала повстанцям як мінімум 5 тис. загиблих. Однак розгромити остаточно визвольний рух не вдалося. Втрати, які українське підпілля понесло під час «Великої Блокади», складно було компенсувати, і це призвело до того, що воно вирішило остаточно розпустити великі загони (сотні) УПА. У липні 1946 року головний командир УПА генерал Шухевич наказав розформувати партизанські підрозділи. Подальшу боротьбу повинні були продовжувати лише глибоко законспіровані боївки ОУН. Всього в 1946 році було зареєстровано 1619 збройних акцій з боку ОУН-УПА, з яких 78 — атаки на співробітників МВС і МДБ; на солдатів і офіцерів Радянської Армії — 123; на бійців Винищувальних батальйонів — 204.
Напади УПА на військовослужбовців Червоної Армії, що знаходилися в звільненні або в господарських відрядженнях, тривали аж до кінця 1940-х років. Всього від дій ОУН-УПА в період з 1944 по 1956 рік за радянськими джерелами загинуло 3199 військовослужбовців Збройних сил, прикордонних військ і внутрішніх військ СРСР, з них 2844 — до 1 травня 1945 року. Як тоді говорили, «убитими і повішеними». А на кожного вбитого доводилося 2-3 «зниклих безвісти і виведених у ліс». Попри шалену офіційну пропаганду, серед бійців Червоної Армії дехто усвідомлював братовбивчий характер війни з УПА. Останньою бойовою жертвою з боку радянської влади у її війні з націоналістичним підпіллям був лейтенант КДБ Віктор Стороженко, убитий 12 жовтня 1959 року у лісі біля села Тростянець Бережанського району Тернопільської області.
Після смерті Сталіна методи боротьби проти УПА змінилися. Замість широкомасштабних військових операцій було вирішено активно використовувати оперативні гри. Радянські органи держбезпеки почали створювати фальшиві осередки ОУН, які повинні були виводити з підпілля лідерів визвольної боротьби, впроваджували радянську агентуру в зарубіжні центри українських націоналістів, заманити на територію УРСР емісарів і лідерів зарубіжних центрів ОУН, перехопити канали їх зв'язку, створити «оперативні позиції» в спецслужбах Великої Британії і США, а також у Ватикані. Основне завдання підставного центру полягало в підпорядкуванні підпілля і нав'язуванні йому думки про радикальну зміну тактики — перехід від збройних до пропагандистських методів боротьби, роботі з молоддю та інтелігенцією, пошуку компромісу з владою. Такими методами наприклад, вдалося схопити останнього командира УПА-Північ — Василя Галасу (Орлана). Для його упіймання була створена спецгрупа МДБ «Захід», яку очолив агент — бойовик МДБ під псевдонімом «К-62», в недалекому минулому — начальник кур'єрської групи ЦП ОУН. Галасу взяли за допомогою спец. препарату «Нептун-47» — сильнодіючого снодійного засобу, який додавався в їжу або напої.

#### Диверсії УПА на залізницях
У 1944—1945 роках, у порівнянні з німецькою окупацією, було більше нападів УПА на залізниці. Наприклад 3 серпня між станціями Клесів і Страшеве був підірваний військовий поїзд, зійшло з рейок десять вагонів, 8 радянських солдатів були вбиті. Перерва в русі тривала десять годин. 11 серпня 1944 року біля Кам'янки-Струмилової був підірваний поїзд, внаслідок чого було знищено вісім вагонів. 1944 року УПА підірвала санітарний ешелон у Рівненській області й відвезла в ліс 40 медсестер.
1 травня 1945 року на ділянці Сарни-Клесів партизани підірвали поїзд. Загинули 27 червоних, у тому числі три майора і один полковник. 30 вересня 1945 року з допомогою міни, встановленої УПА, зійшов з рейок бронепоїзд між станціями Клесів і Томашогруд. Того ж дня, але між Стриєм і Станіславом, партизани пустили під укіс товарняк з пальним. Згоріли вісім цистерн з їх вмістом. Два вагони і два паровоза зійшли з рейок.
Складно судити, скільки цих та інших акцій було справою рук УПА і скільки диверсійних груп створили німці. Проте, частота атак на залізниці не залишає сумнівів у тому, що українські партизани намагалися послабити військовий потенціал СРСР, бачачи шанс на перемогу в продовженні війни.

#### Перешкоджання мобілізації українців до РСЧА
Вступивши на територію Заходу України, радянське командування розгорнуло масовий призов до лав Червоної армії. Мобілізаційна політика Кремля в регіоні мала особливий підтекст: поряд з поповненням радянських збройних сил ставилося завдання позбавити такої можливості визвольний рух, тобто підірвати соціальну базу УПА.
Про тотальне характер мобілізації свідчать наступні дані. З початку 1944 до 25 квітня діючу армію поповнило близько 170 тис. жителів Рівненської, Волинської та Тернопільської областей. До 23 вересня в Львівській області було мобілізовано 33 745 українців і 13 701 поляк, Тернопільській — відповідно 105 761 і 30 072, Дрогобицькій — 25004 і 9197, Станіславській — 50784 і 8434, Волинській — 79 472 і 3067, Рівненській — 98 693 і 5262, Чернівецькій — 59 561 і 2145, а всього 524 898 осіб, у тому числі 453 020 українців і 71 878 поляків.
Радянські мобілізаційні служби в краї зіткнулися з величезними проблемами. Керівництво ОУН і командування УПА наказали своїм пропагандистським відділам і бойовим групам всіляко протидіяти спробам мобілізації. Для цього рекомендувалося фальсифікувати або знищувати призовні листи, бойкотувати отримані виклики до військкомату, а також організовувати військові акції по поверненню мобілізованих. Ще одним із способів протидії мобілізації був заклик людей до партизанської війни незадовго до дня явки до військкомату. За отриманими інструкціями частини УПА часто заходили в села і забороняли людям вступати в Червону Армію на зборах населення.
Бойкот мобілізації в РСЧА дав свої плоди. Наприклад в квітні 1944 року в Рівненській області з 69 110 осіб, що підлягали мобілізації, тільки 2620 з'явилися за повістками у військкомати. Виняток склали міста, в яких більшість викликаних відгукнулося на заклик. До 1 вересня 1944 р мобілізаційні плани 1-го Українського фронту були виконані лише на 56 %.
Партизани здійснювали атаки, спрямовані на те, щоб перешкодити мобілізації. Так наприклад в ніч з 6 на 7 березня 1944 року упівці атакували Рівненський військкомат. Будівля згоріла. До 29 серпня 1944 року на Станіславщині сталося аж шість атак на колони новобранців.

#### Атаки УПА на міста
Однією з найважливіших відмінностей української партизанської війни проти радянської влади були напади на великі міста та селища міського типу, так звані райцентри. Вони мали особливе значення. Для проведення такої атаки були потрібні великі сили, не менше кількох сотень людей. Шляхом нападів на штаб районної влади командування УПА за словами українського історика Анатолія Кентія мало намір: а)змусити радянську владу залишити в райцентрах більше сил і тим самим послабити свою присутність у сільській місцевості; б)створювати перешкоди на шляху зміцнення місцевої влади і паралізувати їх дії проти визвольного руху; в)перервати збір сільськогосподарського контингенту та інші дії сільської влади.
Так від січня до 5 березня 1944 року УПА за радянськими джерелами сім раз атакувала райцентри Рівненської області, убивши 109 радянських і партійних активістів. Вони атакували, зокрема, Деражно, Тучин, Володимирець, Морочне, Висоцьк.
У ніч з 19 на 20 серпня 1944 року УПА атакувала Комарно. Метою атаки була будівля НКВС, яка була оточена, з початку її закидали гранатами, а потім штурмували, звільнивши сімнадцять ув'язнених оунівців (25 за іншою версією). Втрати партизанів оцінювалися в шість убитих. У ніч з 30 на 31 серпня 1944 років дві українські боївки СКВ атакували Єзупіль. Партизани увірвалися в будівлю НКВС, розстріляли трьох офіцерів і їх секретаря, звільнили 7 українських полонених і вилучили архіви НКВС. А 31 жовтня 1945 року УПА взагалі вирішила атакувати Станіслав, великий обласний центр. Напад на місто здійснив курінь «Скажені» під командуванням «Різуна» (Василя Андрусяка). Групи атакували заздалегідь вказані цілі — відділ НКВС, обком партії, військкомат, аптеки, магазини, склади, квартири партактиву і співробітників держбезпеки. Відступили вони організовано, взявши в полон до півсотні людей (партійців і енкаведистів) і захопивши завидні трофеї. Зухвала акція, наприклад, була організована 10 липня 1951 року у Надвірній. Близько 23-ї години партизани увірвалися в місцевий госпіталь, вбили двох охоронців МДБ, які стежили за пораненою активісткою ОУН, забрали жінку і втекли.
Хоча ці атаки і носили різний характер, іноді обмежувалися знищенням підприємства на околиці міста, іноді населений пункт просто обстрілювали, але кількість і масштаб атак показують силу українських партизан. Найчастіше піддавалися нападам штаб-квартири НКВС і НКДБ з метою ліквідації співробітників органів держбезпеки і звільнення заарештованих оунівців. Атаки мали велике значення. Вони змусили Совєти бути постійно пильними і тримати в містах хоча б мінімальний гарнізон, необхідний для оборони. Це послабило дії влади, а з іншого боку підвищило моральний дух партизан і населення.

### УПА та сербські четники
УПА деякий час контактувала з сербським четницьким рухом під проводом Драголюба Михайловича. Деякі військовослужбовці Югославії сербської національності після втечі з німецьких концтаборів воювали в лавах українських повстанців. У середині березня 1944 року до керівництва УПА на Волинь прибувала делегація четників. Обговорювалися загальні питання, що стосувалися боротьби з більшовиками і німцями. Серед іншого була досягнута домовленість про те, що УПА буде відхиляти всі зусилля і запити про співробітництво від Йосипа Броза Тіто. Зокрема УПА чітко «зобов'язалася не йти на руку Тітові у встановленні контактів з більшовиками на своїй території». Крім того, відбувся обмін думками про те, як діяти в разі краху Радянського Союзу і Німеччини. Було заявлено, що метою обох національних рухів є створення незалежних національно-слов'янських держав (Сербія і Україна).

### УПА та хорватські усташі
ОУН виникла майже одночасно з усташами і мала своє представництво, і в Югославії, оскільки й там опинилося у вимушеній еміграції багато українців, які брали участь у визвольних змаганнях та революційній діяльності 1920-х років. Варто зазначити що у 1930-х роках усташі та ОУН дуже тісно та плідно співпрацювали.
Політолог та історик з Варшавського інституту Адам Бальцер в липні 2018 в інтерв'ю виданню «Historians.in.ua» зазначав, що між ОУН і УПА та усташами можна провести паралелі, але самі по собі організації різняться. При цьому він зазначив, що «усташі знищили пропорційно набагато більше сербів, циган і євреїв, ніж УПА — поляків». За його словами, УПА була партизанським рухом, і він порівнює їх дії з діями сербських четників. Однак і тут вказує, що жертв серед босняків, загиблих від рук сербів, було в десятки разів більше. Бальцер також зазначив, що незалежна Хорватія була сателітом Третього Рейху, в той час як УПА вимагала від німців незалежності, в іншому випадку обіцяла влаштувати їм чималі проблеми.

### УПА та Лісові брати

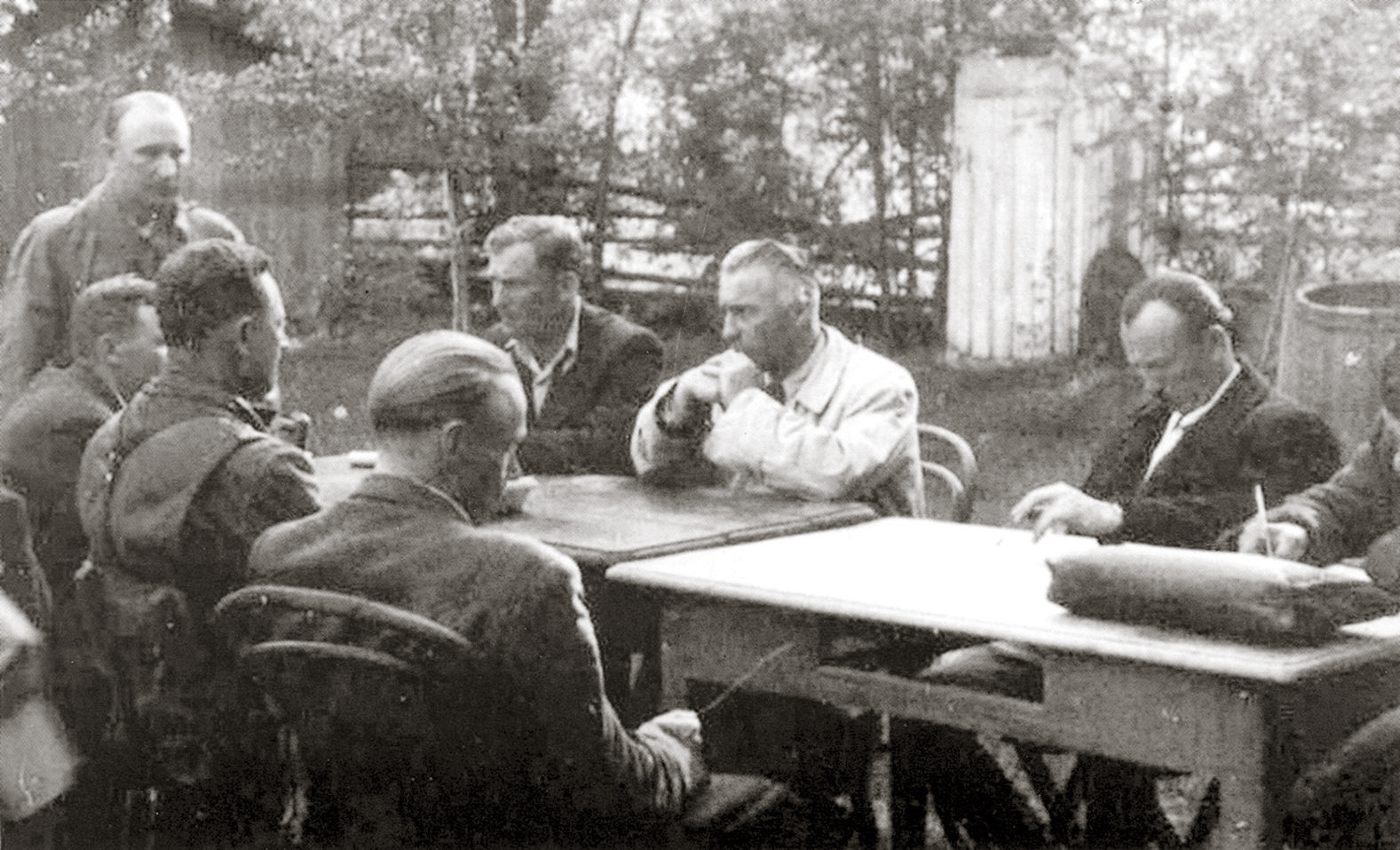
Переговори між українськими і польськими антикомуністичними повстанцями в селі Руда Ружанецька на Люблінщині. 21 травня 1945

Одним з найбільш потужних центрів збройного опору в СРСР у післявоєнний період, поряд із Західною Україною і Польщею були країни Балтії, де активно діяли «Лісові брати». Лідером антирадянської визвольної боротьби виступала Литва, де до 1953 року вівся збройний опір радянській владі. ОУН звертали особливу увагу на необхідність встановлення зв'язків із представниками литовського підпілля, обумовлюючи це тим, що окремі члени литовської політичної еміграції ще в 1946 році увійшли до складу Антибільшовицького блоку народів (АБН). Перші контакти з литовським антирадянським рухом Опору вдалося налагодити в 1948 році на території південної Білорусі. Тут із групою литовських партизан, яка перейшла на цю територію, зміг вийти на зв'язок Кобринський надрайонний провід ОУН. У зв'язку з цим 15 січня 1949 року керівник проводу ОУН на Північно-західних українських землях (ПЗУЗ) Василь Галаса написав листа керівнику Брестського окружного проводу ОУН, в якому схвалював спроби підпілля ОУН на території білоруського Полісся налагодити контакти з представниками литовського визвольного руху. Від білоруського окружного провідника він вимагав встановити зв'язок з керівництвом литовських націоналістичних організацій, попередньо дізнавшись про їхню структуру, програму, тактику антирадянської збройної боротьби і отримавши дані про стан боротьби литовського підпілля проти радянської влади на території Литви.
Для пошуку контактів з представниками балтійських рухів Опору був організований влітку 1950 року рейд українських повстанців на територію Балтії. Учасники групи ОУН (б) взяли з собою як пропагандистський матеріал брошури «Чи ведуть більшовики до комунізму», «Хто такі бандерівці і за що вони борються» Петра Федуна-«Полтави», «Платформа УГВР» і «Універсал УГВР». За свідченням дружини Василя Галаси, учасники групи були настільки перевантажені пропагандистською літературою, що не могли взяти з собою більшу кількість запасів продовольства.

### Контакти УПА зі спецслужбами країн Заходу
Після березневої промові прем'єр-міністра Великої Британії Вінстона Черчилля у 1946 році, яка проголосила початок Холодної війни, ОУН, як й інші антирадянські визвольні організації східної Європи, потрапила в поле зору спецслужб Великої Британії та США. Особливо активними були в цих контактах прихильники ОУН-Б. Сподіваючись на розкол в антигітлерівської коаліції і близьку війну між США і Англією, з одного боку, і Радянським Союзом — з іншого, вони всерйоз розраховували, що Третя світова, яка станеться в майбутні кілька років, принесе Україні свободу і незалежність.
Одна з ряду секретних операцій ЦРУ проти СРСР, що проводилася у співпраці зі спецслужбами Великої Британії, Італії та ФРН, мала назву «Аеродинамік». Її суть зводилася до того, що ЦРУ забезпечувало фінансування і навчання членів ОУН, надавали тренувальні бази та інструкторів, а згодом закидало десант повстанців на радянську територію. Там їм пропонувалося збирати найрізноманітнішу розвідувальну інформацію: дані про військові та промислові об'єкти, про дислокацію військових частин, їх назви, озброєння, оснащення, розташування аеродромів, довжину злітних смуг, типи літаків і їх кількість, точне місцезнаходження партійних і адміністративних будівель, розташування залізничних станцій, транспорт, настрій в армії і в народі, а також вербування в підпілля ОУН нових членів.
Операція в цілому провалилася. Більшість десантників знищили або схопили, якусь частину з них вдавалося перевербувати радянськими спецслужбами, і вже незабаром вони починали виходити в радіоефір, забезпечуючи західні спецслужби дезінформацією. Наприклад, після того як співробітники держбезпеки якого в червні 1951 здійснили захоплення групи парашутистів на чолі з членом ОУН (б) і кумом Бандери — Мироном Матвієйко, вони в наступні тижні та місяці «зустріли» ще 9 груп оунівців, при захопленні яких 18 осіб були знищені, а 26 потрапили в полон. При цьому п'ятеро з полонених виявили готовність співпрацювати з МДБ. І через деякий час радисти на чолі з Матвієйко почали постачати Захід радіограмами з дезінформацією. Згодом вони займалися цим протягом ще 10 років.
У січні 2017 року ЦРУ розсекретило велику кількість матеріалів, що стосуються відносин ЦРУ з українським визвольним рухом. Американські розвідники встановили зв'язок з керівництвом Організації українських націоналістів (ОУН) відразу ж після Другої Світової війни і зв'язок цей перервався тільки на початку 1990-х років, з розпадом Радянського Союзу. Наприклад, один з найбільш ранніх документів датований квітнем 1947 року — звіт про терористичні акти, скоєні на території України зазначено, що у Львові підірвана електростанція, а в Корсунь-Шевченківському районі — гідроелектростанція. Повідомляється про велику кількість жертв серед мирного населення.

## Бійці інших національностей у складі УПА
ОУН від самого початку була налаштована на співпрацю з різними неросійськими народами для спільної боротьби проти СРСР. Однак в 1941—1942 рр. в умовах підпільного існування ОУН можливостей для масштабного співробітництва організації з неукраїнськими народами Радянського Союзу не існувало. Вони з'являться пізніше, зі створенням УПА. Але курс на співпрацю з деякими іншими народами, підключення їх до української боротьбі був закріплений раніше.
З розгортанням УПА все більшого значення набувала ідея створення фронту боротьби «поневолених народів» проти більшовизму і російського імперіалізму під егідою УПА. Ухвалення на озброєння цієї концепції було прямим продовженням передвоєнної політичної думки ОУН, згідно з якою Україна мала стати авангардом боротьби всіх неросійських народів проти московсько-більшовицької імперії.
Ще навесні 1943 року в УПА почали вступати кримські татари. Влітку-восени 1943 року УПА випустила ряд листівок, звернених до бійців різних національностей, які б'ються в УПА. Листівки, адресовані різним народам Радянського Союзу, були видані російською мовою і містили такі звернення: «Узбеки, казахи, туркмени, таджики, башкири, татари, народи Уралу, Волги і Сибіру, народи Азії!», «Вірмени та інші народи Кавказу!», «Грузини!», «Татари Поволжя!».
У листівці «Узбеки, казахи, туркмени, таджики, башкири…» підкреслювався гнобительський характер політики «імперіалістичної Москви» і Берліна. Тому українські націоналісти закликали народи Уралу і Середньої Азії до спільної боротьби з УПА проти обох імперіалізмів. Подібним був і зміст іншої листівки, адресованої тюрксько-монгольським народам. Ці ж заклики містилися в листівках, адресованих вірменам.
У листівці, адресованій грузинам, період історії Грузії до приєднання до Російської Імперії малювався в самих райдужних барвах, тоді як перебування Грузії в складі Росії розглядалось як період суцільної русифікації з боку «московських держиморд». Ще більше нещастя спіткало грузинський народ після втрати незалежності і входження в Радянський Союз. Тому всіх грузин в листівці закликали кидати німецькі війська і приєднуватися до українських повстанців.
Листівка до татар будувалася так само, як і всі інші подібні звернення до радянських народів: вказівка на героїчне минуле народу, з приходом російського імперіалізму — занепад і страждання народу, новий російський більшовицький імперіалізм, заклик йти від німців і спільно боротися проти Москви і Берліна. Українські націоналісти хотіли побудови держав в етнографічних кордонах не тільки на території Радянського Союзу, тому в листівці було сказано: «Наша боротьба священна, і ми віримо в перемогу. У цій війні загине московський поневолювач. Цьому заставу — єдиний визвольний фронт народів Близького і Далекого Сходу».
ОУН розвивала свою діяльність зі співробітництва з національними організаціями і в Криму. Там однією з основних задач було налагодження зв'язку з татарськими, грузинськими, вірменськими націоналістами для спільної боротьби проти СРСР. Через татарських націоналістів бандерівці намагалися встановити контакти з турецьким урядом.
Частково заклики здобули силу, і в УПА до кінця 1943 року влилося значно число неукраїнців, головним чином колишніх солдатів національних формувань при німецькій армії. З вересня 1943 року почали створюватися національні відділи УПА: азербайджанські, російські і т. д. У той же час в УПА зустрічалися дезертири з німецької та італійської армій.
У ставленні до європейських народів ОУН застосовувала принцип взаємності: «ставлення до західноєвропейських народів, як, втім, і до всіх інших народів, зумовлено їх ставленням до української державності. Тільки на платформі визнання за українським народом права на власну державність можливо наша співпраця з навколишнім світом».
Таким чином, ставлення ОУН до національних меншин багато в чому залежало від того, вважали вони ці меншини дружніми собі, небезпечними чи ні. Національні меншини СРСР ОУН прагнула залучити для боротьби з «московським імперіалізмом».
Після затвердження нового курсу ОУН-Б на III Надзвичайному з'їзді ОУН-Б українські націоналісти стали докладати ще більше інтенсивні практичні зусилля для здійснення гасла «Свобода народам! Свобода людині!». Сам цей лозунг з порівняно маргінального для ОУН в момент нападу Німеччини на СРСР став центральним у пропаганді УПА. Вінцем кампанії по залученню представників різних народів до боротьби УПА стала «Конференція поневолених народів Європи і Азії» яка відбулася в листопаді 1943 року в лісах Рівненської області. У роботі конференції взяли участь 39 «делегатів» від 13 народів. Серед них: 6 грузин, 5 азербайджанців, 5 узбеків, по 4 татарина і вірменина, по двоє білорусів, казаха, осетина, по одному башкиру, кабардинцю, черкесу і чувашу, а також 10 почесних гостей конференції різних національностей. Було кілька таджиків і киргизів. Звертає на себе увагу, що росіяни (як і поляки) серед «поневолених народів» представлені не були. З цієї конференції веде свій початок Антибільшовицький блок народів, який очолював Ярослав Стецько до кінця його життя.
Вже на початку грудня 1943 року ставлення УПА до національних відділів змінилося. У «Тимчасовой інструкції в справах інших національностей (українців) на сході Європи і Азії при УПА або перебувають на території діяльності УПА» від 2 грудня говорилося, що національні відділи при УПА націоналісти організовували «для конкретних політичних завдань», тому ставлення до них військових команд УПА мало бути погоджено з політичним центром «поневолених народів» сходу Європи і Азії. Формування нових національних відділів наказувалося зупинити, а вже сформовані усунути від бойових дій і розмістити на території так, щоб ізолювати від інших національних відділів, однак щоб це не перешкоджало доступу до національних відділів політичному центру.
У наказі № 3/44 командирам УПА та керівникам і тилу в справах контррозвідки ВО «Заграва» від 4 березня 1944 року наказувалося особливу увагу звернути на сексотів з нацменів — «туркменів, узбеків, білорусів та інших».
Така зміна політики щодо вступу представників інших національностей в УПА, була пов'язана з тим, що, попри проголошені гасла, ОУН і УПА були організаційно не готові до вступу великої кількості солдатів-неукраїнців в УПА. Іноді ці «національні» загони з наближенням фронту переходили на бік Совєтів.
Згідно з даними радянської розвідки на 1944 рік, серед бійців УПА інших національностей велику частину складали черкеси, осетини, турки.
Український історик Дмитро Вєдєнєєв стверджує, що радянські органи держбезпеки під час боїв проти УПА захопили близько 300 німців, переважно офіцерів абверу і гестапо. На його думку, останні німці в лавах УПА були ліквідовані СБ ОУН в 1947 році.

## УПА та національні меншини

### УПА та польське населення
Українсько-польські відносини завжди відрізнялися складністю і суперечливістю. За часів Другої Світової війни вони вийшли на новий рівень ненависті і привели до масових кровопролить. Політика польських посадових кіл була в XX столітті гранично проста: західноукраїнські землі повинні знаходитися під контролем 2-ий Речі Посполитої. Українські націоналісти вважали по-іншому. В результаті протистояння офіційних точок зору в конфлікт було втягнуто мирне населення.
Загострення польсько-українського конфлікту в першій половині XX століття було пов'язане із національною ситуацією у Другій Польській Республіці. Паризька мирна конференція 1919 року дозволила Польщі окупувати Галичину, а Ризький мирний договір 1921 року закріпив приєднання Галичини до Польщі всупереч волі українського визвольного руху, який прагнув незалежності. 1929 року ряд українських націоналістичних угруповань створили у Відні Організацію українських націоналістів. Ця організація була покликана прагнути до створення Незалежної Соборної Української Національної Держави, яке повинно було охопити всі українські етнографічні території. З самого моменту свого заснування в 1929 році Організація українських націоналістів розглядала Польщу як головного ворога.
У 1929—1939 роках оунівці здійснили цілий ряд гучних терактів проти вищих офіційних осіб польської держави. Кульмінацією стало вбивство українськими націоналістами міністра внутрішніх справ Польщі Броніслава Пєрацького в 1934 році. ОУН змогла придбати чимало прихильників на окупованій Польщею Західній України через антиукраїнську шовіністичну політику польської влади. Крах Польщі у вересні 1939 року тимчасово відсунув польське питання в політиці ОУН на другий план. Єдиною перешкодою на шляху до створення незалежної української держави був СРСР, тому поляки з «окупантів» перетворилися на «ворожу» нацменшину.
На початку Другої світової війни в Західній Україні сформувалися організаційні структури польського підпілля, головною метою якого було відновлення незалежної Польської держави в її довоєнних кордонах. Однак напередодні Німецько-радянської війни в результаті протидії радянських органів держбезпеки, діяльність польського військового підпілля була практично паралізована. Галицька мережа найчисленнішої польської військової організації, Союзу збройної боротьби (Zwiazek Walki Zbrojnej) знищена, основні функціонери заарештовані. Відновлення польського організованого підпілля сталося після захоплення Західної України Німеччиною. Діяльність польських підпільників з їх збройними формуваннями, як уже було сказано раніше була однією з причин створення загонів УПА.
З 1942 році на Холмщині польська поліція стала проводити облави на оунівських активістів, греко-католицьких священників, інтелігенцію. У деяких випадках українців знищували цілими сім'ями. Ряд українських істориків вважає, що вбивства українців на Холмщині в 1942 році відбувалися і бійцями Армії Крайової. Наприклад, Іван Патриляк та Анатолій Боровик пишуть, що в ході акцій АК на Холмщині в грудні 1942 — березні 1943 року було вбито 2000 українців, кілька тисяч стали біженцями. Польський історик Гжегож Мотика пише, що вбивства українців аківцями на Холмщині почалися тільки в 1943 році вже як відповідь на дії УПА. У лютому 1943 року Волинський крайовий провід ОУН(б), котрим керував Дмитро Клячківський, ухвалив рішення про вигнання польських колоністів з Волині.
Окремі випадки нападу УПА на польські села почалися ще взимку 1943 року, однак широкомасштабні дії проти поляків ОУН-Б розвернуло в березні 1943 року. У польській історії кривава трагедія отримала назву «Волинська різанина». Безкомпромісні позиції польського уряду у вигнанні і керівництва ОУН в територіальному питанні призвели до загибелі десятків тисяч людей. Необхідно відзначити, що спочатку поляків примушували до виїзду в Польщу. «Будувати Польщу нехай йдуть на польські корінні землі, бо тут можуть тільки прискорити свою ганебну смерть», — писав ОУНівський журнал «До Зброї» в липні 1943 року. Цьому активно опиралися місцеві загони АК, які намагаються таким чином «застовпити територію Польщі» при післявоєнному переділі світу. УПА прагнули вигнати поляків тому, що вони претендували на західні українські землі і становили, з точки зору українських націоналістів, небезпеку для української держави. Ті національні меншини, які, на думку націоналістів, небезпеки для української держави не становили (як чехи), отримували можливість не просто мирно існувати, але і розвиватися.
Спочатку атакам піддавалися польські села і колонії, розташовані на півночі і сході волинських земель. На Великодній тиждень, третю декаду квітня, припав весняний пік нападів. Пізніше хвиля нападів дещо спала. Наприкінці червня — в липні 1943 року, коли здавалося, що найгірше для поляків вже пройшло, почалася нова хвиля нападів, ще сильніша, ніж квітнева. На відміну від весняних акцій, тепер нападу поширилися і на Захід Волині, в Луцький, Володимирський та інші округи.
Як уже згадувалося, в березні 1943 року близько 4-6 тисяч українських поліцейських на Волині залишили службу і тікали в ліси до УПА. Однак дуже швидко німці набрали нову допоміжну поліцію з поляків. Ця поліція стала з особливим завзяттям брати участь у всіх німецьких антиукраїнських акціях, спалених сіл і т. д. Після цього українські націоналісти стали звинувачувати поляків у антиукраїнській діяльності, а свої напади на польські села і колонії характеризувати як відповідні акції. Але коли і ким було ухвалено рішення про антипольські «акції» — невідомо. Щодо того, коли і як було ухвалено рішення про проведення антипольських акцій, і хто був ініціатором цих дій, думки в історичній науці розходяться. Розходяться думки і в тому, як оцінювати волинський українсько-польський конфлікт — як етнічну чистку або як геноцид. Польський історик Гжегож Мотика безпосередньо пов'язує початок антипольської акції з втечею волинської української поліції в ліс до бандерівців у березні 1943 року. Він, спираючись на спогади радянського партизана Антона Бринського, вважає, що українських поліцейських бігти в ліс до бандерівців спонукала радянська провокація, коли за намовою радянських агентів почалися розстріли українських волинських поліцейських німцями. Після цього перед керівництвом ОУН на Волині постало питання: як діяти далі. Відповідь була знайдена шляхом боротьби ОУН на Волині проти всіх ворогів України одночасно, включаючи поляків.
Деякі члени УПА навіть стверджували, що спочатку в розпалюванні Волинської трагедії винен Тарас Боровець та Поліська Січ. Так, за свідченнями Михайла Польового, спочатку восени 1942 року антипольські дії почали бульбівці, у відповідь на це німці стали кидати на бульбівців польську поліцію, а це призводило до підпалів українських сіл. Нібито після одного такого випадку, коли поляки спалили в церкві 370 українців, ЦП ОУН-Б видав директиву знищувати 10 поляків за кожного українця. Сам же Боровец не одобрював політику ОУН-Б по відношенню до поляків на Волині. Етнічні чистки поляків засуджували також голова Українського Центрального комітету Володимир Кубійович і митрополит Андрей Шептицький.
Волинська трагедія досягла свого піку 11 липня 1943 року, коли було здійснено напади на села, селища і хутори (за польськими даними — більше сотні, за українськими — 12) в Ковельському, Горохівському та Володимирському районах, населених поляками і змішаними родинами, де були вбиті (за польськими даними — кілька тисяч) поляків, включаючи дітей, жінок та старих. Історик Володимир В'ятрович вважає, що цифра 100 знищених польських сіл є значно перебільшеною; перебільшена кількість нападів на польські села стала хибним засновком, з якого зроблено також висновок про масштабну антипольську операцію та масштабну скоординовану акцію 11—12 липня 1943 року. За версією В. В'ятровича, УПА станом на 11 липня не володіла такими значними силами, щоб одночасно могла атакувати аж 100 польських поселень всієї Волині, а в польських документах значиться лише кільканадцять атакованих польських населених пунктів 11—12 липня 1943 року тільки південної частини Володимирського повіту..
Перші напади УПА привели до того, що в селах почали організовувати загони самооборони. Багато сіл перетворювалися у укріпленні форпости. Велика частина загонів самооборони була розгромлена загонами УПА. Вціліли лише великі, як то: в Пшебраже, Гуті Степанській і Панській Долині, які протрималися до приходу Червоної Армії. Іноді польські бази рятував щасливий випадок. Так на початку вересня 1943 УПА вирішила атакувати значними силами самооборону в Засмиках (Турійський район). Німецька військова частина, розквартирована в Ковелі, яка в рамках антипартизанських акцій прямувала здійснювати каральні операції проти УПА, натрапила на упівців, тим самим врятувавши польське село. Сталася битва під Радовичами. І українці, і німці зазнали в ній важких втрат. УПА змушена була відмовитися від нападу і відступити.
З кінця літа (особливо активно — з осені) бойовики АК разом із загонами польської самооборони стали активно проводити масові напади на українські села, які підтримували УПА. Наприклад 1 жовтня 1943 загін Армії Крайової спалив українські села Полапи і Сокіл. Восени 1943 року відчутно зріс антиукраїнський терор, також і на Закерзонні (Холмщина, Люблінщина). Так 22 жовтня 1943 року в селі Мірче загін БХ Станіслава Басая-«Рисі» вбив 26 осіб та спалив 190 господарств. 27 жовтня 1943 р. у Молодятичах убито чотирнадцять українців. 18 грудня внаслідок нападу на Пересоловичах загинуло 18 українців (переважно чоловіків). 24 грудня в Модрині загинули ще 16 людей.
На початку 1944 року оунівське підпілля значно посилило свою активність на Закерзонні, і вже з кінця січня створені ними партизанські загони розпочали тут «відплатні акції», які найбільше клопоту завдавали навколишнім поміщикам. Діяльність УПА у регіоні викликала бурхливу реакцію польського підпілля. У відповідь було вирішено поставитись до місцевих українців так, як до німецьких колоністів. Юридичною підставою для цих дій, мабуть, наказ головнокомандувача АК, генерала Тадеуша Коморовського від 4 жовтня 1943 року, який наказав «вирізати вщент» колоністів із поселень, які були «прямо чи опосередковано» причетні до злочинів. Було вирішено, однак негласно, що цей наказ стосується не тільки німців, а й українців.
6 березня 1944 року комендант АК Грубешівського повіту Голембевській ухвалив рішення про «превентивно-відповідну» акції проти ряду поселень, в яких розміщувалися пости української допоміжної поліції або були розміщені «станиці» ОУН (б)/УПА. У ніч із 9 на 10 березня 1944 року загони Армії Крайової атакували близько 20 сіл у Замойському та Грубешівському повітах, заселених українцями. В одному тільки селі Сагринь, було вбито близько 200 чоловік мирного населення. Загалом протягом кількох тижнів березня було спалено кілька десятків українських сіл і вбито ймовірно близько півтори тисячі українців. Польські втрати — одна чи дві людини загинули та двоє чи троє поранені.
Новий пік нападів УПА на польські села на Волині припав на кінець грудня — початок січня 1943—1944 рр. Велика кількість атак було скоєна на католицьке Різдво. На початку 1944 року загони УПА планували атакувати Збараж, але через негоду операція не відбулася. 1944 року УПА робила акції і проти нечисленних поляків Буковини.
У другій половині 1943 року антипольські акції УПА поступово поширилися на територію Галичини. Масову антипольську акцію, яка прокотиться всією територією регіону навесні 1944, випередила хвиля окремих убивств починаючи з середини 1943 року. Вибір жертви спочатку визначав його статус у польській громаді. Акції українських повстанців спершу були спрямовані проти польських посадових осіб і держслужбовців окупаційної адміністрації. Цілком можливо, що при нагоді залагоджувалися різні особисті рахунки. Загальна кількість антипольських акцій УПА: серпень 1943 року — 45, вересень — 61, жовтень — 93, листопад — 309, січень — 466. У лютому ж і березні 1944 року терор прийняв характер масових погромів. Загалом у Галичині від рук УПА загинули від 20 до 30 тис. поляків і ще більше 300 тисяч втекли у внутрішні райони Генерал-губернаторства.
До літа 1944 року вийшли укази різних структур УПА, які забороняли вбивати польських жінок, дітей і людей похилого віку. Подібний указ був виданий главою військового округу «Буг» «Вороним» 9 червня. У ньому, поряд з жінками, людьми похилого віку та дітьми, заборонялося вбивати і чоловіків-українців у змішаних сім'ях, а також українців римо-католицького віросповідання.
Після повернення радянської влади поляки становили великий відсоток винищувальних батальйонів, які боролися з УПА. Наприклад, на початок 1945 року 60 % винищувальних батальйонів у Тернопільській області складалися з поляків. На рубежі 1944—1945 років УПА здійснила низку атак на польські села у Тернопільській області. На це, ймовірно, вплинули наполягання місцевих командирів, котрі скаржилися на діяльність винищувальних батальйонів, укомплектованих поляками. Адже частина атак були спрямовані на ті населені пункти, де існували пости ІБ.
9 вересня 1944 року між владою УРСР і Польським комітетом національного визволення (ПКНВ) було підписано угоду про обмін населенням. По ньому поляки Галичини мали бути переселені до Польщі, а українці Закерзоння в УРСР. За свідченнями деяких націоналістів, керівництво ОУН-Б позитивно сприйняло підписання радянсько-польської угоди, яка допомагала справі виселення поляків з України.
Аж до початку 1945 року УПА не відмовлялася від своїх планів деполонізації України. Це підтверджується тим, що новий пік нападів на польські села почався після угоди УРСР і Польщі про добровільний обмін населенням і початку добровільного від'їзду до Польщі. До 1945 р. керівництво ОУН, усвідомивши, що завдяки українсько-польській угоді так чи інакше деполонізація України відбудеться, і не маючи сил боротися на два фронти, вдався до тактичного союзу з польським підпіллям в Закерзонні.
У проведеному в Польщі епізодичному дослідженні «Карта» було встановлено, що в результаті дій УПА, число загиблих на Волині поляків склало близько 36-38 тисяч осіб, у яких були встановлені імена і місця загибелі. Крім того, тим же дослідженням було нараховано від 13 до 23 тисяч поляків, обставини загибелі яких не з'ясовані. Загалом історики солідарні в тому, що жертвами різанини тільки на Волині стало не менше 30-40 тисяч поляків.
Точні підрахунки українців, що постраждали від польського терору, також не проводилися. Хоча сучасні дослідники оцінюють, що жертвами терору з боку польського підпілля за 1943-45 роки стало не менше двадцяти тисяч українців. Поляки вважають загиблими на Волині 2-3 тисячі українців, а з урахуванням інших територій — 10-20 тисяч осіб.

### УПА та чеське населення
Спірним питанням є взаємини українських націоналістів і чехів. У літературі вони часто наводяться як зразок можливого варіанту національних відносин між ОУН і іншими народами в разі шанобливого ставлення останніх до українського національного руху. Відомо, що відносини між українцями та іншими народами на Волині (де були чеські колонії) під час війни не досягали такого рівня напруженості, як взаємини з поляками. На підконтрольних УПА територіях, одночасно з роздачею польської землі селянам, українське командування дозволяло чехам поряд з іншими національними меншинами створювати школи зі своєю мовою навчання, де українська була б лише одним з предметів.
Іноді УПА випадково вбивала чехів, які жили в змішаних відносинах з поляками і підозрюваних у прокомуністичних симпатіях. Не виключено, що їх вбивали і за допомогу полякам. Наприклад УПА 22 листопада 1943 року напала на село Купичів. Воно було заселене чехами і відверто підтримувало польську сторону у Волинській трагедії, виставивши загін ополчення в підтримку дислокованого в селі гарнізону Армії Крайової. Упівці мали «танк» (трактор, обшитий панциром і оснащений малокаліберною гарматою). На щастя для захисників, «танк» під час атаки зламався, а поява підкріплення АК змусило українців відступити.
Однак будь-яких античеських мотивів у періодиці ОУН і УПА того часу не було. Мабуть, певні античеські прояви були ініціативою «знизу», і не захоплювали всієї території підконтрольної УПА. Інакше важко пояснити, чому більшість чеського населення Західної України досить спокійно пережило Другу світову війну.

### УПА та єврейське населення
На початку 1941 року з моменту входження німецьких військ до західної України ОУН розглядало євреїв, як можливих саботажників нової української держави: «В часі хаосу і замішання можна дозволити собі на ліквідацію небажаних московських, польських та жидівських діячів, особливо приклонників більшовицько-московського імперіялізму». У «Вказівках на перші дні організації державного життя», для не лояльних до нової влади осіб передбачались наступні вказівки: «Жидів ізолювати, поусувати з урядів, щоб уникнути саботажу, тим більше москалів і поляків.»
Надалі своє ставлення до євреїв під час німецької окупації ОУН сформулювало у постановах Другої конференції ОУН, де говорилось:

| Незважаючи на негативне відношення до жидів як знаряддя московсько-більшовицького імперіалізму вважаємо за недоцільне в сучасний момент міжнародної ситуації брати участь в протижидівських акціях. Щоб не стати сліпим знаряддям у чужих руках і не відвертати уваги мас від головних ворогів. |
У жовтні 1942 була проведена Перша військова конференція ОУН (б), під час якої ухвалено рішення про орієнтацію на Велику Британію та США. Антиєврейську програму також ОУН-Б пом'якшили: євреїв, які проживали на українській території необхідно депортувати, в той же час полонених політруків і військовослужбовців-євреїв знищувати.
Існує багато свідчень того, що українські націоналісти надавали допомогу та притулок переслідуваним євреям. Зокрема, це згадано в дослідженнях Ж. Ковби та Якова Сусленського. Серед рятівників була й дружина Головного командира УПА Наталія Шухевич, яка протягом 1942—1943 років переховувала семилітню єврейську дівчинку Ірину Райхенберг, при цьому Роман Шухевич допоміг виробити їй фальшиві документи на ім'я Рижко Ірини.
Навесні 1943 року деякі євреї паралельно з поляками потрапили під удар УПА-ОУН і СБ ОУН на Волині. Точне число жертв невідомо. На думку польського історика Гжегожа Мотики, число євреїв, убитих безпосередньо УПА, не перевищує 1-2 тисячі, при цьому велика їх частина загинула саме на Волині в 1943 році.
У середині війни чимало євреїв приєдналось до лав УПА на добровільних засадах, особливо це було відчутно у лікарському складі УПА.. Зокрема, відзначився доктор «Кум», що став єдиним євреєм, нагородженим Срібним хрестом заслуги.
Відомо про Самуїла Лібергаля з Тернополя, який під псевдо «Гіль» був лікарем в сотні УПА Ярослава Ждана-«Острого» та курені УПА Макара Мельника-«Кори» на Волині. Його дружина Шарлотта Лібергаль-«Ганя» була в УПА санітаркою та кухаркою. Так само Абрам Штрейкер в червні 1943 р. приєднався до українських повстанців під псевдо «Поппер». Спершу він був лікарем в сотні УПА Івана Климишина-«Крука» та курені УПА Ярослава Ждана-«Острого». У серпні 1943 р. до сотні УПА Макара Мельника-«Кори» приєдналося п'ять євреїв — Ушер карасін-«Карпо», Лазар Штейн-«Рижий», Мойсей Карасін-«Квітка», Абрам Карасін-«Долина», Мойсей Штейн-«Боско». Втік з німецького полону та приєднався до УПА червоноармієць Лейба-Іцик Добровський (псевдо — «Валерій»), який згодом став у липні 1943 р. політичним консультантом у політичному відділі при командуванні УПА-Північ.
Втечею від німецьких окупантів до лав УПА врятувався Мандик Жисі Хасман, який був конюхом та фірманом в сотенних «Довбуша», «Хоми» та курінного «Голубенка».
Остаточне ставлення ОУН до євреїв було сформоване в 1944 році. Воно полягало в тому, що євреїв вважали рівноправною національною меншиною в майбутній українській державі. І вже в наказі Воєнної округи «Буг» від 5 вересня 1944 року зазначалося: «Жидів і інших чужоземців на наших теренах трактуємо як національні меншості».
Завоювання радянськими військами Західної України поклало кінець нацистському геноциду євреїв. Євреї, які до війни були одним з найчисленніших народів у Західній Україні, після війни практично зникли на цій території. З приходом радянських військ відпала необхідність для євреїв ховатися в лісах. Ті євреї, які там були, включаючи лікарів та інших фахівців з УПА, повернулися в міста. Контакти УПА з євреями фактично припинилися. Деякі з євреїв, схоже, щиро пов'язали свою долю з УПА, наприклад, доктор Самуель Нойман, який, імовірно, загинув у бою з радянськими військами в липні 1945 року в Чорному Лісі, або Шая Варм, заарештований 9 серпня 1944 року, і через зв'язок з націоналістами засуджений до двадцяти років таборів.
Згадки про євреїв є і в повоєнних матеріалах українських націоналістів, зокрема під час війни за незалежність Ізраїлю. Наприклад, у зверненні Проводу ОУН у вересні 1948 вперше замість характерного для західних українців етноніму «жид» вжите слово «єврей», яке стало нормою для українською мови. У 1950 році українські націоналісти підготували спеціальну листівку «Євреї, громадяни України!» — єдине звернення, написане спеціально до євреїв, і останній документ українського підпілля, де вони згадуються. В ньому радянських євреїв і державу Ізраїль закликали до спільної з українцями боротьби, а завершується текст листівки закликом: «Смерть московсько-большевицьким імперіалістам! Хай живе держава Ізраїль і дружба між єврейським та українським народами! Слава керівникам Українського Революційного Руху С. Бандері і генералові Т. Чупринці!».

### УПА та росіяни
Ставлення ОУН-Б до росіян в 1941—1943 роках коливалося від повного неприйняття і сприйняття як головного ворога до визнання росіян «поневоленим народом» і прагнення включити їх в свою боротьбу проти сталінського режиму та СРСР. Якщо до III З'їзду російський народ проголошувався безпосереднім поневолювачем України, то після III З'їзду в ОУН відбулася зміна ставлення до російського народу як такого, але не до Росії і «її» політиці до українського народу. Так, в листівках, адресованих УПА російським з 1943 року, головним ворогом став проголошуватися не російський народ, а Сталін. Наприклад, в червні 1943 року ЦК УПА була випущена листівка, звернена до росіян. У ній росіян закликали не служити імперіалістичним інтересам Гітлера і Сталіна, вступати до лав УПА для спільної боротьби проти імперіалізмів всіх родів. На думку укладачів звернення, росіяни були таким же «поневоленим» Сталіним народом, як і інші народи СРСР, і самі потребували звільнення, яке могло бути досягнуто шляхом відмови від імперської політики радянського керівництва і побудови Росії в її етнографічних межах. Показово, що російські українці призивалися до спільної з УПА боротьбі за Росію в її етнографічних територіях (але не за спільну боротьбу за майбутню багатонаціональну Україну, тобто перший варіант видавався українським націоналістам кращим).. Надалі УПА випустила ще ряд листівок подібного змісту.
Важливу роль у зміні офіційної позиції ОУН по відношенню до росіян зіграло зіткнення зі Східною Україною, де антиросійські настрої не були поширені. Різницю в поглядах західних українців і українців, що проживали на території Радянського Союзу, найкраще можна побачити в самій лексиці, що використовується ними для позначення росіян (як і інших неукраїнців). Якщо для «західняків» росіяни були іноземцями, чужинцями, то «східняки», не заперечуючи того, що українці і росіяни це різні народи, шанували росіян за «своїх».
Саме на сході України щодо ОУН-УПА до росіян відбулася повна демократизація. Так, в підпіллі в Миколаєві до складу ОУН входили й етнічні росіяни. У Харкові під впливом місцевих українців ОУН відмовилася від антиросійських гасел, перенаправивши свою ненависть на радянську верхівку. Зміна позиції членів ОУН, що перебували на Радянській Україні, до російського народу почалося ще в 1942 році. Так, автор звіту з Одеси підтримав висловлену рядовим членом ОУН, «східняком», думка, що ОУН у своїй пропаганді слід виступати не проти росіян взагалі, а тільки проти російських імперіалістів. У Донбасі на початку 1943 року обласний провідник заявив, що «будь-який українець, а також росіянин може бути членом організації ОУН». Таким чином, на Сході України ОУН трохи більше ніж за рік пройшла шлях від «України для українців» до повної етнічної рівноправності росіян і українців. У той же час треба відзначити, що не скрізь на сході України і на землях, які українські націоналісти розглядали українськими, відбулася зміна ставлення до російського народу. Так, на Кубані в ряди невеликий (до 300 осіб) Козацької Повстанської Армії (аналога УПА на Кубані, очолюваної членами ОУН-Б) не брали росіян.
Якою б не була зміна ставлення ОУН до російського народу, після розгрому націоналістичного підпілля в Україні всі ці зміни були зведені нанівець. Після війни ставлення ЗЧ ОУН до Росії не змінилося і, як і на початку війни, російський народ продовжував розглядатися як головний імперіалістичний народ. Російський імперіалізм і російський народ при цьому повністю ототожнювалися.

## Методи боротьби із УПА
У різні періоди Другої світової війни Україна знаходилась під владою різних тоталітарних режимів. Після приходу радянської влади на західноукраїнські землі у 1939 р. люди вітали «визволителів від польського рабства» — Червону Армію. Однак радянська влада виявилась не менш жорсткою за польську — колективізація, каральні акції. Всі ці дії підірвали її авторитет та підсилили націоналістичні настрої серед населення.. Того ж року 27 серпня скликано 2-й Великий збір ОУН в Римі, на якому новим провідником вибрано Андрія Мельника. Однак не всі оунівці підтримали його кандидатуру, тому 10 лютого відбувся збір ОУН у Кракові, де утворено Революційний провід ОУН на чолі із Степаном Бандерою. Відбувся розкол ОУН на дві частини: меншу, поміркованішу «мельниківську» та більшу і схильних до активних дій «бандерівців». Причину розколу ОУН «мельниківці» пояснюють особистими амбіціями «бандерівців» та прагненням до влади в середині ОУН. Поки «мельниківці» вимагали у Степана Бандери розпуску революційної ОУН, «бандерівці» готували збройне антирадянське повстання на Волині.
Для боротьби із зростаючою силою ОУН радянські органи влади використовували репресії, масово вивозили людей із Західної України та Білорусі до Сибіру і північного Казахстану.
22 червня 1941 р. атакою Вермахту на західний радянський кордон розпочалася німецько-радянська війна. Із початком бойових дій члени ОУН здійняли збройне повстання. Німецькі війська стрімко просувались вглиб радянської території, зустрічаючи неорганізований спротив з боку Червоної Армії. 25 червня озброєні загони ОУН організовують численні напади на червоноармійців та енкаведистів у Львові та  Коломиї, в селах Гаїв, Дмитрович та інших. Для придушення повстання більшовики залучають гармати та танки. Під час відступу перед наступаючою німецькою армією більшовики розстріляли в'язнів львівських тюрем. Серед розстріляних були рідні брати Степана Бандери та Романа Шухевича.

### Злочиниспецгруп НКВСпід маркою УПА проти мирного населення
Спецгрупи НКВС — спеціальні загони НКВС створені для боротьби з УПА, також знані як «агентурно-бойові групи (АБГ) НКВС», легендовані групи, «лжебоївки УПА», «переодягнені енкаведисти». Серед цих підрозділів були ті, в рядах яких входили колишні бійці УПА, які працювали на НКВС. 30 листопада 2007 Служба безпеки України (СБУ) опублікувала архіви про те, що на Західній Україні діяли до 1954 року діяло близько 150 таких спеціальних груп, загальною чисельністю в 1800 вояків.
Попри знищення КДБ компрометуючих внутрішніх документів НКВС щодо використання спецгруп НКВС під маркою бандерівців, в архівах все-таки збереглися деякі окремі документи, котрі свідчать, що спецгрупи НКВС вчиняли злочини проти мирних жителів. Зокрема, в рапорті одного з головних організаторів спецгруп НКВС майора Соколова фігурують факти вчинення його ж спецгрупою під його ж керівництвом злочинів: спалення хати, вбивство голови сільради села Яблунів Станіславської області, побиття голови сільради села Комарівка Тернопільської області, грабування бойовиками спецгрупи майна, викрадання людей у ліс для допитів:

| «Мы их всех перебили, схрон забросали гранатами, где тоже убили двоих — хату сожгли,(...)» |
|                                                                                            |

| «Наблюдая за спецгруппой, я видел, что пешая группа очень неподвижна и может делать небольшие рейды — поэтому я посоветовался с командирами группы и решил достать лошадей и повозки, делать конную группу было нецелесообразно, не все умели ездить верхом, да и седел трудно было достать. Когда батальоны занимались операцией, то мы пошли без прикрытия в село Яблунов, Станиславской области, ночью мы вошли в село и спросили у предсельсовета, есть ли у него в селе лошади и повозки, оставленные каким-либо куренем. Тот нам ответил, что у него в селе есть 15 лошадей и 8 повозок, оставленных куренем «Сталь», он же «Резун». Этих лошадей и повозки мы забрали, предсельсовету выдали расписку, что лошади и повозки забраны куренем «Быстрого» и станичного села /клички его не помню/, он стал с нами ругаться за лошадей, говоря, что он на нас пожалуется «Резуну», что мы забрали его лошадей, мы забрали с собой, убили его и бросили в колодец. /После я читал записку «Быстрого», в которой он оправдывался перед «Резуном», что он никаких лошадей в селе Яблунов не брал/.» |
| |

| «В этой же операции мне сообщил Нач. Коропецкого РО НКВД о том, что предсельсовета села Комарувка имеет тесную связь с местной боевкой «Трегуба» и ничего о появлении боевки «Трегубы» в селе не сообщает. Взяв на прикрытие роту автоматчиков, я сделал рейд в это село. — Спецгруппой ночью мы вошли в село под видом банды, арестовали предсельсовета, как СБ, обвинив его в том, что он выдал весь контингент Советской власти, он нас уверял, что он ненавидит Советскую власть и всегда помогает бандитам, назвал клички бандитов, с котоыми он поддерживает связь. Мы делали вид, что его хотим повесить, но потом простили, дали ему 30 палок и ушли, (…)» |
| |

| «Когда я снова стал принимать группу, то увидал, что группа сильно разложилась, боевики стали воровать, ворованное продавать и пропивать, и спецгруппа стала иметь вид уголовной банды. Но все же это разложение имело и положительные стороны — на кражах и пьянках люди спаялись и желания бежать уже не было.» |
| |

| «Я посоветовался с командирами спецгруппы, что не лучше ли будет нам изменить работу — не ходить по селам под видом банд, ищя бандитов, а воровать из сел людей, стоящих на учете РО НКВД, как имеющих связь с бандитами, и их допрашивать под видом „СБ“, обвиняя в сиксотстве» |
| |

Повний текст рапорта майора Соколова приведений на 272 сторінці книги американського історика Джеффрі Бурдса «Советская агентура»
Пізніше в 1949 р. факти злочинів інших спеціальних груп НКВС знайшли відбиття у доповідній записці прокурора Кошарського. У цьому ж документі також значиться факт вбивства спецгрупою мирних громадян та наочна тенденція покривання злочинних дій «переодягнених енкаведистів» з боку вищого керівництва НКВС.

## Дії ОУН та УПА на Кубані, Закерзонні, Словаччині, Білорусі і на сході України

Агітаційний плакат українського руху часів Другої світової війни

В архівах СБУ зберігається колекція матеріалів із діяльності підпілля ОУН на території східної та південної України. Сьогодні точна кількість документів не підрахована.
У Луганській області виявлено 12 справ з цього питання, в Чернігівській — 68, у Полтавській — 6, Київській — 41, Хмельницькій — понад 100 справ. Безпосередньо у Галузевому державному архіві СБУ в Києві — понад 300 справ. Це лише ті матеріали, які попередньо виявлені, і це ще зовсім не остаточне число. По кожній з цих справ проходить не одна людина — це іноді 10 або 100 осіб, тому йдеться про тисячі підпільників, про тисячі борців за українську державність. Прізвища цих людей були невідомі, засекречені, і точно про них не відомо.

### Житомирщина
У травні 1943 року Головна Команда УПА-Північ направила відділ УПА у тримісячний рейд тимчасово окупованою Житомирською областю і західною частиною Київської області Української РСР. За час рейду відділ провів 15 успішних боїв з німецькими поліцейськими частинами та групами грабіжників. Цей відділ знищив німецьку поліцейську школу біля Житомира з залогою 260 поліцаїв, а недалеко від с. Устинівка, Потіївского району, 25 липня розбив німецький військовий підрозділ, який був спеціально спрямований на розгром цього спецвідділу УПА. З німецької сторони було понад сто вбитих, поранених і полонених.
Про рейди УПА в Житомирську область зробив доповідь нарком держбезпеки УРСР Сергій Савченко 20 вересня 1943: «За даними від 7.9.43 р відомо, що з Західних областей України, у напрямку до Київської, Житомирської та Вінницької областей, просуваються великі загони українських націоналістів, озброєні гарматами, мінометами і великою кількістю автоматичної зброї. Кілька таких загонів, загальною чисельністю до 2000 вояків, прибули в райони Коростень і Малин (Житомирська область). На шляху свого просування загони націоналістів ведуть боротьбу і з німцями, і з партизанами. Особовий склад дрібних партизанських груп партизани по-звірячому знищують — рубають на шматки. Зупиняючись в селах, в районі м. Коростень, загони націоналістів виставляли посилену охорону і всім складом молилися за „самостійну Україну“. Серед населення загони поширюють листівки і відозви за підписом „Головна квартира Української повстанської армії“».
У липні 1955 року в селі Сушки після 10-годинного бою радянськими органами держбезпеки було знищено останню боївку ОУН на Житомирщині, що складалася з двох підпільників

### Одещина
Одеса, як дуже важливе і стратегічне місто на березі Чорного моря, безумовно також цікавило українських націоналістів. За деякими даними протягом 1941—1944 років на території Трансністрії через націоналістичне підпілля пройшло не менше тисячі осіб. З початком війни між Німеччиною і Радянським Союзом, ОУН (б) і ОУН (м) відправили на південь України, в Трансністрію, похідні групи, метою яких було створення підпільної мережі в південних областях. Південні регіони підпорядковувалися Проводу Південних Українських Земель (ПСУЗ), центр якого знаходився в Дніпропетровську. Керівником ПСУЗ був призначений Зіновій Матла.
На Одещині був створений Обласний провід на чолі із Тимішем Семчинишиним та п'ять окружних проводів без структури. Саме у Одеській області працювала підпільна поліграфічна база, яка забезпечувала підпілля по усій Україні. Керував роботою цих друкарень шеф Головного осередку Пропаганди (ГОСП) УПА Йосип Позичанюк.
Зі створенням Української повстанської армії на території Одеської області була облаштована підпільна друкарня, куратором роботи якої був безпосередньо повітовий провідник Семчишин. Тут друкувалися як видання місцевого підпілля («За державність», «Чорноморський вісник»), так і Проводу ОУН-р Південноукраїнських земель («Молода Україна»).
Розгорнувши широку антинімецьку збройну боротьбу на початку 1943 року на Волині та південному Поліссі підпілля ОУН (б) і УПА були змушені перейти також до протистояння з румунськими військам і карально-репресивними органами на окупованих українських територіях Північної Буковини, Бессарабії та Трансністрії, розглядаючи цю країну як союзника гітлерівської Німеччини. Але помітних збройних нападів і диверсійних акцій щодо румунських окупантів в Одесі та Одеській області з боку українських націоналістів не було. Протистояння носило переважно агітаційний і пропагандистський характер, що пояснювалося невеликою чисельністю обласних організацій. Як виняток може служити формування загону УПА у Вінницькій області в грудні 1943 року, який діяв на півночі Одеської області, але незабаром після створення був розбитий. Місцеві підпільники уникали прямих зіткнень з окупантами, але в разі потреби могли і відкрити вогонь.
Радянська влада після повернення почала активну боротьбу проти ОУН-б на теренах Одещини. Загалом, на периферії, на середину літа 1945 року було виявлено 88 членів ОУН-Б, з них було заарештовано 35.
Наприкінці 1940-х років в Одесі лікуватися і відпочивати дозволяв собі головний командир УПА Роман Шухевич.

### Сумщина
Директор Сумського архіву Іванущенко довів, що ОУН та УПА теж діяли на території Сумської області.
З наявних джерел про членів ОУН-Б, спрямованих на схід України видно, що Сумщина була в зоні оперативної уваги всіх трьох похідних груп. Як зазначає проф. Л. Шанковський, середня похідна група ОУН під керівництвом М. Лемика «Сенишин» повинна була прийти до Харкова, але не встигла цього зробити, тому що її сильно побили німці. Німці розстріляли значну кількість членів групи, у тому теж Миколи Лемика-Сенишин (…) в Миргороді, в жовтні 1941 р. Частина групи прийшла до міста Суми, де створила підпільну організацію.
Як свідчать документи, діяльність ОУН на Сумщині не припинилася з поверненням радянської влади. Навпаки, іноді вона навіть переходила в партизанську форму боротьби. Дослідник визвольного руху С. Бутко, посилаючись на документи архівного підрозділу УСБУ в Чернігівській області, повідомляє, що в травні 1944 року з Волині була направлена для підпільної роботи в Чернігівську та Сумську області група учасників УПА, чисельністю понад 20 осіб. Всі вони були уродженцями тих місць, куди прямували. У червні 1945 року на території Шосткинського району був затриманий один з учасників цієї групи Захарченко Михайла Васильовича, 1923 року народження, уродженець с. Богданівка Шосткинського району, в районі м. Дубно, потрапив в один із загонів УПА. Пробув у цьому загоні 7 місяців. «(…) Звідки у вересні 1944 року прибув за завданням командування УПА на територію Шосткинського району, для організації бандугруповання. Слідство веде Відділ ББ».

### Полтавщина
З 1941 по 1943 у Полтаві та області також діяло підпілля ОУН.Підпільники обмежувались пропагандою та невеликими диверсіями, а більшість готових військових кадрів відправляли на західну Україну де велася кровопролитна війна. Агітаційна справа підпілля йшла добре — невдоволення колгоспами, пам'ять голодоморів та жахи окупації на Полтавщині забезпечили націоналістам свіжі кадри, які бажали боротися проти СРСР та проти окупанта — Німеччини. Нелегально видавався журнал «Сурма», «Україна в боротьбі», книга «Симон Петлюра». Полтавське підпілля тримало тісні зв'язки з Харковом, Запоріжжям, Сумами. Наприкінці 1942 року підпілля ОУН мало тісні зв'язки із групою радянських підпільників «Набат». Остання спроба закріпитися на Полтавщині ОУН та УПА належить, імовірно, до 1944 року. Всі охочі продовжити боротьбу проти Німеччини та СРСР влилися до УПА, а незначні підпільники, що не були знищені НКВС і гестапо, розчинилися в області.

### Донбас
На території Донбасу в 1941—1943 роках діяли групи обох ОУН — і «бандерівська», і «мельниківська» гілки. СБУ відзначило, що умови діяльності українських націоналістів на Донеччині були складними, з огляду на багатонаціональність населення. Учасники націоналістичного руху ділилися листівками, розповсюджували газету «За самостійну Україну», збиралися на конспіративних квартирах. Під час допитів оунівці заявляли, що центральний провід приділяв Донеччині особливу увагу. У разі всенародного повстання індустріальний регіон начебто мав забезпечити матеріальну підтримку. Керівником ОУН на Донеччині був Стахів Євген Павлович.

### Крим

Документ, який доводить факт діяльності ОУН у Криму

Відомо, що підрозділи Української Повстанської Армії в Криму діяли в Сімферополі, Євпаторії, Джанкої, Ялті, Українська, Петрівці, Севастополі, Старому Криму, Керчі, Феодосії, Алушті, Михайлівці і багатьох інших населених пунктах, які були поруч з дислокацією похідних груп.
З донесення агента СД від 31 грудня 1941 року, знайденого у секретних справах Рейху, стало відомо, що зі Львова до Криму революційна ОУН направила шість похідних груп, близько 40 осіб. Тільки одного повстанця нацисти арештували дорогою до Криму.

### Кубань
Повстанська армія діяла також на Кубані, але до 1950 року і саморозпустилася.
Восени 1941 року, тільки-но більшовики відступили на Кавказ, на Кубань прибувають українські патріоти з Південної похідної групи ОУН (Б), і вже в 1942 році, в жовтні, створюється Єйський окружний провід на чолі зі Спиридоном Ткаченком — «Голубом». У групу входили «Схід» (Дмитро Матейчук) та «Зоряні» (Василь Яворів). Підпільники мали зв'язок із Великою Україною через Маріуполь.
Мережа ОУН була створена на Кубані на базі одного з відділень «Північної похідної групи», яку очолював Спиридон Ткаченко («Голуб»). 20 жовтня 1942 він став головою Лиманського окружного проводу ОУН. Тісні зв'язки були встановлені з оунівцями Маріуполя. Від квітня 1942 існував канал старшин і підстаршин УПА, які були уповноважені проводом ОУН створити Козачу повстанську армію Кубані. Біля витоків цієї армії стояли: сотник Василь Плетень («Шум», «Зорян», «Беркут»), колишній лейтенант Червоної Армії, уродженець Чернігівщини, лейтенант Дмитро Гречух («Дніпро»), а також Дмитро Коваленко («Мить») з Приамур'я. Восени 1944 року на Кубані діяло дві повстанські сотні — «Шума» (85 осіб) та «Гомін» (125 осіб), а також окремі розвідувальні рої по 10 бійців у кожному.
З серпня 1942 року з українського берега на Кубань діяла конспіративна Оунівська морська переправа. Керував нею Кубанець Петро Глек («дід Очерет»), колишній солдат армії УНР, житель станиці Довжанський. У липні 1944 року, коли на Кубань повернулися більшовики, ОУН (Р) організувала десант на чолі з сотником «Шумом» (колишнім капітаном Червоної Армії, походив зі станиці Батуринської). Його група мала дістатися поїздом до Туапсе під виглядом солдатів будівельної роти. Втім, до Туапсе вони не дістались, а вийшли на станції Хандіженській, і там, в горах Кавказу, почали збирати козаків, які тоді масово переховувались у лісах від сталінських карателів. Восени того ж року було сформовано сотні «Шума» [Архівовано 1 квітня 2016 у Wayback Machine.], «Гомона» та декілька розвідувальних роїв — загалом близько 300 осіб.
Майже вісімдесят відсотків повстанців становили кубанські козаки, були також уродженці Великої України та галичани. Мовою спілкування була українська.
Навесні 9 травня 1945 повстанцям вдалося на перевалі Гойтх зупинити потяг, що перевозив репресованих до Москви, і визволити понад дві сотні в'язнів.
Існувала Козацька Повстанська Армія (КОПА) аж до 1950 року, коли, не маючи ресурсів для продовження боротьби, і судячи з усього, отримавши якусь команду від керівництва УПА, саморозпустилася.

### Білорусь

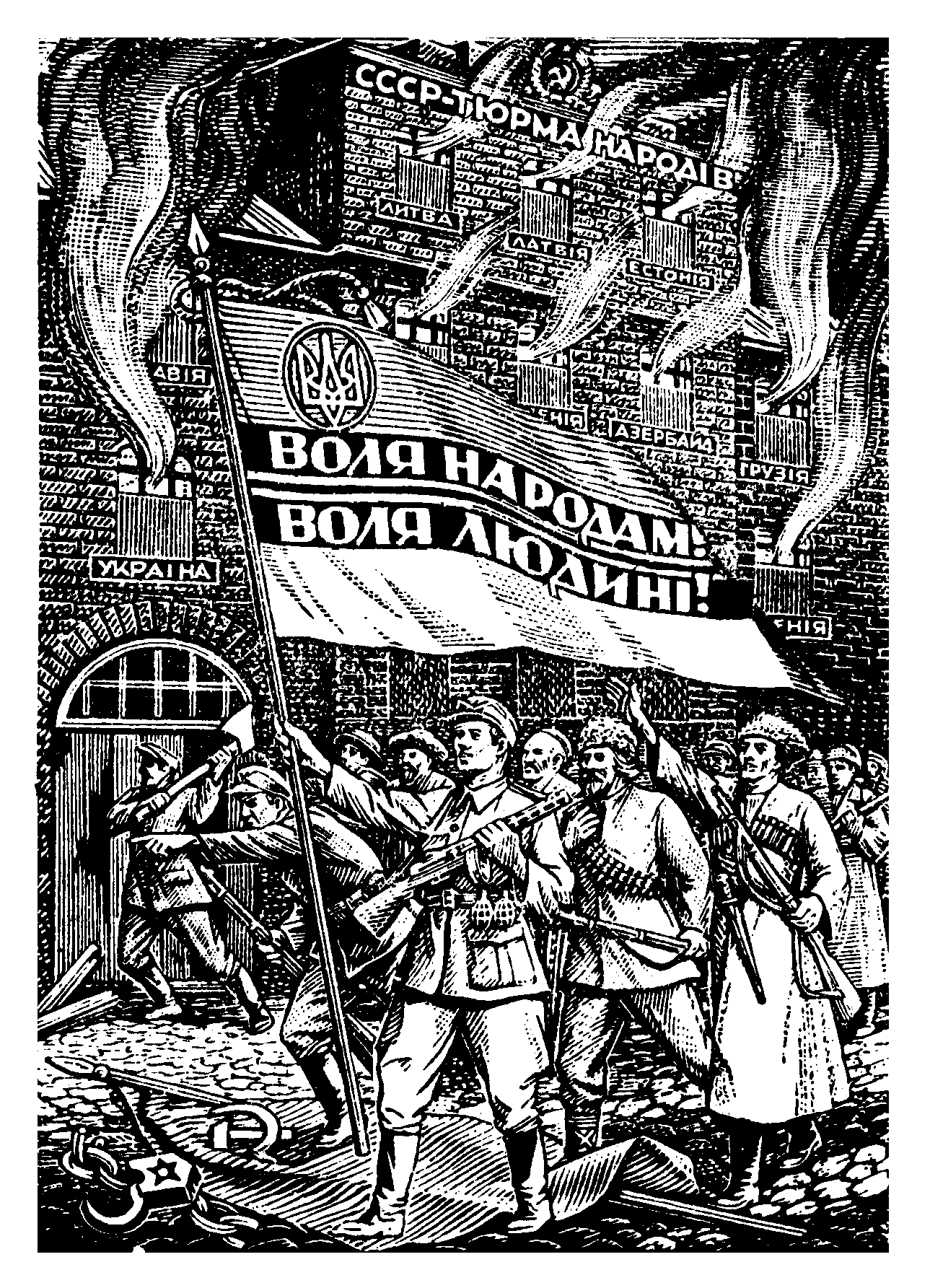
Агітаційний плакат УПА, 1948 р.

За часів війни вплив бандерівців на півдні сучасної Білорусі був великий, стверджує мінський історик Гуленко. Зіткнення в неоголошеній нещадній війні між польською Армією Крайовою та УПА були саме на території Білорусі: «Брест, Пінськ, південь Білорусі, північ України — тут загони УПА та Армії Крайової сходились напряму. Ішла боротьба на виживання. І ця війна українська-польська підтримувалася спецслужбами і радянськими, і німецькими за принципом: розділяй і володарюй».
Євген Побегущій писав у своїх мемуарах те, що білоруси доброзичливо ставилися до 201-го шуцманшафт-батальйону, в якому в якості офіцера служив Роман Шухевич. Подібне ж відношення відзначав і інший член батальйону Теодор Крочак.
У листопаді 1942 року двоє військовослужбовців 201 батальйону — командир роти Василь Сидор та командир взводу Юліан Ковальський, узявши короткострокові відпустки, їздили до Києва, де й застрелили на вулицях міста двох агентів гітлерівської СД, які були причетні до вбивства Дмитра Мирона-Орлика. Цей інцидент знайшов відбиття в німецькому документі.
З 1943 року на білоруській території діяла УПА-Північ. Найбільшим загоном цієї групи був підрозділ, який називався «Помста Полісся», що входив до складу ВО «Турів». Командиром загону був Григорій Грацюк. Саме він здійснив ряд успішних операцій проти німецьких військ на території Кобринського, Жабінковського і Антопольского районів Брестської області. За версією УПА саме цей загін причетний до смерті керівника СА Віктора Лютце.
В історії УПА були періоди, коли вона співпрацювала з радянськими партизанами і коли брала зброю в німців, каже мінський історик Володимир Гуленко: «Все-таки їхньою метою була незалежна Україна. А Сталін вчинив із бандерівцями так, на мій погляд, як би бандерівці вчинили зі сталіністами. Інша справа, що це все-таки була народна війна: загальна кількість радянських партизанів і бандерівців у Білорусі була приблизно однакова — не менше півмільйона».
До взяття Західної України Червоною армією до літа 1944 року українські націоналісти продовжували партизанити в поліських лісах, нападаючи як на німців, так і на радянських партизан. У Поліссі фактично до відходу нацистів воювали між собою три сили. У середині 1944 року, коли Західна Білорусія і Західна Україна були повністю захоплені радянською армією, бандерівці залишилися на території вже БРСР. Тоді формування ОУН-УПА налічували приблизно 12-14 тис. вояків. В одній тільки Брестській області до кінця 1944 року діяло 120 невеликих загонів ОУН-УПА (по 7-10 чоловік в кожному). За радянськими джерелами до 1946 року українські повстанці здійснили на території БРСР 2384 диверсії та теракти, внаслідок яких загинуло 1012 осіб. За 1945 рік українські повстанці вбили в Білорусі 50 працівників НКВС, 8 офіцерів Червоної армії, 28 рядових та сержантів Червоної армії та військ НКВС, 171 партійно-радянського активіста.
За підрахунками історика Гуленка, від рук НКВС на території України і Білорусі загинуло 170 тисяч вояків УПА, 70 тисяч втекло на Захід, взято в полон і вислано понад 200 тисяч.
Серед вояків УПА було багато білорусів. У Дивинському районі Берестейської області в 1944 році в Радянській Армії мобілізували лише 50 осіб з 5 тисяч — решта втекли до бандерівців.
Діяли спеціальні білоруські проводи УПА: «молодечі частково, Пінськ, Барановичі — там загони УПА були. Крім того, були створені формування білоруських націоналістів під керівництвом Михайла Вітушки, організаційною основою цих формувань була білоруська незалежницька партія, неофіційна назва „білоруські резистанс“, ці формування тісно співпрацювали з УПА, було проведено кілька десятків спільних великих боїв з радянськими партизанами в 1943—1944 роках. Білоруська делегація їздила на з'їзд ОУН восени 1943 року. Вони теж спробували створити рух антифашистсько-антирадянський». Проте білоруси не змогли реалізувати цих планів.
Тим не менше загони УПА діяли на території сучасної Білорусі до кінця 1953 року, стверджує мінський історик Володимир Гуленко, і вели партизанську війну з радянською владою.
Причому в їхніх лавах діяли переважно місцеві, білоруські громадяни: «10 років після війни бандити вижити не можуть. Це не бандитський рух. Тут, безумовно, була масова підтримка місцевого населення».
Володимир Гуленко каже, що із загонами УПА на півдні Білорусі радянська влада покінчила лише завдяки великим військовим спецопераціям і вивезення в Сибір цілих сіл, у яких підтримували повстанців.
У лютому 1952 р. в Іванівському районі Пінської області ліквідовано надрайонного провідника Івана Панька («Сікори»), в Дорогичинському районі Пінської області органи держбезпеки БРСР розгромили групу районного провідника «Григорія». Під час цих операцій співробітники МДБ і МВС БРСР убили 11 оунівців, серед них і обох провідників, 3 заарештували.
Всього органи безпеки Білорусі з жовтня 1943 по квітень 1953 арештували 1282 українських націоналістів, які діяли в підпіллі на території БРСР, убили понад 3000 (разом з учасниками Армії Крайової).
У звітах про прояви антирадянського українського підпілля за 1953 рік фігурують лише повстанці-одинаки. Станом на квітень 1953 року в розшуку значилося 159 осіб, які раніше належали до підпілля ОУН-УПА.

### Закерзоння
ОУН розглядала південно-східні землі Польщі, де жили сотні тисяч українців, як невіддільну частину Української держави. Взимку 1943—1944 років польське підпілля, головним чином Армія Крайова, освоює ці території. Усіх свідомих українських патріотів польські бойовики знищували фізично, вбиваючи при цьому їх дружин і дітей, а від решти українського населення вимагали заяв про лояльність і підтримку польського повстанського руху. Навесні-влітку 1944 року на Люблінщину увійшли кілька куренів УПА з Волині і Східної Галичини. Часто пишуть, що їх основною метою був захист українського населення. Однак, найімовірніше, ОУН-Б і УПА, знаючи про передумови акції «Буря», також прагнули ліквідувати польське партизанський рух.
Ще в січні 1944 року українське підпілля заснувало тут свої структури, створивши в східних воєводствах Польщі (Підкарпатське, Люблінське) VI військовий округ УПА «Сян», підлеглий угрупованню УПА-Захід на чолі з Василем Сидором-«Шелестом». Українське підпілля в Польщі очолювали: Ярослав Старух-«Стяг» — провідник ОУН на Закерзонні, першим командиром ВО-6 «Сян» був хорунжий «Мушка» (Яків Чорній), після його загибелі в бою з військами НКВД у грудні 1944 року, командиром став майор Мирослав Онишкевич-«Орест», Петро Федорів-«Дальнич» — керівник Служби безпеки ОУН в Польщі і Василь Галаса-«Орлан» — відповідав за агітаційну діяльність. Найбільш відомими керівниками УПА на Закерзонні були «Рен» (Мартін Мізерний), «Бродич» (Роман Гробельский), «Хрін» (Степан Стебельський), «Бурлака» (Володимир Щигельський). Не дивлячись на свою нечисленність, українські партизани діяли дуже активно і рішуче.
Завданням відділів УПА був захист місцевого українського населення від примусової депортації в СРСР. З метою не допустити «деукраїнізації» споконвічної української етнічної території загони УПА нападали на переселенські комісії польських військових, вели боротьбу проти шовіністичних елементів, які тероризували українське населення, спалювали села, з яких були виселені українці й в які заселили поляків. Особливо активно УПА стала діяти з осені 1945 року. 9 вересня 1945 року командування УПА віддало своїм підрозділам наказ виступити проти операції виселення. Польська міліція та органи безпеки у відповідь часто вдавалися до репресій проти мирного українського населення. Потім було вирішено інтенсифікувати процес переселення українців до СРСР. На територію УРСР було вивезено близько 500 000 українців. УПА всілякими засобами чинить опір ґвалтівникам. Її дії були спрямовані на знищення і пошкодження шляхів сполучення — підрив мостів, залізничних колій, залізничних станцій і ліквідації переселенських комісій. Всього з липня 1945 до березня 1946 року оунівці провели в Східній Польщі понад 50 диверсій і терактів, спрямованих на зрив переселення українців до СРСР.
Одним з найвідоміших підрозділів УПА в Польщі була сотня, а потім курінь «Залізняка» (Івана Шпонтака). «Месники» стали особливо активні з осені 1944 року, що викликало до них підвищений інтерес НКВС. Для боротьби з партизанами виділялися 98-й і 333-й прикордонні полки 64-ї дивізії НКВС, а також прибув бронепоїзд № 42 з десантною групою. 2 березня 1945 курінь протистояв атаці військ НКВД біля сіл Мриглод і Грушка. Бій закінчився поразкою повстанців. В ніч з 27 на 28 березня 1945 «Месники» в помсту за поразку розгромили десятки міліцейських дільниць в Любачувському повіті, за що Шпонтак отримав Срібний хрест бойової заслуги.
Особливу увагу заслуговують бої за місто Бірча, упівці на чолі з командиром «Реном» тричі там атакували гарнізон Війська Польського, і тільки остання атака в січні 1946 року була невдалою.
Слід зазначити, що до початку 1947 року всі найбільш боєздатні сили армії і військ безпеки народної Польщі були задіяні в боротьбі проти польського збройного націоналістичного підпілля, яке було підпорядковане емігрантському уряду в Лондоні. На боротьбу з УПА сил явно бракувало. На Закерзонні діяли кілька озброєних організацій польського антикомуністичного підпілля, які орієнтувалися на лондонський уряд. Головною збройною силою була Армія Крайова (АК), яка в 1945 році була перейменована У «Воля і незалежність» (ВіН). АК була формально розпущена 19 січня 1945 року наказом її головнокомандувача Леопольда Окулицького («Ведмедика»). Однак були збережені склади зі зброєю і законспірована мережа бійців. Як вже було сказано вище, 1945 року ВіН спробувала домовитися з УПА про спільну боротьбу проти коммуністів. Однак на Закерзонні ще більш екстремістські організації, наприклад «Національні збройні сили» (НЗС). Всіх їх об'єднувало негативне, шовіністичне ставлення до українців. Вони бачили лише одне рішення «українського питання» — етнічну чистку. У червні 1945 року «НЗС» вирізали українське село Верховину, убивши 194 жителя, в тому числі жінок і дітей.
До остаточної ліквідації УПА на своїй території польська влада приступила в квітні 1947 року, створивши для цього оперативну групу «Вісла», яка складалася з п'яти армійських піхотних дивізій (3-я, 6-а, 7-а, 8-а, 9-а піхотні дивізії війська Польського), 1-й дивізії Корпусу внутрішньої безпеки та двох окремих полків (5-го саперного і 1-го автомобільного). Загальна чисельність задіяного особового складу налічувала до 20 тис. солдатів і офіцерів. Загальне керівництво було покладено на заступника начальника Генерального штабу війська Польського генерала Стефана Моссора.
Восени 1947 року після депортації 160 тис. українців з південно-східних воєводств Польщі діяльність УПА на Закерзонні стала безперспективною. У результаті незначна частина групи «Сян» пробилася через територію Чехословаччини в Західну Німеччину, інші осередки УПА розбили польські війська.
До полонених і ув'язнених членів ОУН і УПА ставилися з особливою жорстокістю. Тільки Військовий Суд ОГ «Вісла» засудив до смертної кари 173 членів підпілля, переважно рядових оунівців. Вироки були виконані. Тим паче не могли сподіватися на легшу долю їхні командири. Петро Федорів-«Дальнич», керівник СБ-ОУН в Польщі, після дворічного слідства в січні 1950 року був засуджений до смертної кари. Його стратили 11 квітня того ж року. А невдовзі, 31 травня, у Варшаві був засуджений до страти командир ВО-6 «Сян» Мирослав Онишкевич. Його розстріляли 6 липня близько 21 години в тюрмі Варшава-Мокотув. Він до смерті залишився переконаним у слушності ідеології ОУН. В останньому слові перед варшавським судом Онишкевича лунало: 
| «Я ані не приховую, ані не соромлюся того, що мої політичні погляди є вкрай націоналістичними. Я вважав і нині також вважаю, що тактика і шлях, яким я йшов, віддаючись праці в ОУН і УПА, були добрими та слушними. З такими ворогами українського народу, як більшовицька партія і Радянський Союз загалом, чи Демократична Польща, не було іншого шляху, як той, який я обрав, — тобто, збройної боротьби. Цю боротьбу я вважав слушною, а описувані мною вчинки — справедливими. Сьогодні я перебуваю в в’язниці та хворію на сухоти легенів і горла. Якби я був здоровий і якби якимось чином потрапив на волю, то завжди вважав би своєю метою продовження цієї боротьби. Якщо мені буде винесено смертний вирок, прошу його негайного виконати, щоб наді мною не знущалися»[414] |.

### Діяльність УПА на теренах Чехословаччини
Перші бандерівці почали проникати на територію Чехословаччини ще в 1945 році. Ця країна їх цікавила, як найкоротший маршрут до американської зони окупації в Австрії і Німеччині. Також їх акції носили пропагандистський характер — роздача листівок, заклики вливатися в загони ОУН-УПА, критика радянської влади. У серпні 1945 року на територію Словаччини з Польщі здійснив рейд курінь УПА під командуванням «Прута» (Павла Вацика). Цілью куреня було звільнення табору з німецькими військовополоненими в Кісаку. УПА сподівалася включити їх до своїх лав, однак через протидію чеської розвідки, рейд закінчився невдало. 10 вересня 1945 року курінь повернувся на територію Польщі.
У листопаді 1945 року УПА відправила на територію Чехословаччини вже кілька загонів (сотні Мирона, Кармелюка, Сокола, Периги, Бровка і Горбового). Повстанці захопили кілька сіл — Збій, Нову Седліцю, Ублю, Улич і так далі. Так чи інакше, уряд послав у ці райони армію — 2500 чоловік, які знову видавили повстанців з країни (6 грудня 1945 року операція закінчилася).
У березні-квітні 1946 року УПА знову організувала великий рейд до Словаччини. На територію країни увійшло три сотні (Мирона, Кармелюка і Біра). Бандерівці захопили кілька десятків сіл у Східній Словаччині. Намагаючись розіграти національну карту, вони закликали словаків воювати за Йозефа Тисо, організовували сільські збори в словацьких селах. Їх планом було вирішено організувати антикомуністичний партизанський рух в Словаччині (створити словацький загін «Врхала»), що, втім, їм не вдалося. Чехословацька армія 18 квітня 1946 року почала операцію «Широкі граблі» і витіснила загони УПА в Польщу. Східний кордон був посилений додатковими армійськими з'єднаннями і обладнаний вогневими точками.
Влітку 1947 року на територію Чехословаччини вторглися відразу три сотні ОУН-УПА. У відповідь чехословацька армія під командуванням генерала Юліуша Носко приступила до виконання операції «Б». У чехословаків не було досвіду контр-партизанської війни, їх частини були погано озброєні, недокомплект складав 25-35 %, реальним бойовим досвідом володіли тільки 12 % солдатів. Чехи несли величезні втрати, але Носко зробив тактичні зміни в план операції. Тепер армійські підрозділи, забезпечені раціями, поділялися на оперативні групи і розходилися по лісах і горах. Коли надходило повідомлення про виявлення загонів УПА в тому чи іншому районі, всі підрозділи стягувалися туди для їх знищення. Завдяки таким діям була оточена, знищена і частково полонена одна з трьох сотень УПА під командуванням Бурлаки (Володимира Щигельського).
З двох інших сотень (Михайла Дуди та Романа Гробельського) більш-менш цілою до Німеччини дісталася тільки одна (сотня Дуди). Гробельський був полонений чехами, а Дуда в 1950 року здійснив самогубство, коли був покинутий на парашуті англійською розвідкою в Івано-Франківську область і потрапив в оточення. За даними чехословацького міністерства внутрішніх справ, в результаті операції «Акція Б» було вбито 59 бандерівців, взято в полон і поранено 39, взято в полон 217 осіб, добровільно здався 29 осіб. З чехословацької сторони загинуло 24 солдати і співробітника держбезпеки. До американської зони окупації дісталося лише 1/5 первісного складу — 97 осіб.

## Життя повстанців
День повстанця розпочинався із «Ранньої зорі» — о 6 годині 30 хвилин, взимку — на годину пізніше. Проводилась руханка, потім прибирались місця спання і стрільці йшли вмиватись. Після цього підстаршина скликав відділ, і повстанці ставали у трилаву для молитви. Далі йшла перекличка, сніданок та виконання службових обов'язків. Робочий день закінчувався о 18 годині, і повстанці мали кілька годин на відпочинок або особисті справи. О 21 проходила вечірня молитва, а о 22 усі повстанці мали спати, крім вартових. На вихідних днях робочий день тривав до обіду.
Особлива увага приділялась зовнішньому вигляду та спорядженню повстанця. Одяг мав бути чистим та в гарному стані, а самі упівці мали бути помитими, підстриженими та поголеними. Під час відпочинку, повстанець мав почистити зброю. За неналежний догляд за собою чи зброєю, повстанця карали додатковим вантажем у наплічнику, багаторазовим виконанням прийомів впоряду, а при повторенні провини — розстрілом. Дисциплінованим та хоробрим повстанцям надавалась відпустка на декілька днів або годин, щоб провідати рідних або друзів неподалік. Повстанець, що йшов у відпустку, отримував карту відпуску, в якій зазначалося ім'я (прізвисько), посада, місце відпуску та час. Документ підтверджувався печаткою та підписом командира відділу.
Вживання алкогольних напоїв суворо заборонялося, окрім святкових днів, і тільки з дозволу командира. За порушення цього правила передбачалась лише одна кара — розстріл.

### Повстанський табір
На місцях тривалого перебування підрозділу, як правило, облаштовувалось житло. Ось як описують табір сотні, загальною площею близько 1500 квадратних метрів, який складався з 17 землянок-бункерів, (по чотири для кожної з чот, що складались з чотирьох роїв, та окрема в центрі для командного складу сотні з охороною), збудованого повстанцями куреня «Месники» восени 1945 року на Закерзонні над річкою Танвою у лісі між етнічними українськими селами Новий Люблинець, Старий Люблинець (гміна Чесанів) та польським Руда Ружанецька (гміна Наріль), його колишні бійці у своїх спогадах:

| У середині табору – густі смеречки для маскування. Табір був добре розміщений, а в разі ворожої атаки мав вигідне оборонне поле. Всі дороги, доріжки, стежки, які вели до табору, були заміновані. А землянки-бункери розташували так, що одна одну могла обороняти через отвори-гнізда для скоростріла й інші оборонні місця: сполучались ровами, навколо землянок викопані становища. Посередині побудована землянка для сотенного почоту, сполучена зі всіма землянками ровами. В землянці вміщалося вигідно 15 повстанців. Одна, більша, для першого рою з чотовим почотом. Там могло поміститися понад 20 повстанців. Землянки мали троє дверей і шість вікон, щоб у разі нападу можна було боронитися. Всередині землянки на задній стороні – місце до спання, навпроти – коридор, посеред якого – залізна піч для обігрівання. Серед табору біля сотенного почоту розкинувся майдан, де сотня збиралася на ранній і вечірній апель. |

### Повстанські весілля
Іноді повстанець міг влаштувати повстанське весілля зі своєю дівчиною. На це видавався окремий дозвіл командира відділу. Шлюбна церемонія містила вінчання і проходила в колі найближчих друзів наречених. Дуже рідко весілля відбувалось із танцями та піснями. Нареченим видавався акт вінчання, в якому вказувався день вінчання та зашифровані імена обвінчаних. Наречені підписувались під текстом присяги і офіційно вважались одруженими. Також поширеними були позашлюбні сексуальні відносини, особливо серед керівництва УПА.

### Повстанські свята

Повстанська різдвяна поштівка

В Українській повстанській армії велика увага приділялась моральному вихованню стрільців, зокрема культивуванню традицій українського війська. У повстанців було заведено святкувати державні свята, як, наприклад, день Злуки (22 січня), свято Листопадового Чину (1 листопада), день проголошення Акту відновлення української держави (30 червня). Існували і особливі повстанські свята — День Героїв (остання неділя травня) та Свято Зброї (31 серпня — день звільнення Києва від більшовиків 1919 року). Пізніше святкування Дня Зброї було перенесене на 14 жовтня — Свято Покрови, а згодом день заснування УПА. Особливі свята святкувались за участю представників Проводу ОУН. Обов'язково відбувалась Служба Божа та промова капелана та політвиховника. Далі співались пісні у виконанні хору та відбувались гутірки на актуальні теми.
За традицією, повстанці святкували найбільші релігійні свята: Різдво та Великдень. Святкування проводилось разом із місцевим населенням, разом із яким влаштовувалися вистави, концерти та вертепи. Однак, головним місцем святкування залишалися густі ліси, куди селяни носили освячене. Під час таких свят, Український Червоний Хрест та тереновий Провід ОУН готували подарунки для поранених бійців. Дарували зазвичай тютюн, фрукти, випічку або одяг. Організація подарунків була винятком, ніж правилом.
Крім загальноповстанських свят, у кожного повстанського відділу святкувався день приведення стрільців до Присяги Вояка УПА. Для такого спеціального свята було розроблено інструкцію, яка регламентувала порядок проведення урочистостей. Присяга відбувалася в присутності командування представників Головного військового штабу (ГВШ) та крайового проводу ОУН.
Під час святкувань та урочистостей виставлялась підсилена охорона повстанських таборів, адже свята використовувались радянськими та німецькими військами для здійснення облав та нападів.
Деякі повстанські відділи мали власні пісні, які використовували під час святкувань та урочистостей, а також у походах. Так, наприклад, курінь «Месники» мав свій «Марш Месників», створений політвиховником сотні «Залізняка» та куреня «Месники», а пізніше — редактором журналу УПА «Лісовик», що видавався на Закерзонні, Петром Василенко.

## Невійськова діяльність УПА

### Видавнича діяльність
Видавнича діяльність УПА бере свій початок ще з преси, започаткованої у формуваннях «Поліської Січі», збройних загонів Андрія Мельника та військових формувань Степана Бандери, газети «Гайдамаки», що почала видаватися з літа 1941 року у загонах Т. Бульби-Боровця, газети «Сурма», призначеної для вояків «Поліської Січі», яка виходила у Сарнах з 1941 року, часопису «Бойові вісті», що репрезентував мельниківську ідеологію.
В УПА були різні неперіодичні видання. У 1944—1946 з'явилися — «Повстанець» і «На зміну». УПА поширювала звернення до українців, військових, а також до представників інших національностей (російською, польською, словацькою та іншими мовами). У лавах УПА працювали відомі підпільні публіцисти: Дмитро Маївський (Петро Дума), Йосип Позичанюк (Шаблюк), Петро Федун (Полтава), Осип Дяків (Горновий), У. Кужіль; поети Василенко Петро (П. Волош-Василенко), Дяченко Михайло(Марко Боєслав) та інші; митці Хасевич Ніл та Черешньовський Михайло. Бібліографію видання УПА склав Шанковський Лев: «УПА та її підпільна література» (Філадельфія 1952).

Цінний квиток для збору коштів у визвольний фонд ОУН
Цінний квиток для збору коштів у фонд будови пам'ятника слави УПА
Цінні квитки для збору коштів у фонд ОУН

Була створена, у вересні 1943 року, Українська пресова служба УПА. Структура та діяльність пресової служби були побудовані за аналогією до Пресової квартири УСС. Головній станиці пресової служби підпорядковувалися станиці при відділах УПА, що складалися з 3 або 5 осіб під орудою політвиховника відділу. Члени пресової служби проводили роботу на чотирьох основних напрямах: пропагандивним, мемуаристичним, мистецьким, архівним.
Оскільки сили УПА напряму залежали від підтримки населення, повстанці мали розгалужену систему пропаганди, однім із засобів якої був друк листівок та газет. Крім них видавались і невеликі книжки, як, наприклад, «Концепція Самостійної України»(1949) рік Петра Федуна, «Про наш плян боротьби за визволення України в теперішній обстановці»(1951) тощо. Крім цього видавались книжки і іншими мовами, які розповсюджувались серед червоноармійців та російськомовного населення України, як, наприклад, «Кто такие бандеровцы и за что они борются». Видавались звернення до червоноармійців та народів Кавказу та Сибіру із закликом підніматись на боротьбу із більшовиками.
Крім листівок публікувалась величезна кількість ідеологічних та суспільно-політичних праць. Найвідомішими авторами цих праць були Петро Федун (Полтава), Осип Дяків (Горновий), Дмитро Маївський (Петро Дума).
Періодичні видання УПА були одними із основних інструментів пропаганди. Варто згадати такі часописи як часопис Головної команди УПА «До Зброї» (1943—1944), видання політвідділу УПА «Інформації з фронту УПА» (1944), гумористичний часопис «Український Перець» (1943—1945), а також газетами «Наш фронт» (1943), інформаційні вісники «Інформатор» (1942—1943), «Повстанець», «Ідея і Чин», «Бюлетень», «Бюро інформації УГВР», «Радіоінформатор» (1943—1944), «Новинки з фронтів» або «Новини» (1943—1944), «Вісті з фронту УПА» (1943), «Новинки» (серпень-жовтень 1943), «Тижневий огляд воєнних і політичних подій» (жовтень 1943), «Наш фронт» (серпень 1943). Часто, через різні обставини видання призупиняли випуск газет, або припиняли виходити зовсім.
Детальну хроніку боротьби УПА містили насамперед часописи, призначені для війська:
- «До Зброї» (1943—1944),
- «Повстанець» (1944—1946),
- «Стрілецькі вісті» (1944—1945),
- «Чорний ліс» (1947—1950).

Першим видання Головної команди УПА став часопис «До Зброї». Головним редактором було призначено Якова Бусла, який не лише очолював політвиховний відділ КВШ УПА-Північ, але й був редактором усіх підпільних видань на ПЗУЗ. Було випущено 7 номерів часопису, коли війська НКВС знайшли та знищили підпільну друкарню. Наступний часопис називався «Повстанець». Обов'язки Головного редактора виконував Микола Дужий, який з лютого 1945 року був призначений начальником усіх видань Головної Команди УПА. Виходив до 1946 року, а потім його місце перейняв часопис «Ідея і Чин», редакторами якого був Дмитро Маївський, Мирослав Прокоп, Михайло Палідович та Петро Федун.
За увесь час діяльності в підпільних друкарнях УПА було видано більш ніж 130 найменувань періодичних видань, півтисячі брошур, десятки вишкільних, мемуарних та поетичних збірок, тисячі листівок, звернень та відозв. По при це, ще й тепер знаходять періодику яку випускали повстанці. Так були знайдені видання які досі не були відомі історикам — сатиричне видання «Гоп-гоп», часописи «Легенда», «Легінь», «Бойовик».

### Радіомовлення
З 30 червня по 2 липня 1941 року у Львові діяла «Радіостанція імені Євгена Коновальця». Це стало можливо через те, що Похідна група ОУН увійшла до залишеного радянськими військами Львова раніше за німців і зайняла міську радіостанцію. 30 червня 1941 року саме цією радіостанцією було оголошено Акт відновлення Української Держави.
З жовтня 1943 року по 7 квітня 1945 року поблизу села Ямельниці, на Львівщині, УПА мали власну підпільну радіостанцію «Самостійна Україна». Щоденно радіостанція мовила українською, російською, французькою та англійською мовами. Радіопередачі досягали не тільки території України, а й Німеччини, Великої Британії, Франції та Швейцарії.

### Фінансування та бюджет
Бойовий фонд підпілля веде початок від часу створення та розбудови Української військової організації у 1920 році та Організації українських націоналістів у 1929 році, як один з основних елементів економічного фундаменту діяльності.
Бойовий фонд формували i поповнювали насамперед за рахунок щомісячних внесків членів i симпатиків та інших коштів, отриманих від окремих прихильників української державності. Скарбник за внесені у фонд кошти видавав розписку. З часом вона набула стандартної форми: невелика картка, що зовні нагадувала візитку, з необхідними атрибутами — тризубом i написом «бойовий фонд ОУН». У підпіллі та в середовищі польських спецслужб тих років вказана картка отримала різні назви. Найпоширенішими з них були «значок», «блочок», «купон», «цеголка», «бофон». Пізніше найбільшого вживання набула саме назва «бофон». Найбільш ранні звістки про існування квитанцій бойового фонду сягають другої половини 1920-х років.
Одним з основних спонсорів ОУН в часи Євгена Коновальця стали литовці. Литва, яка тоді теж була окупованою, давала майже 20 % бюджету українських націоналістів. Саме від українських емігрантів з Європи, США та Канади до українських підпільних організацій коштів надходило чи не найбільше. Близько 5 тисяч доларів перейшло якраз в Українську військову організацію.
У часи існування Колківської республіки у березні — листопаді 1943 року, добровільно-примусовими військовими податками обкладалися місцеві мешканці, які допомагали військовим-повстанцям їжею, одягом, житлом та іншими речами.

### Душпастирська діяльність
У той час на теренах України, де була поширена УПА душпастирську діяльність проводили отці УГКЦ. Більшість з них довгий час через переслідування радянських спецслужб перебували у підпільному становищі. Багато священників було відправлено в концтабори на далекий Сибір. З кожною ротою, батальйоном УПА перебували капелани.

## Нагороди
Детальніше: Нагороди Української повстанської армії

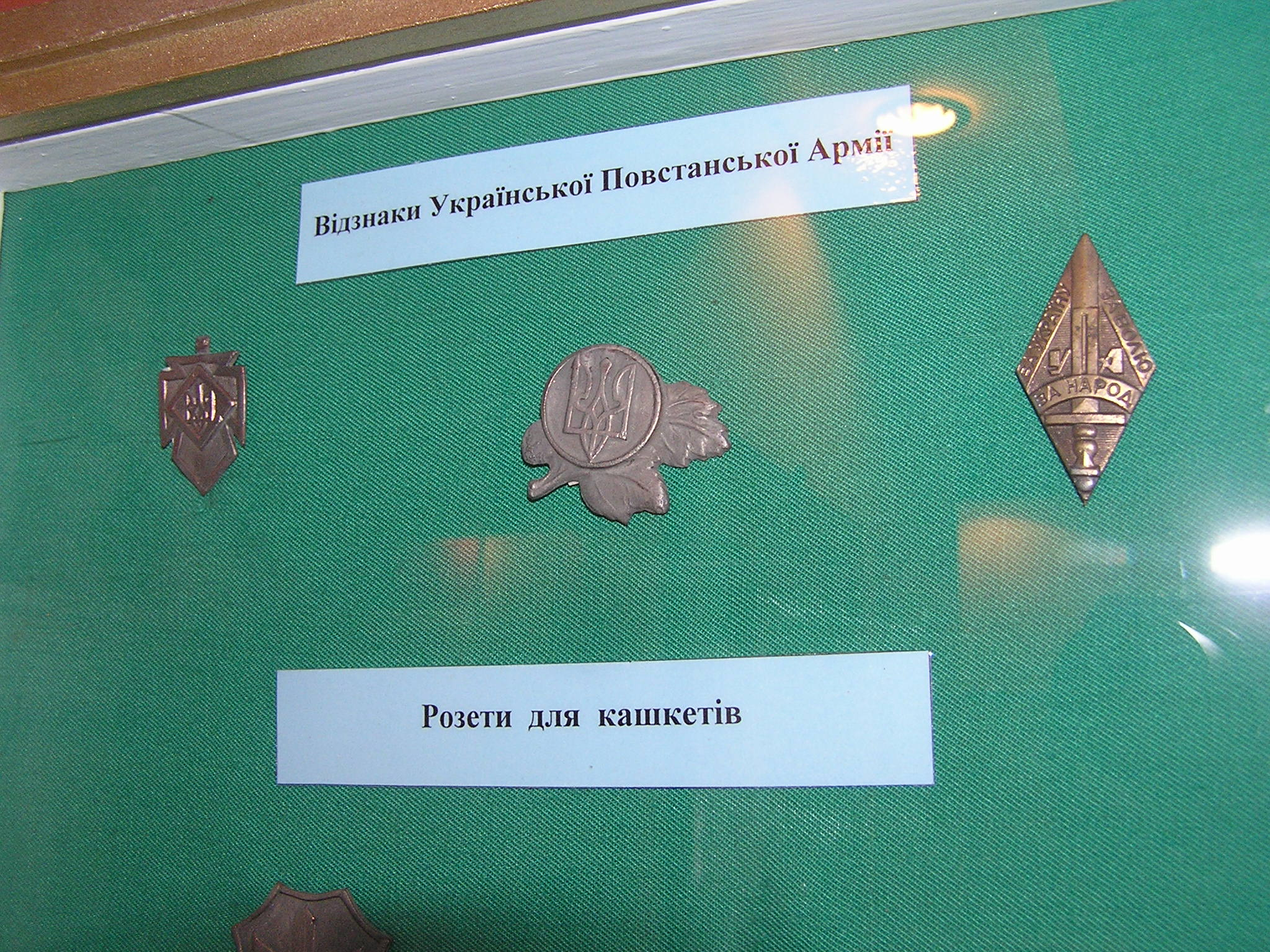
Відзнаки УПА, експонати музею історії Трускавця

Наказом Головного Командування УПА (ч. 3/44) від 27 січня 1944 року, в Українській повстанській армії заснована своя нагородна система. Згідно з цим наказом, нагороду міг отримати будь-який вояк, незалежно від рангу та службових обов'язків. Пропозиції щодо відзначення могли подавати сотенні УПА або вищі командири. Після затвердження комісією УГВР або відповідним штабом, виходив наказ про відзначення вояків, а повідомлення публікувались у повстанських газетах. Нагородженим надавався титул «Лицар Золотого (Срібного, Бронзового) хреста бойової заслуги». Першим з повстанців, нагороджених найвищою нагородою УПА — Хрест Бойової Заслуги, посмертно став Дмитро Карпенко-«Яструб».
Рішенням УГВР 30 травня 1947 року, нагородження Хрестом Бойової Заслуги поширено на всіх учасників збройного підпілля.
3 вересня 1949 року на підставі рішення Української головної визвольної ради (від 29 серпня 1949) головний командир УПА Роман Шухевич («Т.Чупринка») видав наказ Ч. 2, згідно з яким усі підвідділи і штаби УПА з кінця 1949 р. тимчасово припиняли свою діяльність як бойові одиниці і органи управління. Право нагородження членів визвольно-революційного руху та підвищення у військових званнях підстаршинського складу збройного підпілля передавалося відповідним проводам ОУН.
Слід зазначити, що самих нагород довго не існувало. Тому, у наказі про введення нагород нічого не сказано про їх зовнішній вигляд. Справа просунулась, коли за неї взявся відомий на західній Україні художник і митець Ніл Хасевич. У своєму листі до УГВР, Ніл подав 16 ескізів нагород: 2 ескізи Хреста бойової заслуги, п'ять — Хреста заслуги, три «медалі за боротьбу в особливо тяжких умовинах», чотири відзнаки приналежності до УПА, два — відзнаки до 20-річчя ОУН. Також Хасевич додав до листа інструкцію «Як виготовляти ордени, жетони і стяжки в підпільних умовинах?». 30 червня 1950 року УГВР затвердила проєкти медалей, а перші їх носії з'явились у 1951 році. Було також схвалено пропозицію Ніла Хасевича щодо введення медалей «За боротьбу в особливо важких умовинах» та «Х-річчя УПА». Досі невідомо, в якій країні було виготовлено медалі.

### Золотий Хрест Бойової Заслуги
Розміри всіх хрестів — 27×27 мм. Стрічки червоні, з двома чорними смужками 30 мм ширини.
|  |

### Золотий Хрест Заслуги
Розміри хрестів — 27×19 мм. Стрічки — 30 мм ширини, з двома чорними смужками по боках на червоному тлі.
|  |

### Медаль «За боротьбу в особливо важких умовах»
6 червня 1948 року УГВР «для відзначення особливої мужності» запровадила медаль «За боротьбу в особливо важких умовах». Діаметр 30 мм. Стрічка завширшки 16 мм з трьома блакитними смужками на жовтому тлі.

### Золотий Хрест 25-річчя УПА (1967)

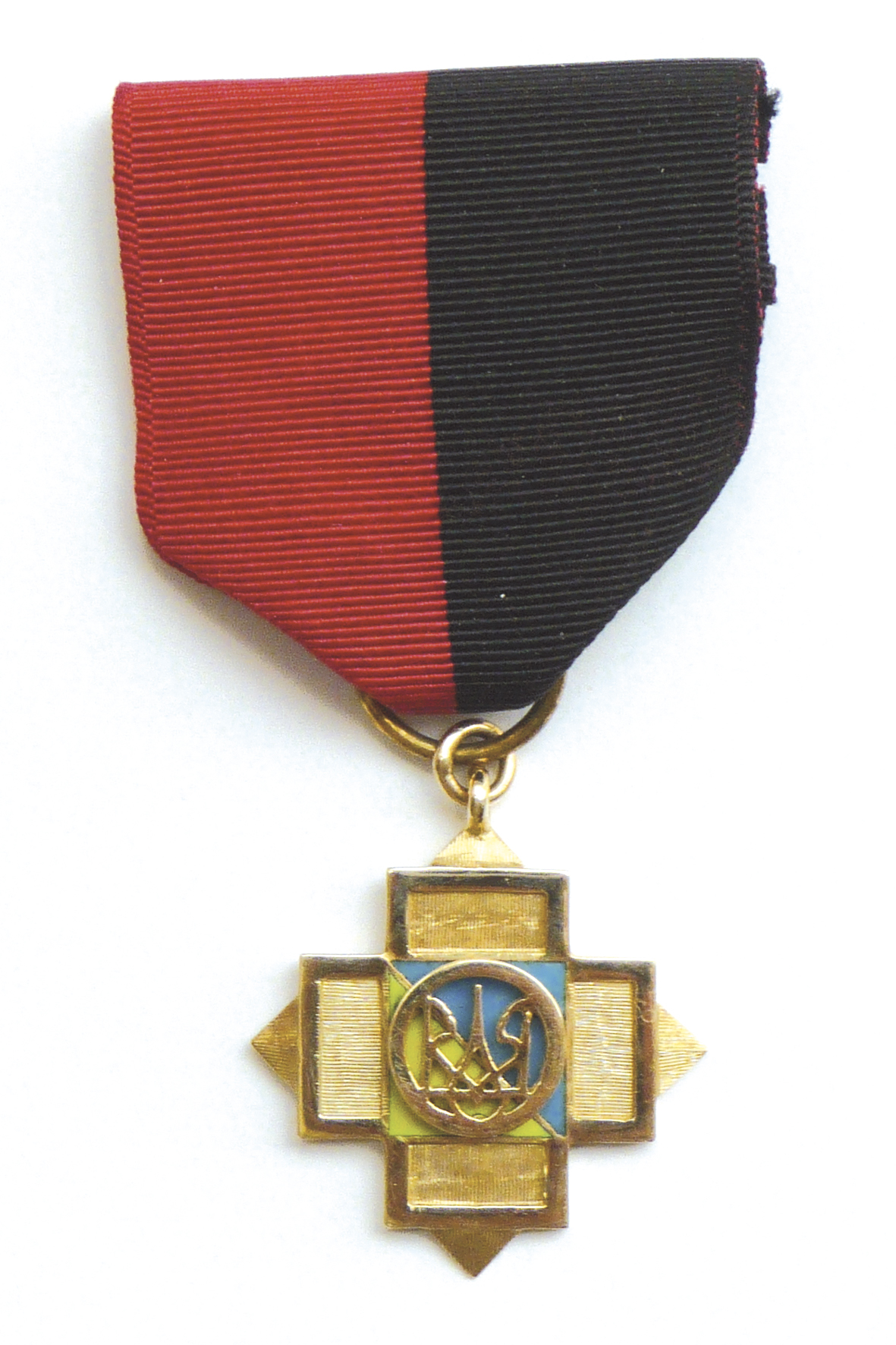
Золотий Хрест 25-річчя УПА Альберта Газенбрукса (1968)

У післявоєнний час у комбатантських організаціях на Заході не можна було зустріти воїна УПА, нагородженого хрестом. Вирішити це питання змогли лише в 1967 році. Капітулою Золотого Хреста Заслуг, під головуванням Мирослава Климка був встановлений Золотий Хрест УПА. Відновлення Золотого Хреста було приурочено до урочистої дати — 25-ліття УПА. Згідно з положенням правильника, «Золотий Хрест Заслуги одержують всі Вояки УПА та Збройного Підпілля, які своєю боротьбою за Волю України, засвідчили готовність віддати своє життя за Україну, за Волю, за Народ».. Діаметр 25 мм. Виготовлений із золота, на червоно-чорній стрічці 38 мм.

## Ставлення до проблеми УПА

### Україна
З початку 1990-х рр. в Україні порушувалося питання про надання особливого статусу ветеранам ОУН-УПА. Протягом тривалого часу не було істотних змін. У вересні 1997 р. при Кабінеті міністрів України створена урядова комісія з вивчення діяльності ОУН-УПА. 10 липня 2002 р. на одному із засідань комісії вирішено за допомогою Національної академії наук створити робочу групу істориків, щоб провести наукове дослідження діяльності УПА і на основі отриманої інформації визначити їхній офіційний статус.
На честь Дня народної єдності 22 січня 2010 р. президент Ющенко присвоїв статус Героя України Степану Бандері посмертно. Окружний адміністративний суд Донецька скасував указ 2 квітня 2010 року.
Президент України Віктор Ющенко також 29 січня 2010-го своїм указом визнав членів Української повстанської армії (УПА) борцями за незалежність України.
Питання про офіційне визнання УПА воюючою стороною у Другій світової війні та пов'язане з цим питанням надання ветеранам УПА пільг на державному рівні, залишалося невирішеним до прийняття ВР України пакету законів «Про декомунізацію» 9 квітня 2015 року більшістю голосів та їх підписання Президентом Петром Порошенком 15 травня 2015 року (ще значно раніше декілька західних областей вже приймали рішення про надання пільг ветеранам УПА на своїх рівнях). 9 квітня 2015 року Верховна Рада України ухвалили закон «Про правовий статус борців за незалежність України» авторства Юрія Шухевича, у якому вказано перелік організацій, які визнаються таким, що боролись за незалежність України, серед них є Організація українських націоналістів та Українська повстанська армія.
Закони опубліковані 20 травня 2015 року та набули чинності з 21 травня того ж року.. З 2015 року вояки УПА мають статус борців за незалежність України у XX столітті. Ініціатором законопроєкту був син Головнокомандувача УПА Юрій-Богдан Шухевич.

#### Соціологічні опитування
УПА по-різному оцінюють жителі сходу та заходу України. На Західній Україні ця організація стала символом боротьби за незалежність української держави, в той час, як жителі Східної України ставляться до неї переважно негативно, звинувачуючи в радикальному націоналізмі і колабораціонізмі[джерело?].
За результатами дослідження, проведеного Соціологічною групою «Рейтинг» у лютому 2012 р., 24 % опитаних підтримують ідею визнати УПА-ОУН учасниками боротьби за державну Незалежність України, 57 % опитаних — не підтримують. Ще 19 % не визначились з цього питання.
Опитування 25 квітня — 5 травня 2011 року Research & Branding Group методом особистого інтерв'ю у 24-х областях України і Криму, проведеного в рамках міжнародного дослідницького проєкту Євразійський монітор, показало, що 44 % опитаних негативно оцінюють збройну боротьбу Організації українських націоналістів та Української повстанської армії проти радянської влади, 20 % респондентів — позитивно, 14 % — нейтрально, 18 % — не змогли відповісти, 4 % — не чули про таку подію.
Результати соціологічних досліджень, проведених Соціологічною групою «Рейтинг» з 30 березня по 9 квітня 2011 року, показали, що оцінки діяльності УПА в окремих регіонах України можуть значно відрізнятись від середньої оцінки по країні. Так, у західних областях України (де саме і знаходився основний оперативний простір дій УПА) вважають їх учасниками боротьби за незалежність України понад 72 % населення (по Україні в середньому 27 %).

### Міжнародний контекст

#### Литва
У червні 2009 р. у парламенті Литви директор галузевого Державного архіву СБУ Володимир В'ятрович і директор Центру досліджень визвольного руху Руслан Забілий відкрили виставку «Українська повстанська армія. Історія нескорених». На відкритті виступили віцеспікер Сейму Литви Альгіс Кашета, посол України в Литві Ігор Прокопчук, директор Центру геноциду та резистансу Литви Тереза Біруте-Бюрускайте, депутат Сейму Далія Коудіте і депутат Європарламенту Вітавта Ландсбергіс.

#### Польща
20 червня 2013 р. Сенат Польщі ухвалив заяву, у якій йдеться, що «9 лютого 1943 нападом загонів УПА на волинське село Паросля почалася груба акція фізичного знищення поляків, яка проводилася бандерівською фракцією Організації українських націоналістів та Українською повстанською армією». У документі також йдеться, що жертвами антипольської акції УПА стали близько 100 тисяч поляків.
За ухвалення такого тексту документа проголосувала більшість депутатів верхньої палати польського парламенту: 55 сенаторів зі 100 були за, 20 проти, а 10 утрималися.

#### Сербія
В грудні 2004 року парламент Сербії зрівняв у правах сербських четників Драголюба Михайловича і комуністичних партизанів з Народно-визвольної армії Югославії під керівництвом Йосипа Броза Тіто. 2015 року Верховний суд у Белграді остаточно реабілітував Михайловича. Український журналіст Віталій Портников назвав Михайловича «сербським Бандерою», а четників порівняв з УПА, бо, на його думку, ставлення до четників у Хорватії та Боснії можна порівняти зі ставленням до УПА в Польщі чи Росії. Для сербських націоналістів Михайлович увесь час був героєм, як для українських — Бандера. І четники, і УПА вважали себе «третьою силою» у Другій Світовій війні і вели двофронтову боротьбу — як проти нацистів, так і проти комуністів.

## Вшанування пам'яті
В Україні річниці створення УПА офіційно святкують у низці областей із 2005 року. На честь 70-річчя створення УПА Івано-Франківська, Львівська та Тернопільська обласні ради оголосили 2012 рік роком Української Повстанської Армії.
Також, 2017 рік, в Івано-Франківській та Львівській областях оголошено Роком Української повстанської армії. Таке рішення ухвалила 10 березня, сесія Івано-Франківської, а трохи раніше — Львівської обласних рад. Рішенням Рівненської обласної ради 2017 рік у Рівненській області також оголошено Роком УПА та головнокомандувача УПА Романа Шухевича
У низці міст України є вулиці, названі на честь різних діячів і героїв УПА. Зокрема:
- Вулиця Героїв УПА у містах Біла Церква, Бровари, Івано-Франківськ, Ковель, Кременчук, Луцьк, Львів, Рівне.
- Вулиця Воїнів УПА у містах Болехів, Дрогобич, Жолква, Овруч.
- Вулиця Вояків УПА у місті Тернопіль.
- Вулиця Повстанська у містах Луцьк, Рівне, Хмельницький.
- Вулиця Українських повстанців у місті Київ
- Вулиця Української Повстанської Армії у місті Полтава

### Пам'ятники
|                                             |                                           |                                      |                                             |                              |                                                        |
| Пам'ятник загиблим воїнам УПА у місті Рівне | Пам'ятник на честь 60-річчя створення УПА | Пам'ятник героям УПА у селі Суховоля | Пам'ятник загиблим борцям ОУН-УПА у Єзуполі | Пам'ятний знак УПА у Харкові | Пам'ятник повішеним комуністами воїнам УПА у Дубровиці |

2017 року на державному рівні в Україні відзначалося 75 років з початку формування УПА (1942).

## Критика
У Росії УПА була визнана екстремістською організацією рішенням Верховного Суду 17.11.2014.
2016 — парламент Польщі кваліфікував дії солдатів УПА проти польського населення як геноцид.
Серед критиків УПА, насамперед серед російських істориків поширений міф, що УПА не завдали німецьким окупантам жодних втрат, але це не відповідає дійсності. Німецькі документи фіксують численні операції українських націоналістичних формувань, спрямовані на руйнування господарських об'єктів і інфраструктури, захоплення зброї і продовольства, напади на дрібні німецькі загони або окремих військовослужбовців вермахту, рідше акти відплати щодо німецької цивільної адміністрації, СС і СД. Діяльність УПА визнавали антинімецьким повстанням німецькі окупаційні керівники Генріх Шене, Еріх Кох, Еріх фон дем Бах і Ганс Прюцманн. Напади частин УПА на німецькі військові підрозділи, як випливає з німецьких документів, тривали до серпня 1944 року. Про збройний конфлікт німців і УПА свідчать і звіти радянських партизанів 1943 року. Польський історик Гжегож Мотика вважає, що внесок УПА в боротьбі з Німеччиною мінімальний, порівняно з діяльністю югославських, радянських чи польських партизан, хоча сам же вказує, що від рук повстанців загинуло кілька тисяч німецьких солдатів і поліцейських. Український історик Роман Пономаренко також вважає, що УПА не могла відіграти значну роль у розгромі німецьких військ в Україні, тому що її головним ворогом був завжди Радянський Союз, в якому керівники ОУН бачили головного опонента на шляху до створення Української держави, однак аналіз документів ОУН переконливо свідчить, що Німеччина також розглядалася ними як ворог українського народу.
Російські історики також звинувачують УПА у співпраці з німцями. В архівах є документи, що дійсно підтверджують подібні договори про співпрацю, однак в них йдеться про підписання лише локальних домовленостей окремих загонів УПА, на окремих територіях (з кінця 1943 року). При цьому жодної загальної угоди між вищим керівництвом Рейху та ОУН (б) не було. Попри це, комуністи й деякі проросійські політики України маніпулюють даними, використовуючи ці міфи. Факти співпраці УПА з німцями в 1944 році також привели до виникнення серед російських істориків легенди про те, що УПА нібито була створена німецькими спецслужбами. Насправді це твердження не відповідає дійсності і будь-якою документальною базою не підтверджується. Слід також зазначити, що в ряді випадків упівці вели бойові дії проти нацистів спільно з радянськими партизанами. У німецькому документі «Націонал-український бандитський рух» згадувалося, що іноді УПА забезпечувалися зброєю за допомогою радянської авіації.
У 2007 році, під час проведення святкових заходів 100-річчя від дня народження головнокомандувача УПА Романа Шухевича голова КПУ, Петро Симоненко поширив пропагандистський штамп, що Шухевич начеб-то був нагороджений двома Залізними хрестами під час його служби в 201-му батальйоні шуцманшафта. Однак це твердження, наприклад, легко спростовується в книзі російського військового історика Костянтина Залеського «Енциклопедія Третього Рейху. Залізний Хрест», бо там перелічено осіб, яких ними нагороджували, і в їх списку нема Шухевича.
Навесні 2015 року у ЗМІ неодноразово з'являлася інформація про організацію «Українська повстанська армія», яка брала на себе відповідальність за вбивства політиків України — колаборантів та прихильників путінської збройної агресії до України: Михайла Чечетова, Олександра Пеклушенка, Станіслава Мельника, Олега Калашнікова та Олеся Бузини. Цікаво, що перші троє загинули внаслідок самогубства. Спецслужби України спростовували існування «УПА».

## УПА в культурі

### Художні фільми
- «Akce B» (Чехословаччина, 1951)
- «Ogniomistrz Kaleń» (Польща, 1961)
- «Zerwany most» (Польща, 1962)
- «Жорстокі світанки» (Канада, 1966)
- «Wilcze Echa» (Польща, 1968)
- «Анничка» (СРСР, 1968)
- «Ніколи не забуду» (Канада, 1969)
- «Білий птах з чорною ознакою» (СРСР, 1970)
- «Дума про Ковпака» (СРСР, 1973)
- «Марічка» (Канада, 1975)
- «Тривожний місяць вересень» (СРСР, 1976)
- «Зашуміла Верховина» (Канада, 1979)
- «Високий перевал» (СРСР, 1981)
- «Провал операції „Велика ведмедиця“» (СРСР, 1983)
- «Державний кордон. Фільм 6. За порогом перемоги» (СРСР, 1987)
- «Загін спеціального призначення» (СРСР, 1987)
- «Українська вендета» (СРСР, 1990)
- «Нам дзвони не грали, коли ми вмирали» (Україна, 1991)
- «Останній бункер» (Україна, 1991)
- «Карпатське золото» (Україна, 1991)
- «Вишневі ночі» (Україна, 1992)
- «Страчені світанки» (Україна, 1995)
- «Атентат — Осіннє вбивство у Мюнхені» (Україна, 1995)
- «Нескорений» (Україна, 2000)
- «Один — в полі воїн» (Україна, 2003)
- «Залізна сотня» (Україна, 2004)
- «Далекий постріл» (Україна, 2005)
- «Ми з майбутнього 2» (Росія, 2010)
- «Століття Якова» (Україна, 2016)
- «Жива» (Україна, 2016)
- «Волинь» (Польща, 2016)
- «Червоний» (Україна, 2017)

### Документальні фільми
- «Спогад про УПА» (1993)
- «Три любові Степана Бандери» (1998)
- «Війна без переможців»(2002)
- «Війна — український рахунок» (2002)
- «Між Гітлером і Сталіном — Україна в II Світовій війні» (2004)
- «Бандерівці: Війна без правил» (2004)
- «Пам'яті Слави Стецько» (2005)
- «Музей Бандери у Лондоні» (2006)
- «Собор на крові» (2006)
- «Воля або смерть!» (2006)
- «ОУН-УПА: війна на два фронти» (2006)
- «Український націоналізм. Невивчені уроки» (2007)
- «УПА. Тактика боротьби» (двосерійний) (2007)
- «УПА. Третя сила» (2007)
- «Таємниці віку 55: Степан Бандера. Замовне самогубство» (2007)
- «УПА. Телепередача особливий погляд»
- Феномен УПА. Реальна історія з Акімом Галімовим
- «Бандерівці»[469] (Чехія, 2010)
- «Служба безпеки ОУН. Зачинені двері» (2011)
- «Вогонь і зброя» (Канада, 2012)
- «Отець „Кадило“» (Україна, 2012)
- «Вони боролись до загину» (Україна, 2012)
- «УПА. Галицькі месники» (2012)
- «Історія однієї криївки» (Україна, 2013)
- «Хроніка Української Повстанської Армії 1942—1954» (Україна, 2014)

### Музика
- У гурту «Тартак» і співака Андрія Підлужного є пісня «Не кажучи нікому [Архівовано 1 вересня 2010 у Wayback Machine.]». На неї режисером Тарасом Химичем знято відеокліп, присвячений бою бійців УПА проти нацистських окупантів біля села Новий Загорів у вересні 1943 року.
- У співака Тараса Чубая та гурту «Скрябін» є спільний альбом «Наші партизани» — повстанські пісні в сучасній обробці.
- За сприяння Львівської обласної організації ВО «Свобода» та товариства пошуку жертв війни «Пам'ять» фольклорний театр Остапа Стахіва зняв кліп на повстанську пісню «В чорнім лісі», присвячену полковнику УПА Василеві Андрусяку — «Греготу», «Різуну».
- У пісні «Rebell» («Повстанець») німецької рок-групи Landser є такі рядки: «Я був повстанцем в Україні. Червона армія драпала від нас. Несамовита від ненависті і безсилої злоби. Вже йде повстанець, зараз потече ваша кров.». Ці рядки є прямим натяком на УПА.
- Відеокліп UPA — The unsung heroes. УПА непомічених героїв [Архівовано 1 березня 2014 у Wayback Machine.]

### Фольклор
- Пісня Української повстанської армії «УПА іде»
- Пісня Української повстанської армії «Там, у Москві»
- Пісня Української повстанської армії «Їхав Гітлер на візочку»
- Пісня Української повстанської армії «Боже, вислухай благання»
- Пісня Української повстанської армії «Царю Небесний»
- Пісня Української повстанської армії «Зродились ми великої години»
- Пісня Української повстанської армії «Гей на півночі, на Волині»
- Пісня Української повстанської армії «За Україну»
- Пісня Української повстанської армії «Збудись, могутня Україно!»
- Пісня Української повстанської армії «Вже вечір вечоріє»

### Книги
- Іваничук Р. Вогненні стовпи (2006)
- Історія, закарбована в металі (2011)
- Кокотюха А. Червоний (2012)
- Володимир В’ятрович, Любомир Луцюк, Ворожі архіви: радянські протиповстанські операції та український націоналістичний рух (2023) ISBN 9780228014669